# Histoire du Loiret

Blason du Loiret, créé vers 1950 par Robert Louis, dessinateur héraldiste officiel de la commission des sceaux et armoiries de l'État et officiellement adopté par le Conseil général du Loiret et la Commission d'héraldique urbaine du Loiret le 10 octobre 1964.

Vous lisez un « bon article » labellisé en 2014.
Cet article concerne l'histoire du territoire du Loiret, circonscrit par les limites départementales définies en 1790. Pour l'histoire de la collectivité départementale du Loiret et de son assemblée délibérante, voir Histoire du conseil général du Loiret.
L'histoire du Loiret, en tant qu'entité administrative, commence le 22 décembre 1789 par un décret de l'Assemblée constituante, qui entre en vigueur quelques mois plus tard, le 4 mars 1790. Il est constitué à partir d'une partie des anciennes provinces de l'Orléanais et du Berry. Mais l'histoire du territoire du département du Loiret est bien plus ancienne.
De nombreux sites attestent un peuplement très ancien de l'actuel territoire loirétain, où des hommes ont vécu dès le Paléolithique. Les peuples celtes des Carnutes et des Éduens s'installent dans la région au cours de la Tène, développant artisanat et commerce. La romanisation consécutive à la guerre des Gaules est rapide et permet notamment le développement d'un réseau de voies de communication autour de Cenabum, d'agglomérations secondaires et notamment de villes d'eaux comme Sceaux-du-Gâtinais et de fermes et villae dans les campagnes.
Vers 451, les Huns envahissent la région mais sont repoussés devant Orléans. Puis les Francs arrivent jusqu'à la Loire. Clovis, devenu chrétien, entre à Orléans qui devient, à sa mort, capitale d'un royaume franc dont le premier roi est Clodomir. Une période de paix et de prospérité suit sous le règne de Charlemagne. Jusqu'à Louis VII, Orléans fait figure de capitale. Peu à peu les rois agrandissent leur domaine. Successivement le Gâtinais, la seigneurie de Montargis, le comté de Gien, la seigneurie de Beaugency sont réunis à la couronne. Quatre sacres ont ainsi lieu dans la région en 848, 879, 987 et 1108.
Aux XIVe et XVe siècles, la guerre de Cent Ans dépeuple et ruine les campagnes ; elle prend fin dans la région par le siège d'Orléans et la victoire de Patay grâce à l'intervention de Jeanne d'Arc. Le XVIe siècle est quant à lui marqué par une renaissance architecturale et des lettres mais aussi par la Réforme qui voit Orléans s'ériger en capitale du protestantisme puis le massacre de la Saint-Barthélemy en 1572. Au XVIIe siècle sont réalisés de grands travaux comme le canal de Briare, le canal d'Orléans, les premières levées de Loire. Ils sont suivis au XVIIIe siècle par d'autres comme le pont George-V à Orléans. Le territoire de l'actuel département du Loiret fait alors partie de la généralité d'Orléans, créée en 1558.
Après les disettes de la fin du XVIIIe siècle, la Révolution est l'occasion de grands espoirs, avec la création d'un nouveau cadre administratif, le département. Le XIXe siècle est marqué par une succession de régimes politiques et, à partir du Second Empire, par une période de prospérité économique reposant sur la production agricole – céréales en Beauce, vigne en val de Loire – l'évolution des moyens de transport, à savoir la marine de Loire ; viennent ensuite le chemin de fer et de nouvelles industries.
La Première Guerre mondiale puis la Seconde Guerre mondiale meurtrissent durement le département qui, occupé, est aussi le siège d'une résistance vive. Cinq villes subissent d'importants dommages : Orléans, Gien, Sully-sur-Loire, Châteauneuf-sur-Loire et Saint-Denis-de-l'Hôtel. Après la période de reconstruction, le Loiret, situé aux portes de Paris, est un des départements qui bénéficient le plus des grands changements des Trente Glorieuses. Sa population augmente de 19 %. Grâce au développement d'un maillage de voies de communication modernes et aux bénéfices de la décentralisation, le Loiret connaît l'installation de nombreuses entreprises utilisant notamment des techniques de pointe avant de subir les effets de la crise économique du début du XXIe siècle.

## Préhistoire

### Paléolithique

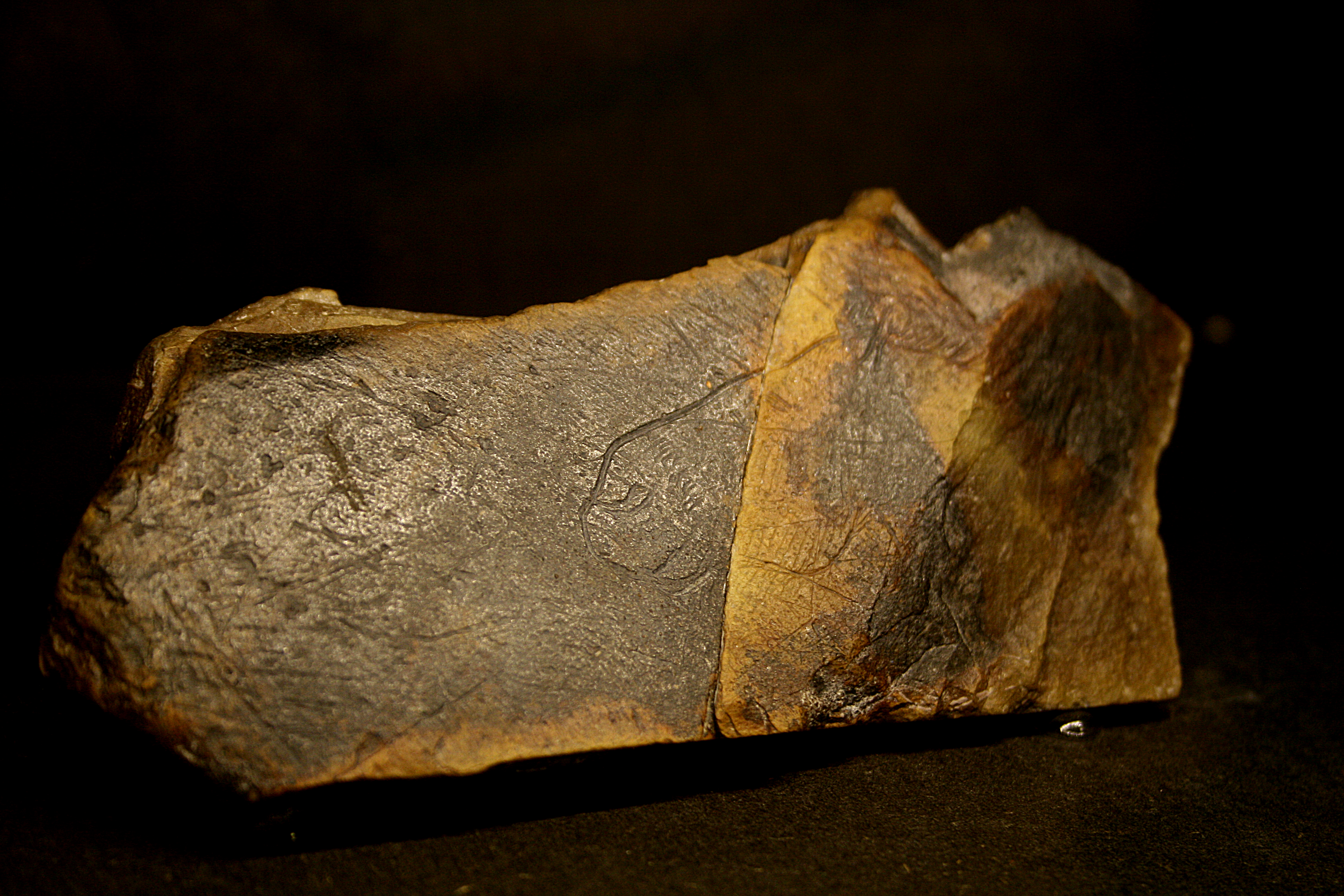
Plaquette en calcaire gravée, représentant une tête de cheval, trouvée à Cepoy (L : 14.5 cm) ; vers -13000 ans.

Les premières traces de présence humaine sur le territoire de l'actuel Loiret remontent au Paléolithique inférieur (environ de 800 000 à 300 000 ans avant notre ère). De nombreux bifaces de type acheuléen ont été trouvés dans le val de Loire sur les plateaux de Briare et Gien et sur les sablières de Châteauneuf-sur-Loire et de Saint-Denis-de-l'Hôtel, mais aussi dans l'est du département aux abords du Loing, par exemple à Nargis ou à Dordives,.
Au cours du Paléolithique supérieur, marqué par l’apparition progressive des conditions climatiques actuelles, des chasseurs-cueilleurs du magdalénien se concentrent sur la vallée du Loing, avec par exemple les gisements de la Pierre-aux-Fées et des Pâtures Blanches à Cepoy, ou du Choiseau et de la Maison Blanche à Fontenay-sur-Loing. Le gisement de la Pierre-aux-Fées, découvert en 1972 au cours d'extraction de sable et situé à 4 km au nord de Montargis, est un gisement magdalénien remarquable, tant pour le Loiret que pour le sud du Bassin parisien. Un fragment d'une plaque de calcaire gravée représentant une tête de cheval y a en particulier été découvert. D'une part cette pièce accrédite la thèse d'une subsistance grâce à la chasse des chevaux, d'autre part elle témoigne d'une qualité artistique remarquable. Il peut également laisser supposer l'existence de pratiques rituelles, sans toutefois en apporter formellement la preuve.

### Néolithique

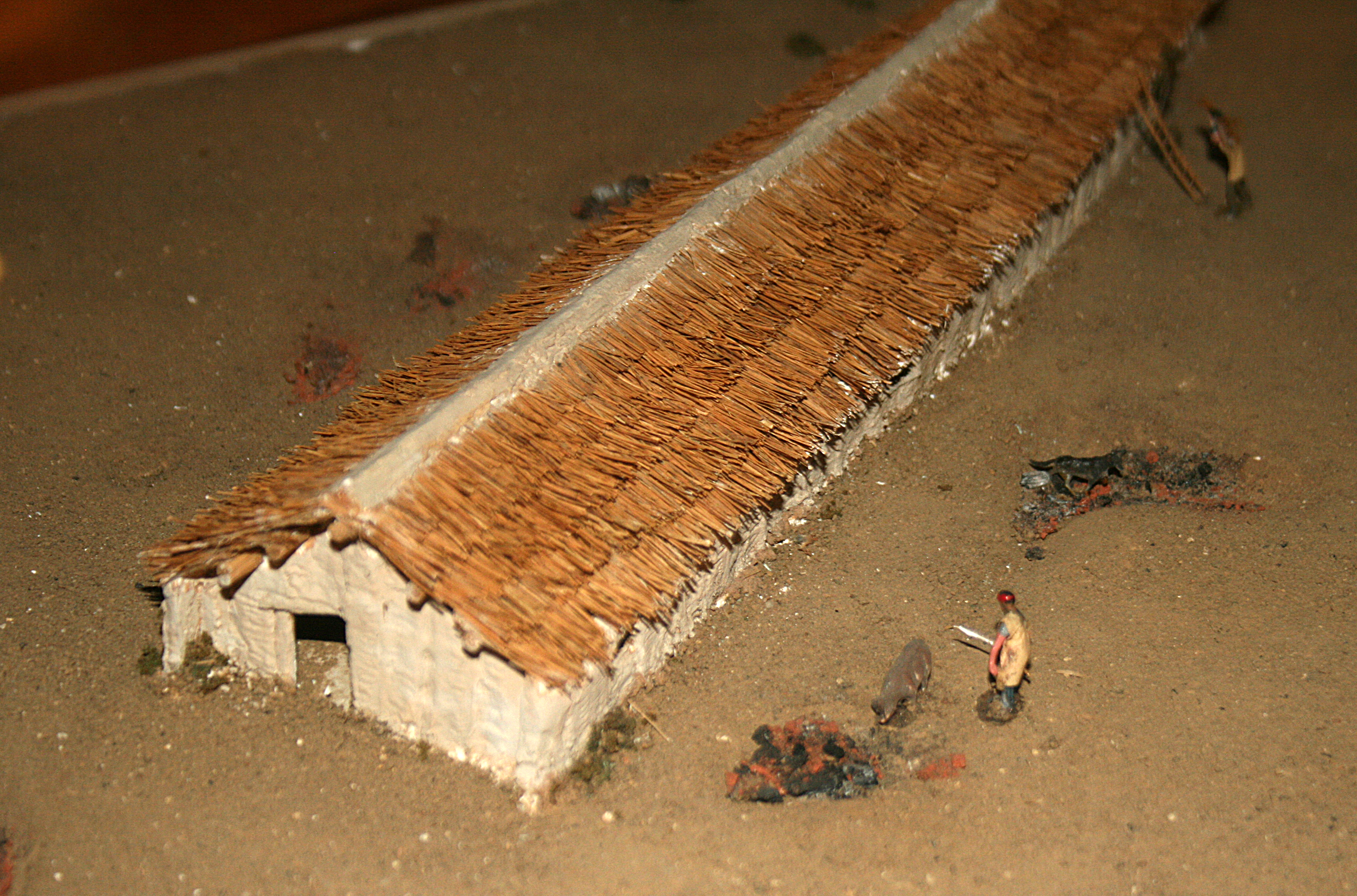
Reconstitution d'une ferme néolithique. À Échilleuses, six maisons de 35 mètres de long environ ont été découvertes.

Après les derniers chasseurs-cueilleurs du Mésolithique de la station des Hauts-de-Lutz de Beaugency, les hommes se sédentarisent vers 5500 av. J.-C., au Néolithique. Les premiers agriculteurs n'occupent d'abord que les bords de rivière en terrasses ou les rebords de plateaux, fertiles et faciles à cultiver, comme à Échilleuses, à la frontière de la Beauce et du Gâtinais, site découvert en 1977. Le site du Vieux Chemin d’Étampes, à Pithiviers, constitue aujourd'hui l'un des habitats néolithiques le plus ancien de la région Centre-Val de Loire. Dans ces villages des premières communautés agricoles de France, on fabrique des outils et des armes en silex et en os. Plusieurs ateliers de haches ont été mis au jour comme ceux de Corquilleroy et Fontenay-sur-Loing, à l'occasion des fouilles de l'autoroute A19,.
Les pratiques et rites funéraires évoluent tout au long du Néolithique. Les sépultures sont d'abord individuelles, comme celle trouvée à La Chapelle-Saint-Mesmin, puis sous dalle comme à Malesherbes ou Orville, puis à incinérations comme la nécropole des Canas à Varennes-Changy et enfin collectives avec les dolmens. De nombreux autres mégalithes, des menhirs, sont localisés dans le Nord-Est du département. Leur fonction, a priori cultuelle, n'a pas encore été formellement déterminée.

## Protohistoire

### Âge du bronze
Vers le milieu du IIe millénaire, les Protoceltes, venus des régions d'Europe centrale, introduisent en Gaule la métallurgie du bronze. Des nombreux tumulus qui leur sont attribués apparaissent en Beauce, aux confins du Loiret et du Loir-et-Cher et le long des vallées des Mauves autour de Baccon. Ils sont suivis vers 1200 av. J.-C. par la civilisation des champs d'urnes qui pratique le rite funéraire de l'incinération. Des urnes ont été découvertes à Tigy, à Férolles, à Olivet, à Baule et plus récemment à Courcelles, à l'occasion des fouilles en lien avec la construction de l'autoroute A19. Entre Meung-sur-Loire et Saint-Ay, plusieurs dépôts d'armes remarquables datées du bronze final ont été découverts, traduisant des rituels de consécration pour les riches défunts,.

### Âge du fer
La métallurgie du fer apparaît au début du VIIIe siècle av. J.-C. Elle permet de forger des objets de taille plus puissants et coupants. Pendant un certain temps les armes et objets d'apparat sont encore en bronze, du fait des difficultés de travailler le fer. Tout en continuant à incinérer leurs morts, les hommes renouent avec l'usage des tumulus, particulièrement avec les personnes de haut rang. Plusieurs tumulus « princiers » ont ainsi été découverts dans le Loiret. Le tumulus de la Butte des Élus sur la commune de Mézières-lez-Cléry est le plus impressionnant avec 70 m de diamètre pour 12 m de hauteur. Les objets découverts en 1836 comprenaient, outre deux épées en fer repliées, des fragments d'armure en bronze, des portions de chaînettes en bronze, des colliers et anneaux et un bracelet en or et en 1857 a été découvert un vase en bronze. Une statue anthropomorphe en pierre découverte sur les pentes du tumulus de Lion-en-Sullias, lieu-dit La Ronce peut-être l'effigie d'un illustre aïeul, s'inscrit ainsi peut-être dans une sorte de culte des ancêtres. La butte Moreau, ou tumulus de Reuilly, au nord de la commune de Mardié et le tumulus , sur la commune de Sainte-Geneviève-des-Bois sont également deux tumulus princiers remarquables.

### Épanouissement de la civilisation gauloise

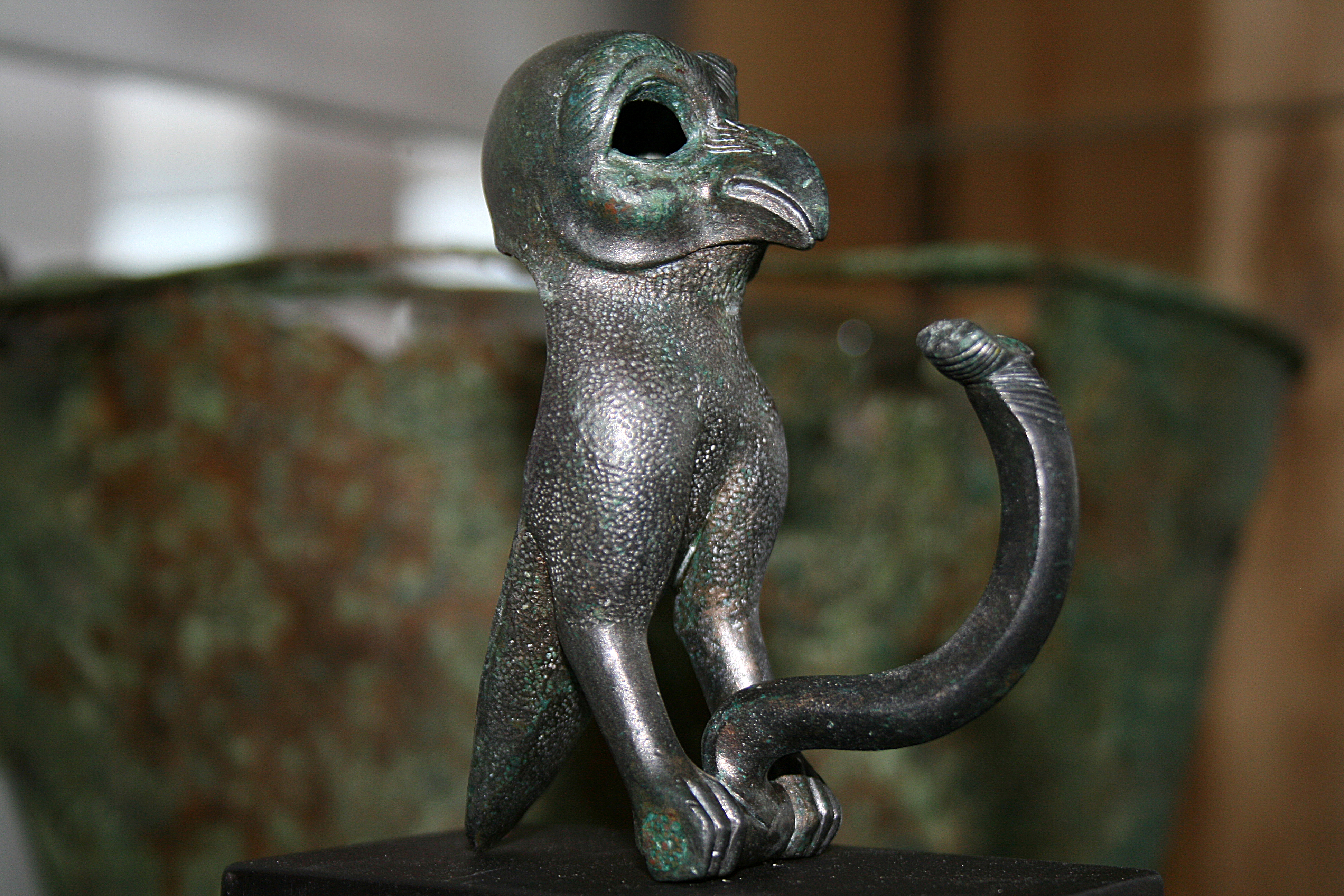
La « chouette », « Les Pierrières ». Applique en bronze, découverte sur le site de la résidence aristocratique gauloise de Batilly-en-Gâtinais en 2006, probablement pièce d'ornementation d'un récipient vinaire.

La civilisation gauloise s'épanouit pendant la période du second âge du fer, dénommée La Tène, à partir de 500 av. J.-C. L'Orléanais est habité pour la plus grande partie par les Carnutes. Au nord-est, ils ont pour voisins les Sénons dont le territoire correspond au Gâtinais, tandis qu'à l'est, les Éduens sont maîtres du Giennois. L'habitat est avant tout composé de fermes isolées. Des agglomérations non fortifiées, où dominent les activités artisanales, se développent au début du IIe siècle av. J.-C. Cet habitat rural est de qualité et de richesse variables, des simples fermes aux véritables résidences aristocratiques. Les sites de La Pièce de Chameul à Chevilly et des Pierrières à Batilly-en-Gâtinais, fouillés sur l'autoroute A19, illustrent cette diversité.
Les activités agricoles se caractérisent par le biais des cultures, céréalières notamment, et l’élevage de bétail. L’orge est la culture majoritaire tandis que les blés vêtus (engrain et amidonnier) diminuent au profit du blé nu. Le millet, majoritaire dans la première période, devient minoritaire à La Tène finale. La découverte de deux plantes rares, la gesse et le pastel des teinturiers, suggère par ailleurs des échanges commerciaux avec des zones plus méridionales.
Le druide est un personnage très important de la société celtique. D'après César, il y aurait eu chez les Carnutes un « lieu sacré » où se tenait, une fois par an, un grand rassemblement de druides et de leurs fidèles dont la localisation a fait l'objet de nombreuses controverses. Selon Jacques Soyer, une confusion s'est longtemps établie entre le locus consecratus désigné par César et une légendaire forêt des Carnutes qui aurait été située en Beauce du côté de Chartres ou de Vendôme. Il privilégie un lieu situé dans le Loiret, équidistant de Neuvy-en-Sullias, Bonnée et Bouzy-la-Forêt où ont été trouvés d'importants vestiges gallo-romains, à savoir Fleury-sur-Loire, où s'élève plus tard l'abbaye de Saint-Benoît-sur-Loire, l'un des hauts lieux de la chrétienté.
Les Carnutes ont joué un rôle déterminant dans les événements qui aboutissent à l'annexion de la Gaule par Rome. Au début de l'hiver 57/56 av. J.-C., Jules César amène ses légions prendre leurs quartiers d'hiver chez les Carnutes et leur impose comme roi un certain Tasgiitios ou Tasgetius, « un homme qui, chez les Carnutes, était de très haute naissance et dont les ancêtres avaient régné sur leur propre cité »,,, un geste particulièrement impopulaire car si la royauté fut répandue chez les Gaulois, elle était alors honnie dans presque toutes les cités. Tasgetius est assassiné en 54 av. J.-C. César, craignant que la cité entière de Cenabum (actuelle Orléans) ne fasse défection, donne l'ordre à la légion de Plancus, cantonnée en Belgique, de se rendre à Cenabum. Les coupables sont dénoncés et arrêtés. Les Carnutes décident alors de s'en prendre aux citoyens romains installés à Cenabum pour faire du commerce. Ils sont tous assassinés le 13 février 52 av. J.-C. et, parmi eux, Caïus Fufius Cita, un chevalier romain que César avait chargé de superviser le commerce du grain. La nouvelle se répand ainsi dans toute la Gaule, et notamment chez les Arvernes, où un jeune noble puissant, Vercingétorix, soulève son peuple contre Rome. Très rapidement, les Sénons, Parisii, Pictons, Cadurques, Turones, Aulerques, Lémovices, Andes et Bituriges se joignent à la révolte sous le commandement suprême de Vercingétorix. Mais César prend Cenabum. Les soldats incendient et pillent la ville et les habitants sont réduits en esclavage. Peu de temps après, les Bituriges et les Arvernes sont battus à Alésia en septembre 52. En 50, Jules César laisse une Gaule exsangue, emmenant avec lui l'élite des guerriers gaulois. Dès lors, soumis, les Carnutes connaissent pendant presque trois siècles les bienfaits de la paix romaine.

## Antiquité

### Trois siècles de paix romaine
Au départ de César, Caius Trebonius et deux légions romaines sont installés à Cenabum pour administrer la ville en ruine. L'humiliation de la défaite passée, les Carnutes tirent bénéfice des bienfaits de la domination romaine. Leur territoire est incorporé par Auguste en 27 av. J.-C. à la Lyonnaise, une des trois provinces gauloises, qui s'étend de la Seine à la Loire entre l'Aquitaine et la Belgique.
Les Carnutes ont pour chef-lieu politique Autricum (Chartres) sur l'Eure mais pour capitale économique Cenabum (Orléans), ville-port et pont sur le grand coude de la Loire moyenne.

#### Voies de communication et échanges commerciaux
Les Romains importent leurs habitudes d'ordre et de méthode. Les voies de communication connaissent un grand développement assurant ainsi la prospérité de Cenabum, avec une densification des anciens chemins celtiques. Jacques Soyer, un historien-paléographe, publie en 1936 une étude, Les Voies antiques de l'Orléanais, où sont recensées et analysées les voies antiques construites (viae publicae ou viae militares). Le travail est issu des découvertes archéologiques, des documents du Moyen Âge et de documents d'archives. Il recense ainsi seize voies partant d'Orléans, dont six seulement sont mentionnées comme itinéraires de l'époque romaine. Il s'agit des voies vers Sens (Agedincum), Pithiviers (Petuarii), Paris (Lutecia), Chartres (Autricum) (deux voies), Châteaudun (Dunum), Le Mans (Vindinum) (deux voies), Tours (Caesarodunum), Limoges (Augustoritum), Bourges (Avaricum), Sancerre (Gortona ou Cortona), (deux voies), Autun (Augustodunum) et Auxerre (Autessiodurum). Par ailleurs il identifie onze voies transversales ne passant pas par Cenabum.
La batellerie sur la Loire, avec les nautae ligerici, prend toute son importance. Cenabum, placée à distance à peu près égale de la source de la Loire et de son embouchure, à son point le plus septentrional et le plus rapproché de la Seine, doit à cette situation d'avoir été, depuis des temps anciens, un centre d'opérations commerciales. Dès avant l'arrivée de César dans les Gaules, des Romains se livrant au négoce y étaient fixés et Strabon l'appelle « le marché » des Carnutes. Cenabum était ainsi un lieu de transit pour les marchandises qui allaient et venaient de l'Est à l'Ouest de la Gaule, de Marseille aux ports de l'Armorique. La Loire était en effet l'une des routes que suivaient les commerçants de Marseille pour se rendre dans le Nord et dans l'Ouest, principalement ceux qui allaient acheter sur les côtes de l'Océan l'étain que les marins armoricains y importaient de l'île de Bretagne (l'actuelle Grande-Bretagne).

#### Urbanisation: l'empreinte de la civilisation romaine

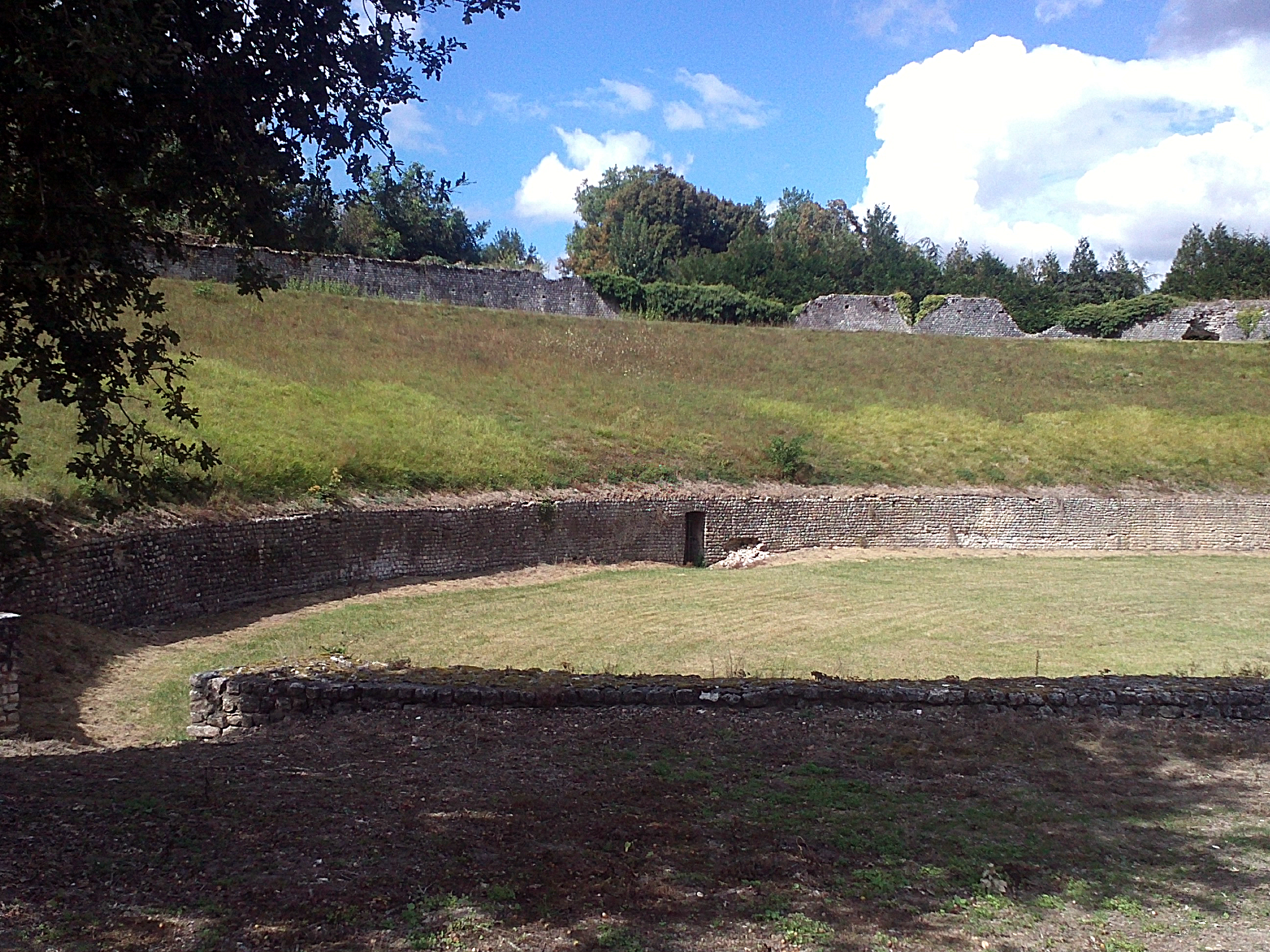
Antique amphithéâtre rural de Chenevières jouxtant le site thermal de Craon, à Montbouy.

Après sa destruction, Cenabum est reconstruite au cours de la première moitié du Ier siècle et s'étend à l’est et à l’ouest, sur des espaces autrefois ruraux. Les constructions sont érigées « à la romaine », en pierre et mortier, et jouissent de nouveaux équipements de confort caractéristiques des bâtisses romaines : balnéaires, chauffage par hypocauste, décors d'enduit peint et de mosaïque. L'ensemble monumental est modeste en comparaison d'autres cités : un théâtre édifié à l'entrée nord de la ville à la fin du siècle, des thermes alimentés par l'aqueduc venant de la fontaine de l'Étuvée avec un sanctuaire, dédié notamment à Acionna, une déesse des eaux, un forum et un temple sous l'actuelle préfecture. Ne subsistent de ces monuments orléanais que quelques rares vestiges. Les voies qui quadrillaient la ville ont été repérées de façon certaine : le tracé nord-sud du cardo est suivi par les rues de la Poterne et Parisie, le decumanus est-ouest préfigurait la rue de Bourgogne ; la voie vers Bourges est aujourd'hui la rue Saint-Marceau.
Plus qu'à Cenabum, c'est en Gâtinais, en Beauce, en Val de Loire et en Puisaye que l'on rencontre les plus intéressants ensembles monumentaux. Ainsi, sur l'emplacement de l'ancien oppidum gaulois de Triguères, un temple, deux édifices thermaux et un vaste théâtre-amphithéâtre avaient été élevés auprès d'un menhir encore vénéré à l'époque romaine. Des agglomérations secondaires de tailles diverses, rassemblant des fonctions artisanales, commerciales, voire culturelles et religieuses apparaissent et se développent. Sceaux-du-Gâtinais, signalé par la Table de Peutinger, véritable « carte routière » gallo-romaine du IVe siècle, abritait ainsi un temple dédié à la déesse de la fécondité Segeta. Cette ville d'eau, nommée Aquae Segeste, s'était développée aux Ier et IIe siècles. Lors des fouilles, on a trouvé, au lieu-dit le Préau, un disque en marbre portant l'inscription « AUG-DEA-SEGETAE… » qui a permis de l'identifier. Ces sanctuaires s'établissent près des sources sacrées ; ainsi à Montbouy, on a découvert des puits, des bains et des fragments de canalisation. Seul élément subsistant de cet important ensemble, le théâtre-amphithéâtre se déploie dans le parc du château de Chenevières. Disposé en arc de cercle limité par deux murs, ses gradins pouvaient accueillir jusqu'à 6 000 spectateurs,.
En dehors du Gâtinais, d'autres ensembles urbanisés complets (temple, thermes, théâtre) ont été mis au jour grâce aux prospections aériennes et aux fouilles d'archéologie préventive, comme à Briare, l'ancienne Brivodurum, à Pithiviers-le-Vieil, placé sur une importante voie est-ouest traversant toute la Beauce, ou à Beaune-la-Rolande, fondée vers 50-70 ap. J.-C. le long de la voie Orléans-Sens.
Dans les campagnes, un réseau dense d'exploitations agricoles couvre le plateau de la Beauce orientale et du Gâtinais occidental. Les constructions sont nettement séparées les unes des autres et dispersées sur tout le territoire. Fermes et villae associent une partie d'exploitation (pars rustica) et un secteur résidentiel (pars urbana) parfois luxueux dans les villae. La villa gallo-romaine d'Attray (site du Cul d'Anon) en est un parfait exemple,.

#### Religion gallo-romaine

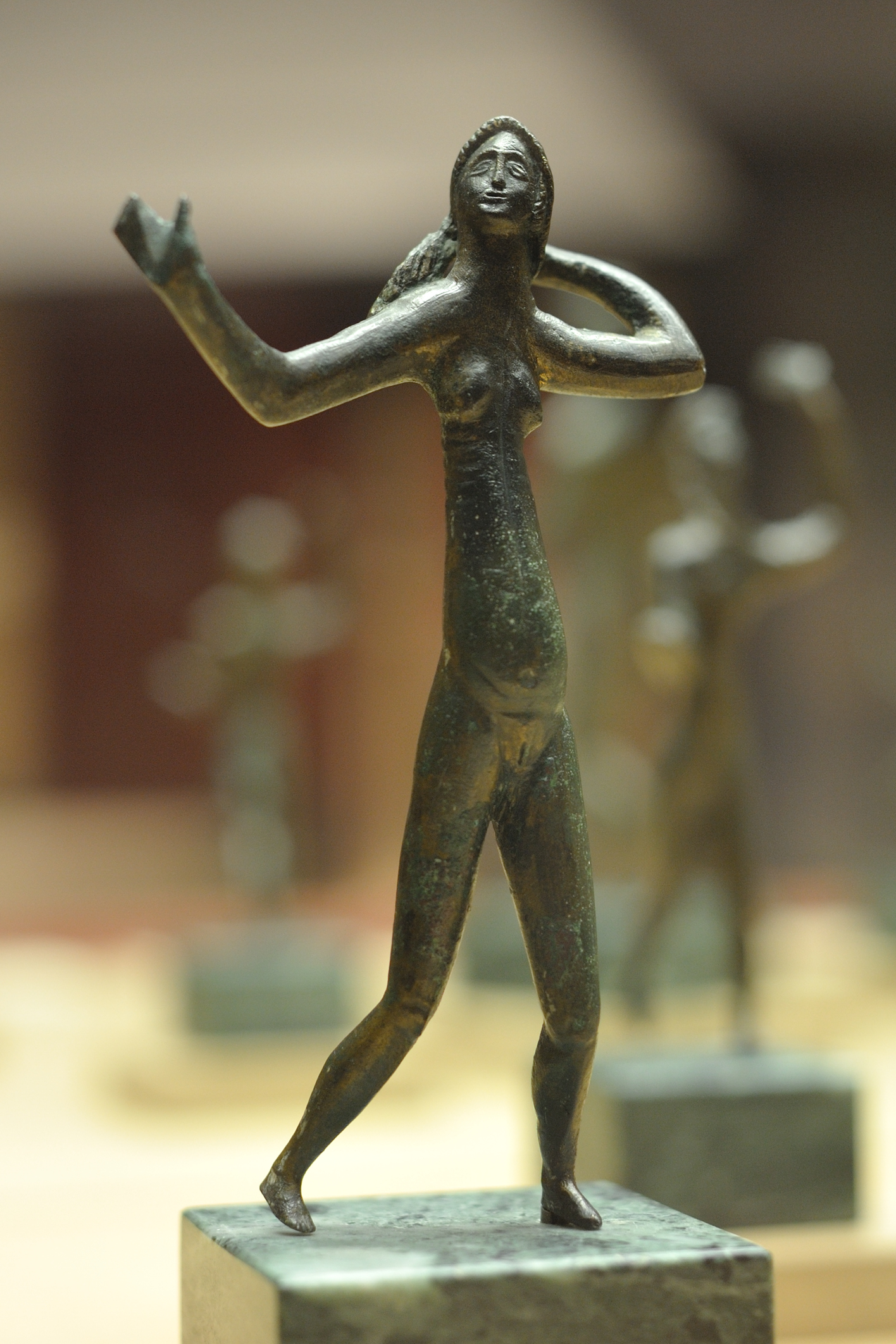
Trésor de Neuvy-en-Sullias, la grande danseuse, série des statuettes gauloises.

L'analyse du sentiment religieux des populations à l'époque de l'occupation romaine, notamment par l'étude des trésors exceptionnels retrouvés à Neuvy-en-Sullias et à Vienne-en-Val, révèle la fusion des traditions gauloises avec la religion romaine. Le 27 mai 1861, les ouvriers d'une carrière de sable de Neuvy-en-Sullias, découvrent fortuitement un dépôt d'objets en bronze rassemblés dans une cache de 1,40 m2 faite de briques, pierres et tuiles, sans maçonnerie. Le trésor est constitué d'une trentaine d'objets en bronze, que l'on peut grouper en trois lots : des sculptures d'animaux, des statues de figurines très stylisées et des statuettes représentant des divinités romaines, Bacchus, Mars et Esculape, copiées sur des modèles latins. La pièce maîtresse de ce trésor est un impressionnant cheval, remontant à la première moitié du IIe siècle. La datation a été estimée entre les Ier siècle av. J.-C. et le Ier siècle apr. J.-C., sauf pour les sangliers qui prédatent l'arrivée des Romains en Gaule. L'enfouissement de l'ensemble est situé vers les IIe ou IIIe siècle. Malgré la suprématie du panthéon romain, le culte populaire aux divinités indigènes est préservé par l'assimilation à des déesses ou à des dieux romains, tels Mars-Rudiobus (Neuvy-en-Sulias) ou Mars-Mocetius (Orléans). Les grandes déesses tutélaires locales comme Segeta (Sceaux-du-Gâtinais) et Adonna (Orléans) sont honorées, même si leur sanctuaire est probablement placé sous le patronage d'une divinité romaine. Elles correspondent à des déesses gauloises, peut-être élevées au rang de divinités publiques de la cité.

### Les invasions barbares
Au cours du IIIe siècle, à chaque fois que les Romains allègent leurs défenses des frontières pour lutter contre les Perses et les Goths, des bandes d'Alamans et de Francs traversent la Gaule, pillant fermes, sanctuaires ruraux, bourgs et villes. Le territoire du Loiret n'est pas épargné et le sanctuaire de Vienne-en-Val, notamment, est mis à sac. Le trésor de Neuvy-en-Sullias, qui a été soigneusement dissimulé, échappe néanmoins à la frénésie des pillards. Toutefois l'empereur Probus refoule les Francs et les Alamans en 276 et 282 et commence à rétablir la situation ce que confortent les mesures énergiques des empereurs Dioclétien (284-305) et Constantin (306-337). Trop étendues, les provinces sont divisées en territoires plus faciles à administrer. Le pays des Carnutes est ainsi divisé en deux circonscriptions, la civitas Carnutum autour de Chartres, la civitas Aurelianorum avec, pour capitale, Cenabum qui reçoit ainsi un nouveau nom Aurelianis qui évoluera plus tard en Orléans.
Dans l'impossibilité d'empêcher toute irruption barbare aux frontières, la nouvelle tactique militaire entraîne les villes importantes à s'enclore de murailles. Aurelianis entreprend de se replier derrière un mur d'enceinte, daté de la seconde moitié du IVe siècle, entre 364 et 383 sous Valentinien ou ses fils, qui sera utilisé jusqu'au XVe siècle. En 407, les Vandales traversent l'Orléanais et ravagent le castrum de Meung-sur-Loire, comme nous l'apprend la vie de saint Liphard.
L'invasion des Huns en 451 et leur défaite à Orléans mettent au-devant de la scène l'évêque Aignan qui organise la défense de la cité devant l'arrivée des envahisseurs. Avec une armée de 50 000 hommes, Attila passe le Rhin, prend Metz le 7 avril, traverse la Champagne et se dirige vers Orléans où il veut franchir la Loire, répandant effroi et panique sur son passage. Alerté, l'évêque d'Orléans, Aignan, vieillard de 92 ans, entreprend un long voyage jusqu'en Arles, où il demande l'aide d'Aetius, généralissime romain qui lui promet d'arriver début juin en Val de Loire avec une armée de secours. Début mai 451, Attila dresse son camp à l'est d'Orléans. L'évêque encourage la résistance de la population qui fait face mais est contrainte de se rendre. Alors que les habitants commencent à être enchaînés par les vainqueurs, Aignan voit de sa tour arriver les légions romaines d'Aetius. Attila et les Huns s'enfuient avant d'être battus aux Champs catalauniques le 20 juin 451. De ce fait historique a découlé une expression célèbre du conte La Barbe bleue où la malheureuse épouse, promise à avoir le cou tranché pour avoir désobéi à son époux Barbe Bleue, lance trois fois l'appel : « Anne, ma sœur Anne, ne vois-tu rien venir ? », Anne étant sa sœur qui attendait l'arrivée des frères pour délivrer l'épouse comme Aignan attendait les Romains. En réalité, dans la légende composée après la délivrance d'Orléans, la phrase est « Agne, mon frère Agne (c'est-à-dire Aignan), ne vois-tu rien venir ? ».

## Haut Moyen Âge

### Unification et querelles mérovingiennes
En 463, le général romain Ægidius bat les Wisigoths lors de la bataille d'Orléans, aidé par les Francs saliens, peuple fédéré à Rome, et leur « rex » Childéric Ier. Le lieu probable du choc guerrier se situe entre Saint-Hilaire-Saint-Mesmin, Olivet et Orléans. Pendant quelques années, la région entre Seine et Loire demeure sous la domination romaine sous la domination de Syagrius, le fils d'Ægidius. Mais en 486 Clovis bat Syagrius à Soissons, s'emparant de son domaine.

Concile d'Orléans (511) - Diocèses représentés.

La division de la Gaule en 511. Le royaume de Clodomir, englobant le Loiret, est en rouge.

Le règne de Clovis s'achève par une décision d'une portée considérable : il convoque en juillet 511 un concile général à Orléans, destiné à associer la royauté franque à l'église de Gaule. Clovis sait en effet que l'Église peut ainsi conforter grandement son pouvoir. Il a besoin des évêques catholiques pour unifier des populations hétérogènes, pour joindre à la conquête réelle des territoires la conquête morale de ces populations et pour accorder la civilisation germanique avec la société gallo-romaine sous l'égide de la foi catholique. Il s'agit d'un concile interprovincial qui réunit 32 évêques venant de sept provinces. Après avoir délibéré, les évêques adoptent, le 10 juillet 511, 31 canons ou décrets et sollicitent l'approbation du roi.
À la mort de Clovis, en 511, le Regnum Francorum ou royaume des Francs, désigné par les historiens sous le terme de Francie, est partagé entre ses successeurs, ses quatre fils. La partie orléanaise échoit à Clodomir, Metz à Thierry Ier, Paris à Childebert et Soissons à Clotaire,. Le royaume de Clodomir occupe les parties occidentale et centrale du domaine des Francs, se développant autour de la Loire. Sur les plans administratif, judiciaire et militaire, ce royaume apparaît divisé en duchés, comtés et districts. Mais le gouvernement « central », très réduit, est itinérant, le roi se déplaçant avec ses leudes et ses serviteurs de cité en cité ou d’une « villa » rurale à l’autre.
En 524, Clodomir fait assassiner Sigismond, roi des Burgondes, et sa famille près de Saint-Péravy-la-Colombe, un village à 20 km au nord-ouest d'Orléans. Les corps sont jetés dans un puits, en un lieu devenu plus tard le village de Saint-Sigismond, centre d'un pèlerinage en mémoire du roi burgonde considéré comme un martyr. Puis il mène une expédition militaire contre les Burgondes en compagnie de Thierry. Il est tué lors de la bataille de Vézeronce le 21 juin 524, après avoir été trompé par des adversaires qu'il poursuivait.
Si l'autorité royale décline, le pouvoir de l'église en revanche s'affermit. Preuve de sa vitalité, le grand nombre de conciles convoqués entre 511 et 641, dont cinq tiennent séance à Orléans (511, 533, 538, 541, 549). Les canons promulgués lors de ces assemblées consolident l'alliance de la royauté avec l'église.
À la mort de Thierry, Childebert et Clotaire s'emparent de l’État de Clodomir qui échoit finalement à Clotaire à la mort de Childebert, en 558, au sein d'un royaume franc réunifié. Mais pour peu de temps car à sa mort en 561, le Regnum Francorum est à nouveau partagé en quatre, entre ses quatre fils légitimes : Sigebert Ier, Gontran, Caribert Ier et Chilpéric Ier. Gontran reçoit la Burgondie et une partie du royaume de Clodomir, avec pour siège Orléans. Il visite de temps à autre Orléans, où il participe à plusieurs banquets qui lui permettent de rencontrer ses sujets. Selon le chroniqueur Grégoire de Tours, il est accueilli le 4 juillet 585 par des acclamations en diverses langues, ce qui montre la forte implantation des marchands orientaux dans la ville ligérienne. Même après les migrations des peuples germaniques et l’installation des Francs, Orléans continue en effet à être un centre d’échanges locaux, régionaux, voire internationaux.

### Le temps des abbayes
Malgré les partages territoriaux et les luttes fratricides entre les rois mérovingiens, descendants de Clovis, plusieurs monastères qui vont devenir de célèbres abbayes sont fondés dans la région : Saint-Aignan d'Orléans, Fleury et Ferrières. La basilique de Saint-Aignan est citée pour la première fois à la fin du VIe siècle par Grégoire de Tours.
Au VIIe siècle, un certain Jean, riche négociant d'origine orientale désireux de lutter contre le paganisme, fonde sur le site de Fleury, localisé dans l'actuelle commune de Saint-Benoît-sur-Loire, un premier couvent dédié à sainte Marie. Leodebod, un autre négociant d'origine franque, y installe ensuite un second couvent, dédié à saint Pierre. Devenu abbé de Saint-Aignan à Orléans, Leodebod échange avec le roi Clovis II (638-657) son domaine d'Attigny contre celui de Fleury. Il fait d'importantes donations aux deux communautés de moines Sainte-Marie et Saint-Pierre et les fusionne vers 648-651 en un seul monastère bénédictin. Cette abbaye récupère vers 670-672 le corps de saint Benoît et prend dès lors le nom d'abbaye de Saint-Benoît-sur-Loire. Les pèlerins y affluent et elle reçoit les dons des rois.
L'abbaye de Ferrières est fondée en 636 à Ferrières-en-Gâtinais par Walbert, comte du Hainaut, sous les règnes des rois Dagobert Ier (633-638) et Clovis II (633-638). Elle est destinée à un grand avenir sous les Carolingiens.

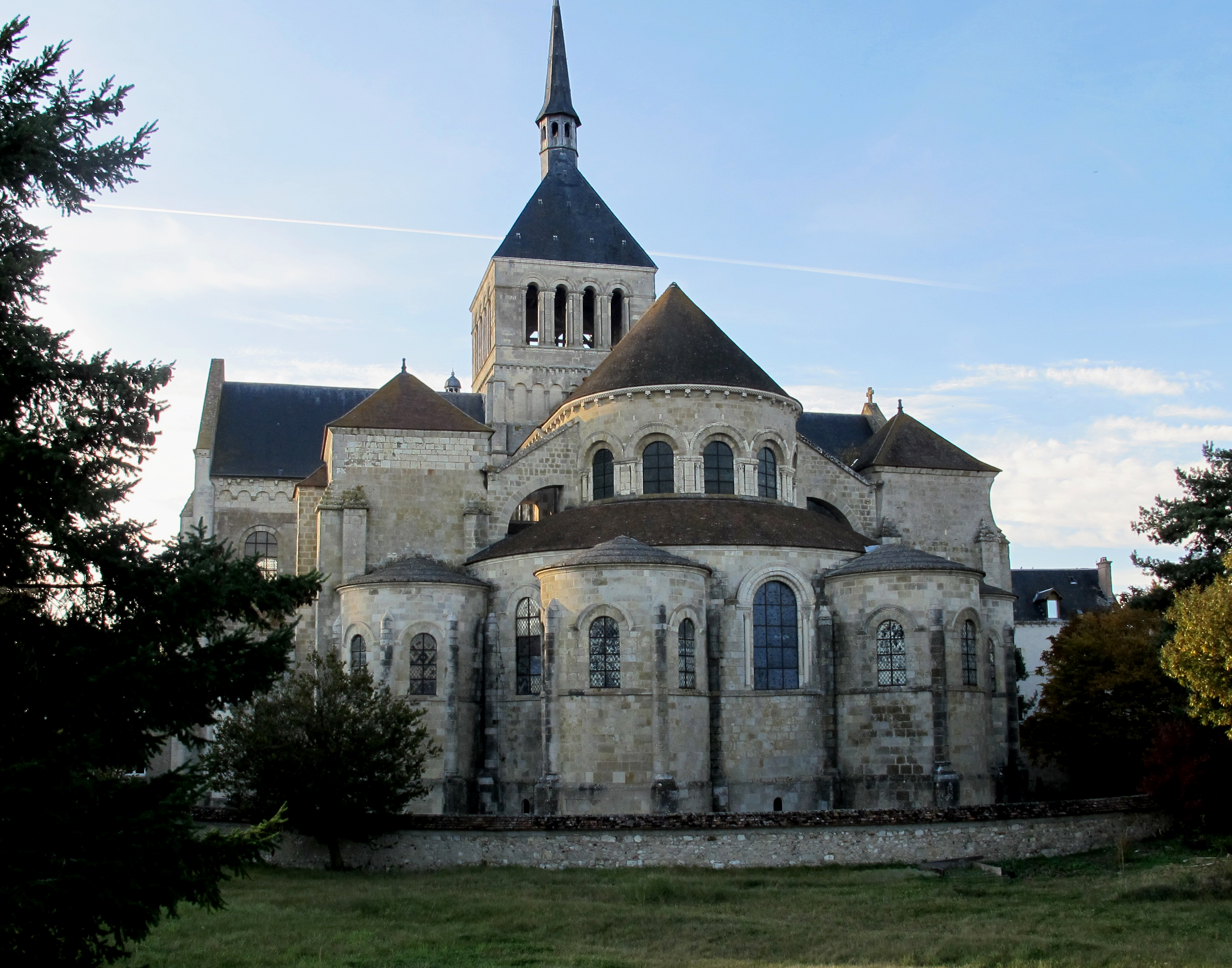
Abbaye de Saint-Benoît-sur-Loire.
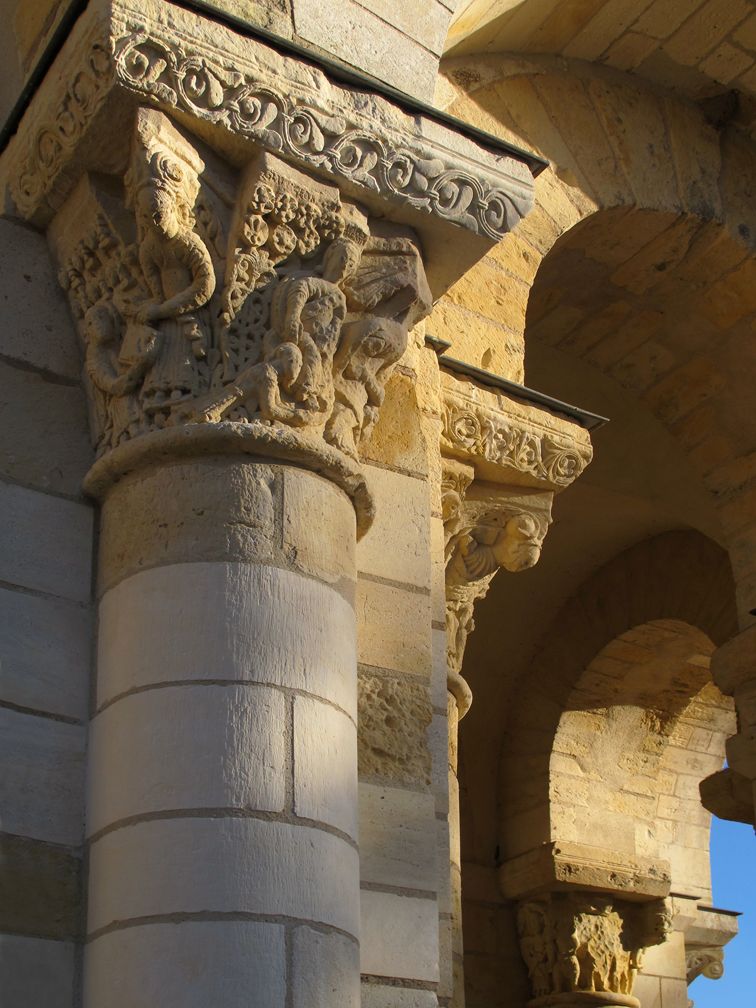
Saint-Benoît, un des chapiteaux de la tour-porche consacrés à l'Apocalypse.
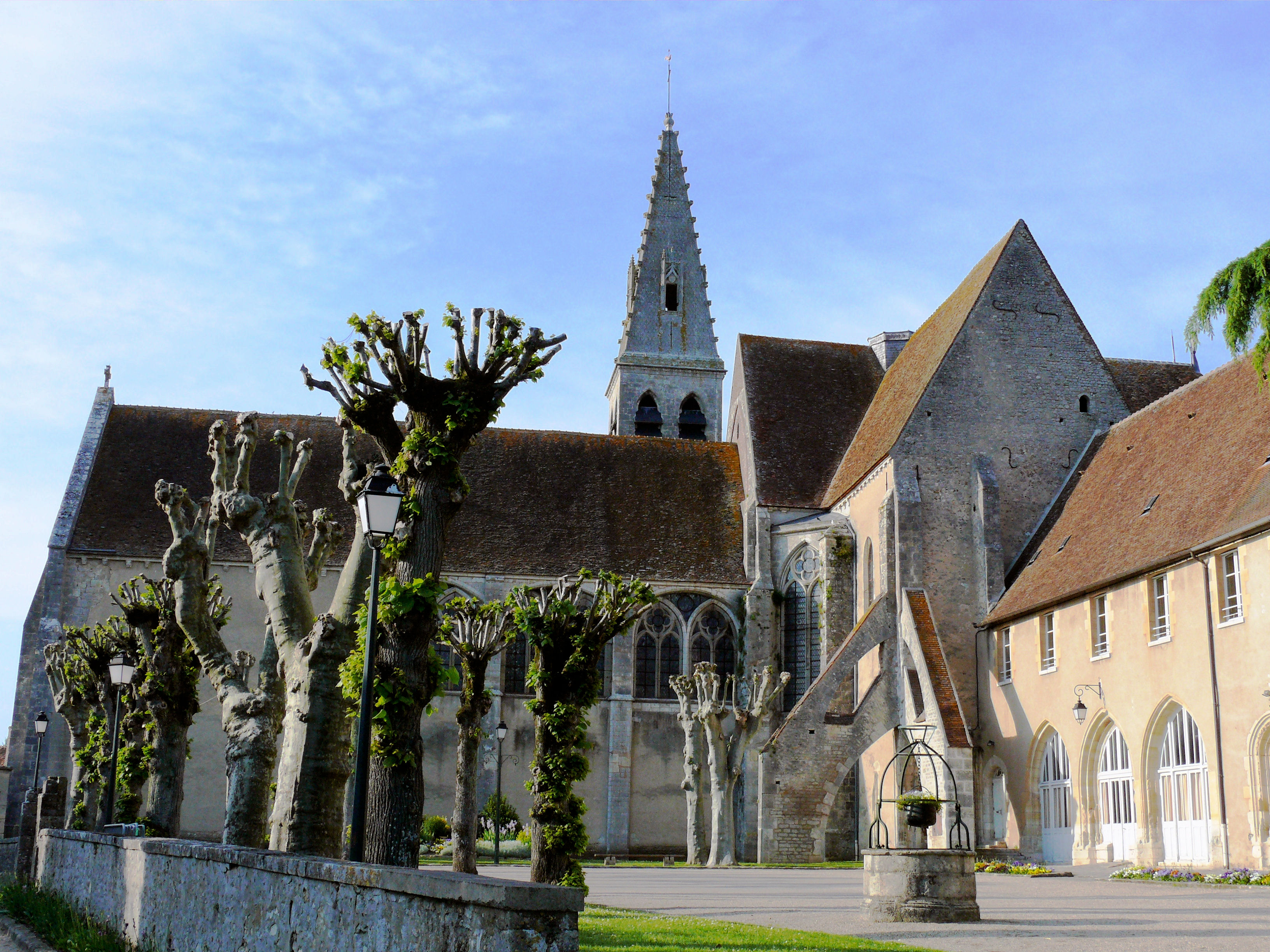
Abbaye de Ferrières, vue d'ensemble.
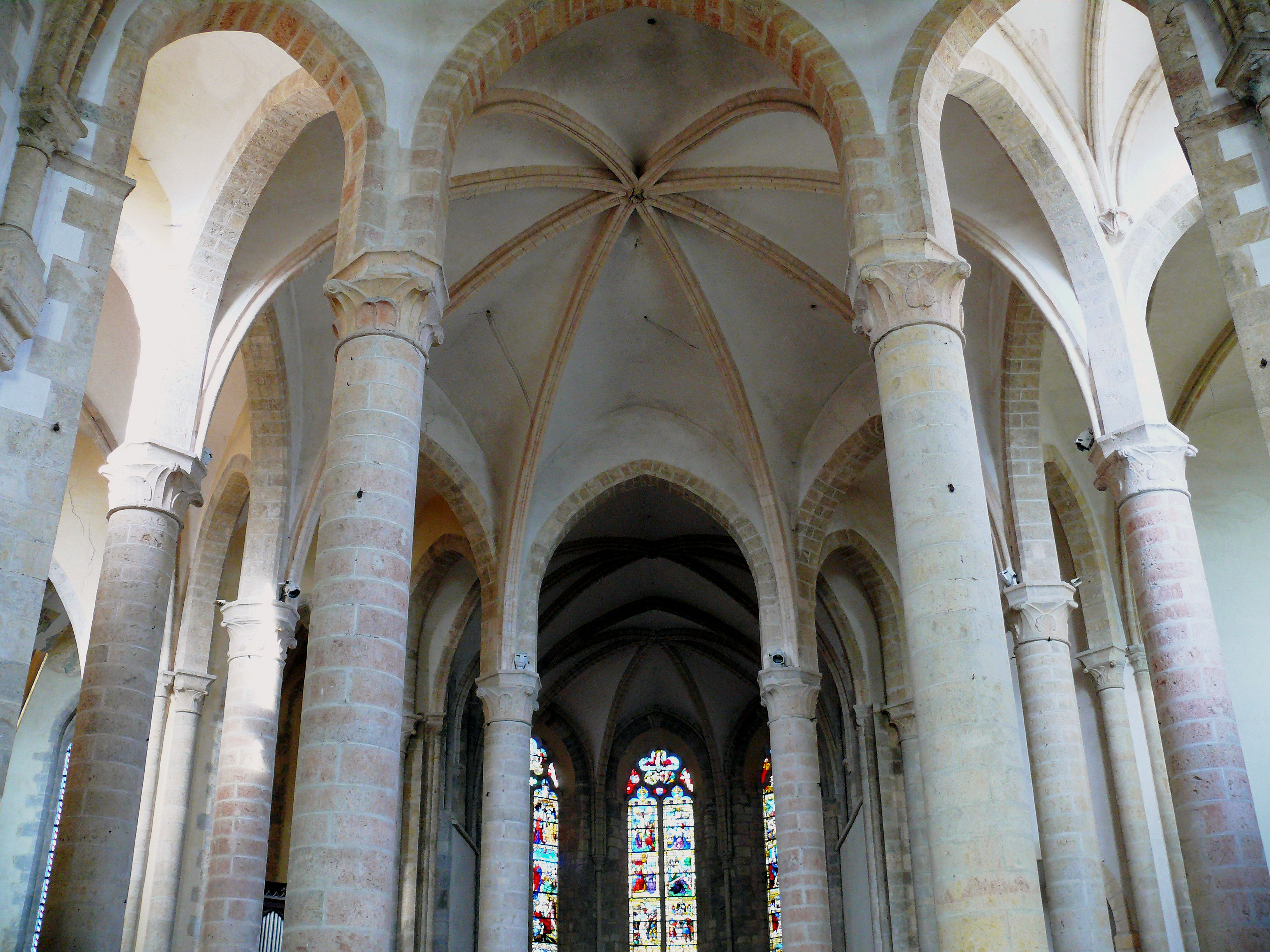
Abbaye de Ferrières, la croisée du transept et le chœur.
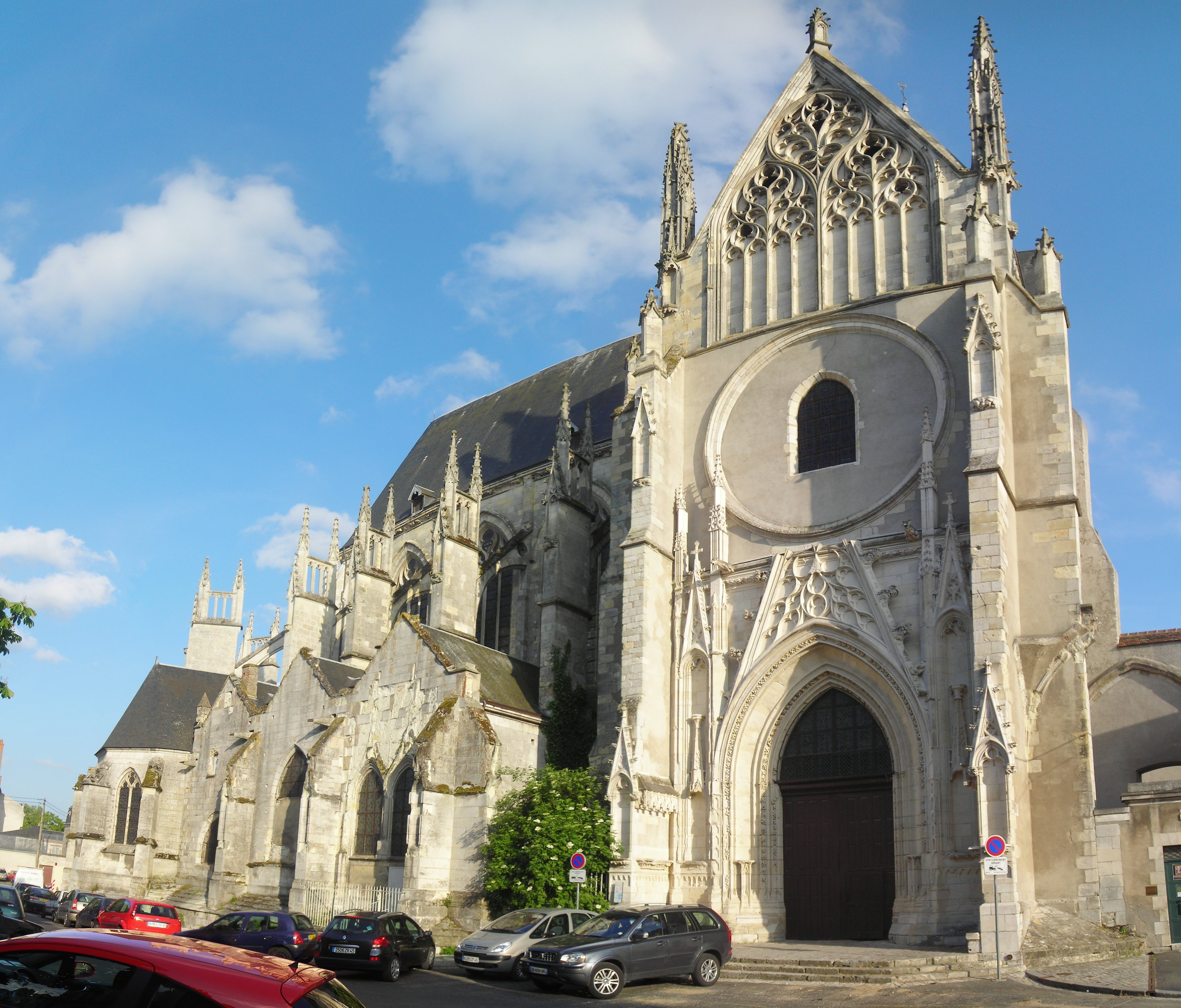
Collégiale Saint-Aignan d'Orléans.

### La renaissance carolingienne
En 771, le royaume franc retrouve son unité sous l'autorité de Charlemagne, fils aîné de Pépin le Bref et petit-fils de Charles Martel. Charles ne passe qu'une seule fois à Orléans, le 5 juin 800, avant de se rendre à Rome pour se faire couronner empereur le 25 décembre 800.
La région connaît alors un renouveau culturel impulsé par Charlemagne et ses conseillers Alcuin, un diacre anglo-saxon, et Théodulf, tant sur les aspects littéraire, scripturaire, scolaire, pastoral, liturgique, théologique qu'artistique. Alcuin est abbé de nombreux monastères dont Ferrières et Saint-Martin de Tours. Évêque, Théodulf cumule aussi les charges d'abbé de Saint-Aignan d'Orléans, de Saint-Liphard de Meung-sur-Loire, de Saint-Mesmin de Micy et de Fleury,. Chaque monastère a son atelier de scribes qui recopient les manuscrits. Pédagogue, Théodulf organise des écoles élémentaires dans les campagnes et développe l'enseignement supérieur dans les abbayes. Poète, il écrit les sept livres de Carmina où il se montre le disciple de Virgile et d'Ovide en témoignant sa profonde admiration pour l'empereur. Il est également pasteur moraliste, liturgiste, exégète, théologien. Théodulf fait construire également entre 806 et 811, par un architecte d'origine arménienne, Eudes de Metz, l'oratoire de Germigny-des-Prés. L'église contient, sur le cul de four de l'abside, la seule mosaïque byzantine de France : elle représente deux anges qui entourent l'Arche d'alliance. Cette scène s'inspire à l'évidence de mosaïques de la basilique Saint-Vital de Ravenne.
Dirigée auparavant par des maîtres éminents tels Alcuin, Sigulfe et saint Aldric, l'abbaye de Ferrières atteint son apogée au IXe siècle sous l'autorité de Loup de Ferrières, nommé abbé en 840. La bibliothèque de Ferrières possède de nombreux manuscrits ainsi qu'un scriptorium où sont copiés des ouvrages envoyés d'Angleterre et d'Italie. Les relations avec les autres monastères sont très fréquentes. D'une prodigieuse activité, Loup est l'auteur de 134 lettres où abondent les détails de la vie intellectuelle à Ferrières. Le Loiret carolingien illustre bien la réussite de la fusion entre les cultures celtique, grecque, romaine, germanique et chrétienne qui forme l'Europe.

### Incursion des Vikings et fin des carolingiens

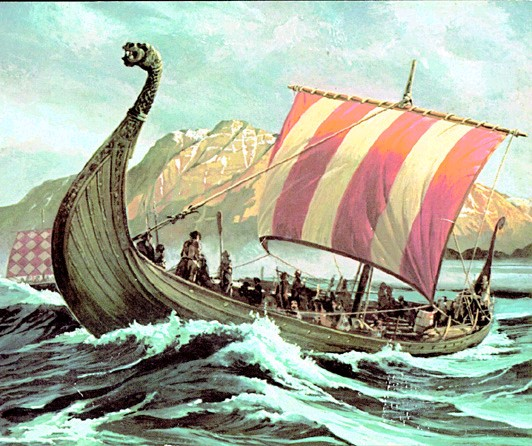
Les premiers bateaux vikings apparaissent sur la côte atlantique en 843 et remontent la Loire moyenne.

L'unité de l'empire de Charlemagne est ébranlée à la mort de son fils, Louis le Pieux, par le désaccord des héritiers de celui-ci qui, après s'être rencontrés une première fois aux environs d'Orléans, procèdent finalement en 843 au partage de l'Empire en trois. Cette même année 843, des langskips, bateaux à faible tirant d'eau larges de 3 à 5 m, longs de 20 m et avec 50 hommes à bord, arrivent pour la première fois par la côte atlantique et remontent jusqu'à la Loire moyenne. Les Vikings débarquent et dévastent les campagnes, pillant villes et abbayes. Ils ne s'installent pas mais emportent leur butin, or, argent et esclaves, vers leur pays ou des forteresses établies sur l'estuaire de la Loire qui leur servent de repaires entre deux raids. En 854, une première tentative de raid des Normands contre Orléans échoue grâce à l'évêque d'Orléans Agius et l'évêque de Chartres Burchardus qui organisent la résistance des Orléanais et obligent les Danois à regagner la basse Loire. En 868, l'évêque de Dol Menou se réfugie à Orléans avec les reliques de saint Samson et en laisse une partie, avant son retour en Bretagne, à l'église orléanaise Saint-Symphorien qui prend le nom de Saint-Samson,.
Charles II le Chauve confie provisoirement le commandement militaire du comté d'Orléans à son cousin Hugues. Celui-ci, après la mort de Charles le Chauve, réconcilie Louis III de France et Carloman II de France qui écraseront les Danois en 879 sur la Vienne. Hugues met à l'abri les reliques de Saint-Benoît et de Saint-Martin dans l'église Saint-Aignan. À la mort d’Hugues en 886, le comté d'Orléans revient à Eudes, fils aîné de Robert le Fort. Défenseur de Paris contre les Normands en 885-886, Eudes est élu roi des Francs en 888 et le reste jusqu'à son arrangement en 898 avec le roi carolingien Charles le Simple, petit-fils de Charles le Chauve. Hugues Capet, arrière-petit-fils de Robert le Fort et petit-neveu d'Eudes, est roi en 987.
Quatre sacres ont lieu dans le territoire de l'actuel Loiret, dont trois à Orléans. Le 6 juin 848, l'évêque d'Orléans Agius, organise les cérémonies du sacre de Charles II, à la cathédrale Sainte-Croix d'Orléans, en présence de l'archevêque de Reims qui donne l'onction sacrée. Le 10 avril 879, Louis III et Carloman sont couronnés à Ferrières-en-Gâtinais. Le 25 décembre 987, Robert le Pieux, fils d'Hugues Capet est sacré à Orléans. Louis VI le Gros est le dernier roi sacré à Orléans, le 3 août 1108.

## Bas Moyen Âge

### Capétiens et la consolidation de l'État (XIe–XIIIesiècle)

#### Orléans, capitale des premiers Capétiens
Selon le moine chroniqueur Raoul Glaber, une des sources les plus importantes dont disposent les historiens sur la France durant cette période, Orléans est « la principale résidence des rois de France, à cause de sa beauté, de sa population nombreuse et aussi de la fertilité de son sol ». À l'avènement d'Hugues Capet, le domaine royal est morcelé et peu étendu. Le comté d'Orléans comprend les châtellenies de Beaugency, Boiscommun, Châteauneuf-sur-Loire, Châteaurenard, Lorris, Neuville-aux-Bois, Orléans, Vitry-aux-Loges, Janville et Yèvre-le-Châtel. Enclavé dans d'autres fiefs souvent plus puissants, l'Orléanais est cerné à l'ouest par le puissant comté de Blois et de Chartres, dont relève la seigneurie de Beaugency, au sud par la vicomté de Bourges, puis, au sud-est et à l'est, par le comté de Sancerre, les seigneuries de Gien, de Courtenay et le comté du Gâtinais. Les premiers Capétiens n'ont d'autre préoccupation qu'affermir leur autorité dans leur domaine Orléanais face à des grands feudataires, inquiets des prétentions unificatrices de la nouvelle dynastie.

#### Premier bûcher d’hérétiques à Orléans (1022)
En 1022, est dénoncée la présence d'hérétiques à Orléans, une douzaine des plus érudits parmi les chanoines de la cathédrale d'Orléans, liés notamment à l'entourage de la reine Constance d'Arles. Leur doctrine, qu'on a cherché sans grand succès à relier à des hérésies antérieures et postérieures, remettait en cause le rôle de la grâce et donc les sacrements qui la confèrent ; elle privilégiait une quête spirituelle intérieure accompagnée d'un ascétisme rigoureux. C'était une manière pour les hérétiques de contester l'autorité épiscopale, dont les préoccupations laïques étaient de moins en moins tolérées dans le cadre d'un mouvement de réforme de l'Église qui recueillait un large consensus au sein de la société médiévale. Mais, par leur radicalité, ces innovations théologiques allaient bien au-delà de la rénovation de l'Église et impliquaient un bouleversement majeur de l'organisation sociale de la chrétienté médiévale d'Occident. C'est pourquoi les autorités laïques et ecclésiastiques prirent soin, par un jugement et un châtiment exemplaire, de stigmatiser avec force les déviances de ces intellectuels orléanais.
Les condamnés sont brûlés comme hérétiques. Il s'agit du premier bûcher de la chrétienté médiévale. Tant par la sévérité du châtiment que par la qualité intellectuelle des accusés, l'affaire d'Orléans, procès d'une « hérésie savante », est un cas singulier au sein du « printemps des hérésies » que semble constituer le XIe siècle.

#### Vers l'unification du domaine royal (XIe–XIIIesiècle)

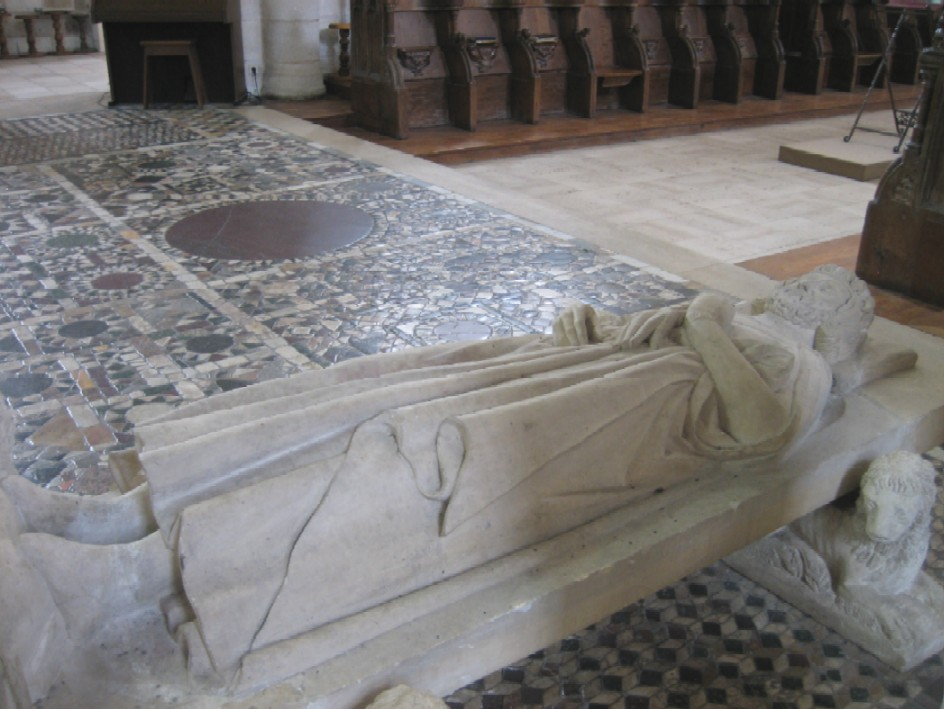
Gisant de Philippe Ier de France dans l'abbaye de Saint-Benoît-sur-Loire.

En 1068, Foulques IV d'Anjou évince son frère Geoffroy III le Barbu grâce à son alliance avec le roi Philippe Ier mais il la paye en cédant à celui-ci le comté du Gâtinais. Philippe Ier augmente ainsi son domaine foncier, ses finances et surtout peut relier Sens et Melun à Étampes et à Orléans. Philippe Ier prépare avec patience le renforcement du pouvoir central pour les règnes suivants. En 1108, après un long règne de 48 ans, il meurt à 56 ans et est enterré dans l'abbaye de Saint-Benoît-sur-Loire qui garde son gisant, sculpté au XIIIe siècle.
Son fils Louis VI dit « le Gros » (1108-1137), au grand mécontentement de l'archevêque de Reims, reçoit l'onction royale à la cathédrale Sainte-Croix et est le dernier roi sacré à Orléans. Malgré l'encerclement de l'Orléanais par les domaines du comte de Blois-Champagne, il continue, comme ses prédécesseurs, à vivre en Orléanais. Il poursuit avec succès la politique de son père en sécurisant et agrandissant le domaine royal avec en particulier les forteresses d'Yèvre-le-Châtel, Boesse et Chambon à Vrigny,.
Louis VII (1137-1180), consolide le domaine foncier capétien en épousant en 1137 à 17 ans à Bordeaux la belle et jeune Aliénor (1122-1203), orpheline de 15 ans, princesse héritière de l'immense duché d'Aquitaine qui vient ainsi agrandir le domaine royal,. Pour le Capétien c'est une belle opération politique. Au milieu encore du XIIe siècle, le domaine royal est réduit à une petite région entre Compiègne et Bourges du nord au sud, et entre Chartres et Sens d'ouest en est. Le roi de France n'est alors que le suzerain de puissants vassaux qui détiennent de grands fiefs. Son propre domaine est moins important que celui de la famille Plantagenêt. Mais 15 ans plus tard, sur la demande d'Aliénor, le mariage est annulé par un concile réuni à Beaugency en 1152. Elle épouse le 18 mai le jeune Henri Plantagenêt, duc de Normandie,. L'Orléanais est ainsi une nouvelle fois le théâtre d'événements d'une portée considérable car ce divorce a pour conséquence le déclenchement d’un conflit séculaire entre rois de France et d’Angleterre. La même année Louis VII déchoit en effet son vassal Henri Plantagenêt de tous ses fiefs français pour avoir contracté mariage sans sa permission avec son ex-femme. Et c'est le début du long conflit entre Capétiens et Plantagenêt qui ne prend fin qu'au milieu du XVe siècle. Deux ans plus lard, l'évêque d'Orléans, Manassès de Garlande, célèbre dans sa ville, le mariage de Louis VII avec Constance de Castille.
Plus l'autorité royale s'affirme, plus le centre politique du royaume tend à se fixer à Paris. Heureux effet pour l'Orléanais, il est moins soumis aux luttes féodales. Saint Louis (1226-1270) et Philippe le Bel (1285- 1314) poursuivent la même politique d'aliénation de terres au domaine royal ou de constitution d'apanages. La seigneurie de Beaugency, par exemple, est acquise en 1291 tandis que celle de Gien est détachée en 1293, pour entrer dans l'apanage de Louis d'Evreux, frère de Philippe le Bel. Ce n'est pas sans peine que la monarchie est venue à bout d'un système féodal dont la principale tendance—néfaste pour la monarchie française—, était de nier sinon théoriquement du moins dans les faits, l'autorité du souverain légitime. De cette époque troublée, le pouvoir appartenait à celui qui osait le prendre, parfois par la ruse, toujours par les armes.

Les premiers châteaux défensifs (XIIe-XIIIe).
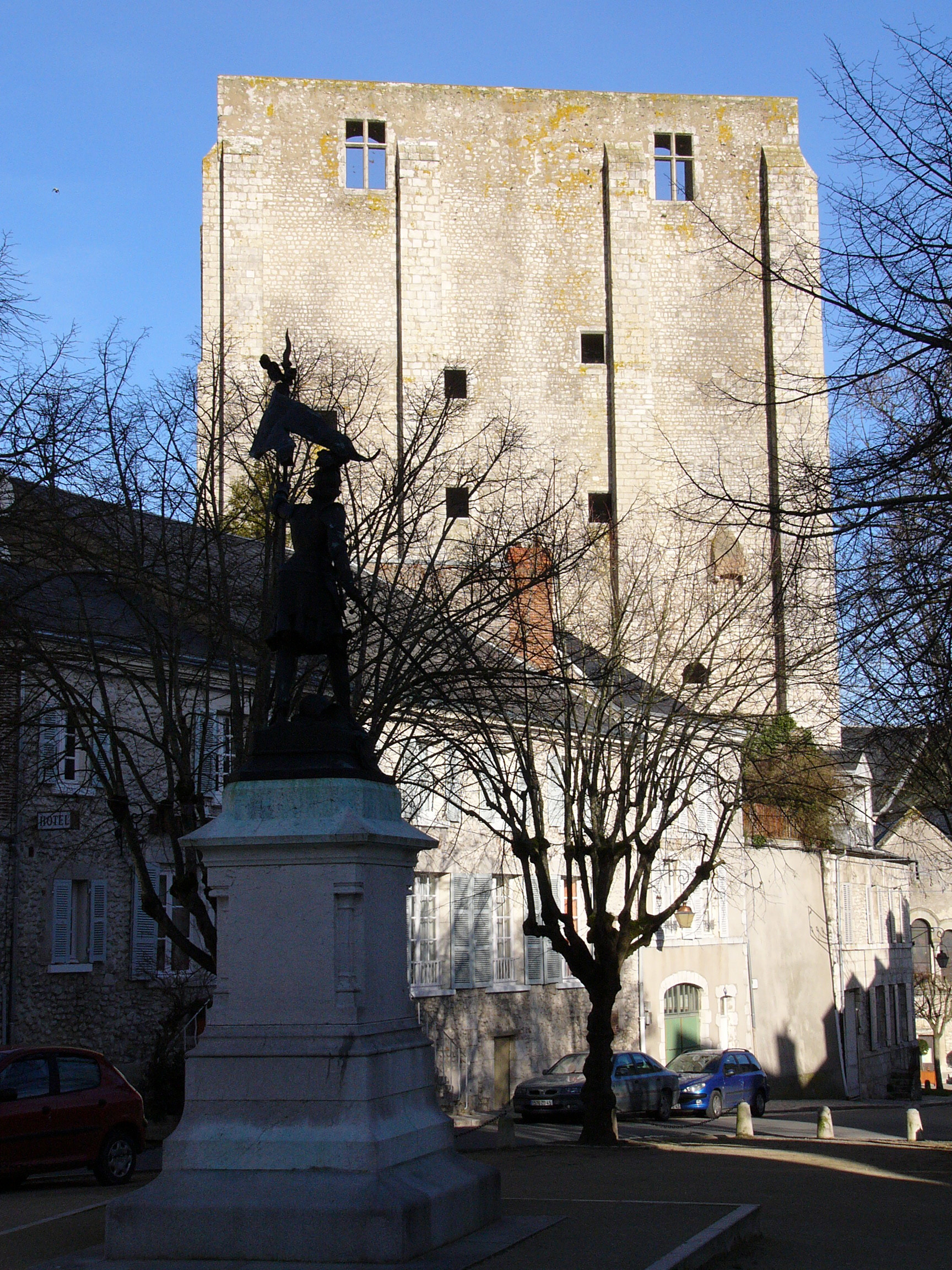
Le donjon du château de Beaugency, tour carrée (XIe).
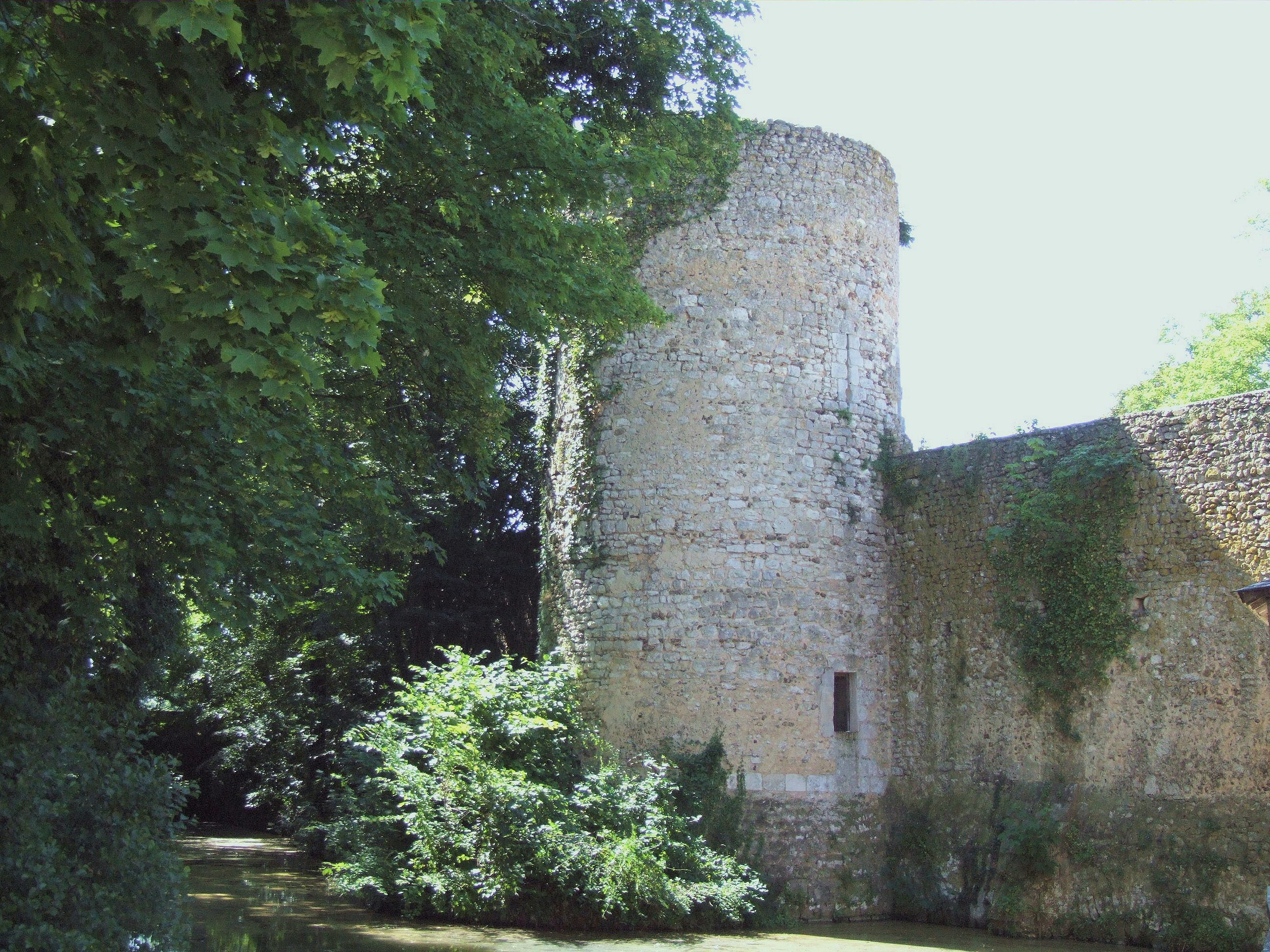
Chatillon-Coligny - Remparts de la ville (XIIe).
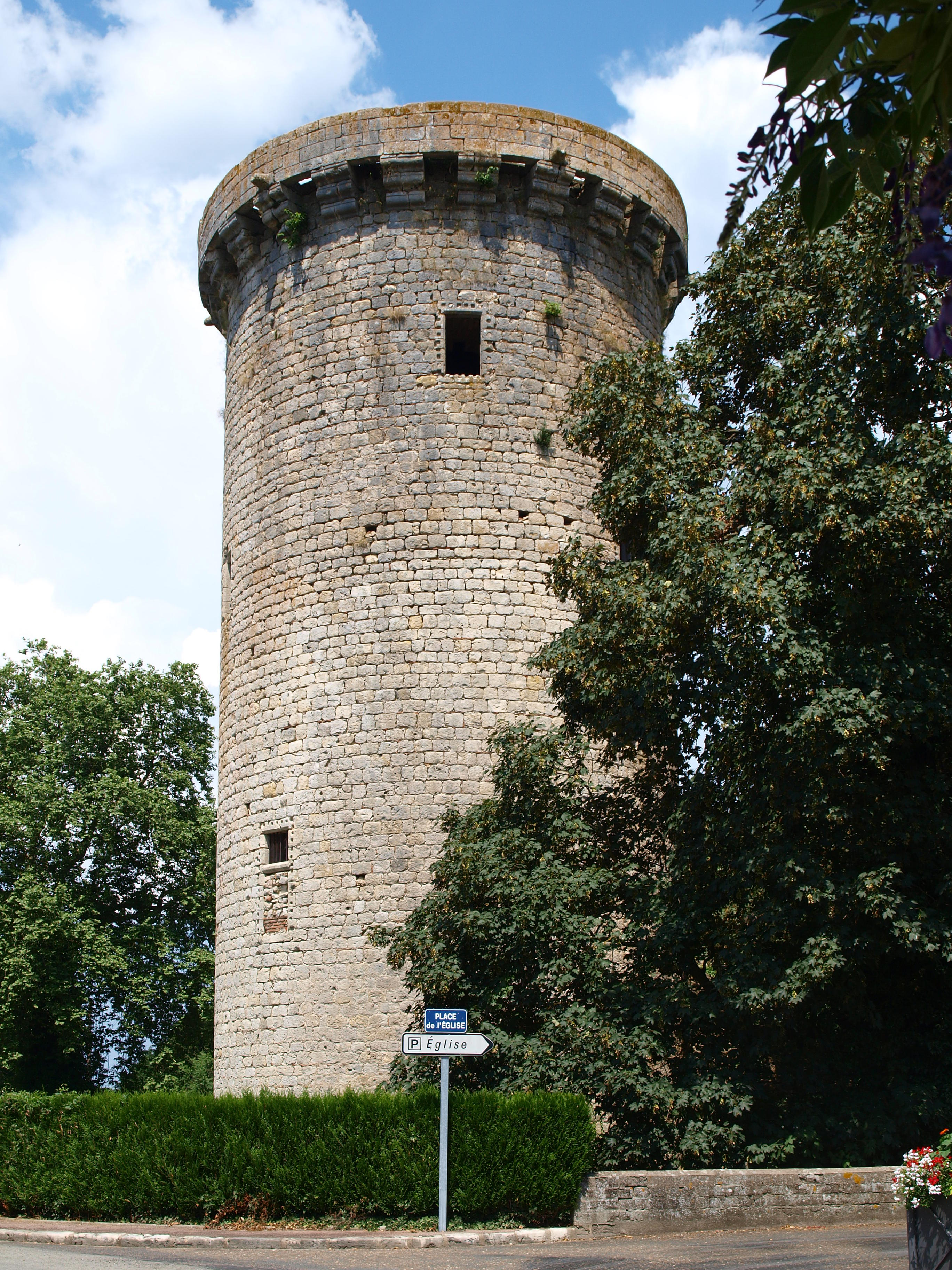
Dammarie-en-Puisaye - Tour circulaire (XIIe).
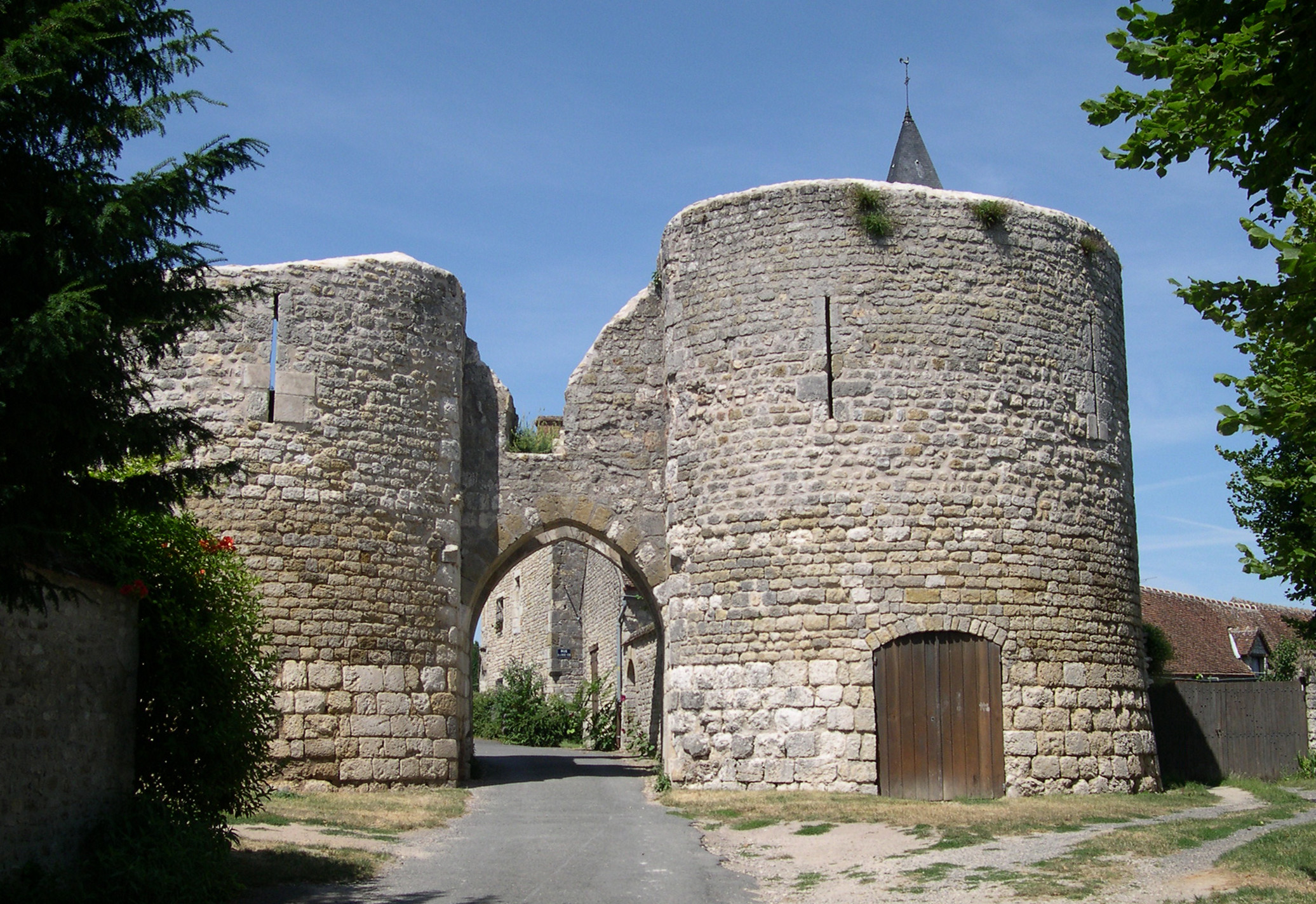
Yèvre-le-Châtel - La poterne d'entrée du château (XIIIe).

#### L'émancipation progressive des populations rurales et urbaines
L'essor économique se conjugue avec le progrès social. La culture de la vigne se développe en Val de Loire, renforçant ainsi le rôle commercial déjà prépondérant d'Orléans. Quatre foires dotées de privilèges royaux s'y déroulent chaque année. Henri Ier en 1057 ordonne que les portes de la ville soient ouvertes pendant les vendanges et interdit à ses officiers toute exaction sur le vin.
La domination des tenants de la féodalité ne devait pas survivre à la guerre de Cent Ans. Déjà dès le milieu du XIIe siècle, quelques signes précurseurs laissent entrevoir ce déclin. En 1119, Louis VI accorde aux habitants de Lorris une liberté d'exploitation de leurs terres dans une charte qui les garantit contre l'arbitraire seigneurial et les incite à développer librement l'agriculture et le commerce. Le roi accorde même la liberté à tout serf venant à Lorris et y résidant depuis un an et un jour sans avoir été réclamé par son seigneur. Cette charte est confirmée en 1155 par son fils, Louis VII, et en 1187 par son petit-fils, Philippe Auguste. Du XIIe à la mi-XIIIe siècle, pour stimuler le commerce, les rois capétiens étendent les principes de la charte de Lorris à 83 bourgs en Gâtinais, en Beauce, en Val de Loire, en Sologne, en Bourgogne, en Champagne . Dans le Loiret actuel, sont concernées par ces nouvelles libertés notamment Yèvre-le-Châtel, Puiseaux, Sceaux-du-Gâtinais, Ferrières-en-Gâtinais, Sennely, Cléry-Saint-André, etc. La vente de telles libertés est aussi pour certains seigneurs une véritable source de revenus. Pour financer son départ en croisade, Pierre Ier de Courtenay concède ainsi en 1170 une charte de franchises à Montargis.
En 1178, deux chartes en faveur des commerçants d'Orléans abolissent les droits perçus sur les marchandises. Peu à peu, les communautés artisanales ou commerçantes s'organisent en corporations et font enregistrer leurs statuts. La plus puissante est la « communauté des marchands fréquentant la rivière de Loire et fleuves descendant en icelle ». L'appui royal est essentiel pour les bateliers qui doivent payer d'innombrables taxes. Les souverains capétiens accordent aussi quelques libertés aux bourgeois. Ainsi, en 1137, Louis VII les protège des abus de pouvoir du prévôt royal et de ses sergents. Philippe Auguste franchit un cap décisif en associant des représentants des bourgeois de la ville aux officiers royaux pour l'établissement de la taille. Tout au long du XIIIe siècle, une véritable vie municipale se met en place et une coutume s'instaure permettant aux habitants de la ville d'élire des procureurs qui parlent et agissent en leur nom. Même si l'émancipation urbaine est un peu limitée par Philippe Le Bel, elle est cependant définitivement acquise au détriment des seigneurs féodaux qui doivent peu à peu abandonner leurs prérogatives,.

#### L'Église, une puissance qui s'affirme

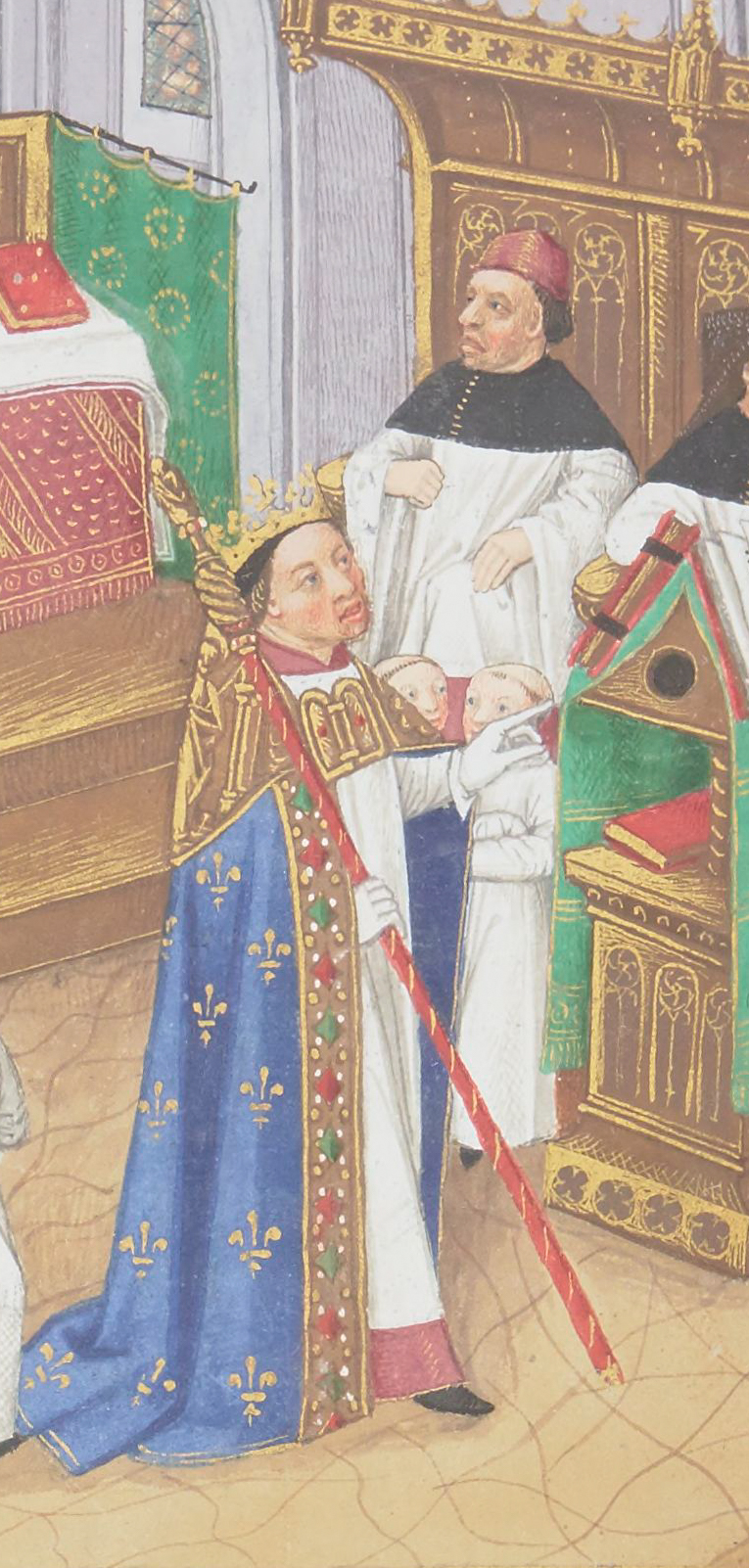
Robert le Pieux à l'office dans la cathédrale d'Orléans. Robinet Testard, Grandes Chroniques de France, vers 1471, Paris, Bibliothèque nationale de France, Fr.2609, f.14v.

Avec l'avènement des Capétiens, l'Église assoit véritablement sa puissance. Partisan déclaré d'Hugues Capet, l'évêque d'Orléans, Arnoul, obtient de son fils Robert le Pieux, qu'il reconstruise les établissements religieux de la ville, ruinés par les Normands et par le grand incendie de 989. La troisième cathédrale est ainsi commencée au Xe siècle, continuée au XIe par l'évêque Arnould II et achevée au XIIe. Dépositaire d'une relique de la Vraie Croix donnée par Charlemagne, elle est signalée par le Guide du Pèlerin vers 1137. Elle était une des plus vastes de France, mais, construite sans doute trop rapidement, elle menace ruine au bout de 200 ans. En 1278, l'évêque Robert de Courtenay décide, au lieu de la restaurer, d'édifier une autre église dans le style nouveau qui fleurissait en France. En 1287, son successeur, Gille Pasté, pose la première pierre. La nouvelle cathédrale comporte un chœur gothique soutenu par des arcs-boutants. Ce chœur, inauguré le 13 novembre 1329, est complété par des chapelles absidales à la fin du XIIIe siècle et par des chapelles latérales au cours du XIVe siècle.
Plus encore que le clergé séculier, le monde monastique se développe à partir de l'an mil, grâce à un profond mouvement de réforme qui affecte les abbayes. La règle bénédictine s'implante notamment avec vigueur. Comme à Orléans, on reconstruit sur les ruines laissées par les Normands.
Nommé abbé de Saint-Benoît-sur-Loire, Gauzlin (1004-1031), demi-frère de Robert le Pieux, est un grand bâtisseur. Il construit la tour-porche soutenue par douze piliers, évoquant la Jérusalem céleste. La tour Gauzlin est ornée de chapiteaux dont beaucoup puisent leur inspiration dans le récit de l'Apocalypse. Il s'emploie aussi à enrichir le monastère de manuscrits, de mosaïques et d'objets d'art venant d'Italie. Grâce aux Capétiens qui continuent à accorder leurs faveurs à l'abbaye, et en particulier à Philippe Ier, l'abbé Guillaume (1070-1080) peut entreprendre la reconstruction de l'abbatiale Notre-Dame. Si le chœur est achevé en 1108, ce n'est qu'au début du siècle suivant que la nef est accolée à la tour Gauzlin.
La prospérité de Saint-Benoît-sur-Loire n'éclipse cependant pas d'autres abbayes qui, comme celle de Ferrières-en-Gâtinais, sont relevées de leurs ruines. L'abbatiale est parée au XIIIe siècle d'une rotonde octogonale. Aux monastères existant déjà aux temps carolingiens, voire mérovingiens, viennent s'ajouter nombre de fondations : l'abbaye Notre-Dame de Beaugency, fondée dans la première moitié du XIIe siècle par les chanoines de Saint-Augustin, les abbayes cisterciennes de La Cour-Dieu (près d'Ingrannes) et de Fontainejean (Saint-Maurice-sur-Aveyron), édifiées dans le premier tiers du XIIe siècle. Quelques décennies plus tard, les ordres mendiants se fixent en Orléanais : les Dominicains, en 1219 à Orléans et en 1217 à Montargis ; les Franciscains, en 1241, à Orléans.

#### De l'école à l'Université
Après le rétablissement de la règle bénédictine, l'école de Saint-Benoît devient le principal foyer d'études monastiques de la France. Au XIIe siècle, sous la direction de Raoul Tortaire, célèbre pour son art de l'enluminure, elle forme des miniaturistes. Aux écoles monastiques répondent celles d'Orléans, groupées autour de Saint-Aignan, Saint-Pierre-le-Puellier et la cathédrale Sainte-Croix. Dès le XIe siècle, des personnages illustres les fréquentent comme Maurice de Sully, futur évêque de Paris.
L'étude de la rhétorique, et surtout, du droit canonique et du droit romain, assure à partir du XIIe siècle la renommée du centre orléanais. Le 17 janvier 1235, le pape Grégoire IX autorise à Orléans l'enseignement du droit, interdit depuis 1219 à Paris par Honorius III. Cela confère à la ville la place de la capitale française du droit romain. Les plus grands légistes étudient auprès des maîtres orléanais ; parmi eux, Yves Hélory (saint Yves) ou les futurs papes Clément V, premier des papes d'Avignon, et Jean XXII. C'est ce même pape Clément V qui, par une bulle du 27 janvier 1306, reconnaît officiellement l'université. Cette reconnaissance entraîne un certain mécontentement auprès des Orléanais qui voient dans les étudiants des trublions en puissance. Philippe le Bel restreint en 1312 les privilèges accordés aux universitaires qui, en guise de protestation, s'exilent à Nevers en 1316. Mais en 1320, sous le règne de Philippe V, l'université est rétablie à Orléans et tous les privilèges qui y sont attachés sont reconnus,.

### Guerre de Cent Ans (1337-1453)

#### Le conflit franco-anglais
- Territoires contrôlés par Henri V.

1429
Territoires contrôlés par Henri.
Territoires contrôlés par le duc de Bourgogne.
Territoires contrôlés par le Dauphin Charles.
Principales batailles
- Raid anglais de 1415.
- Itinéraire de Jeanne d'Arc vers Reims en 1429.

Le conflit qui éclate avec le divorce de Louis VII et Aliénor d'Aquitaine rebondit en 1328 quand, d'après la loi salique, les grands du royaume choisissent pour roi de France Philippe de Valois, fils de Charles de Valois, frère cadet du roi Philippe le Bel, et de Marguerite d'Anjou (1273-1299) et non son cousin, le jeune roi d'Angleterre Édouard III, héritier direct du trône de France par sa mère, fille de Philippe le Bel. Le 24 mai 1337, Philippe VI, confisque à Édouard III le duché de Guyenne. Cette mesure pousse l'Anglais à contester la légitimité de l'élection de Philippe VI au trône de France, prenant le titre de roi de France. C'est le début d'une guerre qui durera plus de cent ans.
Dès le milieu du XIVe siècle, le conflit touche l'Orléanais. Les raids du Prince noir ravagent la Sologne en août 1356. Un peu plus tard, les troupes d'Édouard III dévastent la Beauce et le Gâtinais. À ces chevauchées anglaises s'ajoutent les exactions des Grandes compagnies, qui profitent du climat d'insécurité. Leurs bandes occupent le pont de Meung-sur-Loire et rançonnent les bateliers. La ville d'Orléans est tellement peu sûre que son évêque Hugues de Fay, venant d'être nommé, ne peut faire son entrée en 1364. À nouveau en 1380, le Gâtinais et la Beauce sont livrés aux équipées du comte de Buckingham. Les Anglais profitent en outre du conflit qui éclate au sein de la famille royale à partir de 1407. En effet, Charles VI, devenu roi en 1380, est incapable de gouverner du fait de crises de folie. S'affrontent alors les Armagnacs, tenants du duc d'Orléans, Louis, frère de Charles VI, et les Bourguignons, tenants du duc de Bourgogne, Jean Sans Peur. L'assassinat de Louis le 23 novembre 1407 sur ordre de Jean sans Peur plonge le pays dans le cauchemar des guerres civiles,,.
Le nouveau roi anglais Henri V, qui a succédé à son père en 1413, écrase l’armée française lors de la bataille d'Azincourt, le 25 octobre 1415 et fait prisonnier Charles d’Orléans, qui n’est libéré qu’en 1440. La cause bourguignonne progresse tandis que des menaces de plus en plus lourdes pèsent sur Orléans où les tenants de la cause française sont obligés de se réfugier. Dès 1417, on entreprend des travaux de fortification. Orléans s'entoure de robustes ouvrages défensifs. Beaugency, Château-Renard et Meung-sur-Loire, où l'évêque d'Orléans Guy de Prunelé met en sécurité le pont et le château, deviennent de véritables places fortes.
Henri V impose en 1420 le traité de Troyes qui prévoit que Henri épouse la fille de Charles VI et lui succédera après sa mort,. La France est ainsi annexée à l'Angleterre. Seules quelques places fortes, au nord, tiennent encore pour le dauphin, devenu après la mort de Charles VI en 1422, Charles VII : Malesherbes, Yèvre-le-Châtel, Montargis, Orléans, Beaugency, Cléry, Vendôme.
Le dauphin Charles est chassé de Paris par les Anglais et se réfugie à Montargis puis à Bourges. Le duché d'Orléans lui est acquis. Charles gagne à sa cause Jean de Dunois, bâtard de Louis d'Orléans. En 1427, les Anglais perdent Pithiviers, qu'ils avaient conquise l'année précédente, et assiègent Montargis. Mais les troupes du Bâtard d'Orléans viennent à bout des Anglais qui lèvent le siège. Charles VII, qui dira plus tard que cette victoire est son « premier bonheur advenu », gratifie la ville du titre de « Montargis le Franc ». En 1428, les Anglais sont maîtres des provinces situées au nord de la Loire et le duc de Bedford décide de porter un coup décisif à Charles VII en assiégeant Orléans, pour pouvoir franchir le fleuve. La Beauce ne résiste pas longtemps. Le comte de Salsbury progresse et occupe Artenay, Patay, Meung-sur-Loire, Cléry et Beaugency. L'encerclement d'Orléans se poursuit à l'est : les Anglais tiennent Châteauneuf-sur-Loire, Saint-Benoit-sur-Loire, Jargeau et Sully-sur-Loire. Le 7 octobre, le comte de Suffolk prend Olivet et le 12, le siège d'Orléans commence. Le 24 octobre, l'armée anglaise s'empare de la bastille des Tourelles et coupe l'accès de la ville à la Sologne et au Berry. Les habitants de la ville, qui ont rasé leurs faubourgs, vivent un hiver très dur, assombri encore par la déroute de la «Journée des Harengs», le 12 février 1429, tentative échouée d'un coup de force contre les Anglais. Après l'échec de cette tentative, la situation semble désespérée et l'armée royale prête à capituler.

#### Jeanne d'Arc

Jeanne d'Arc au sacre du roi Charles VII, toile de Dominique Ingres.

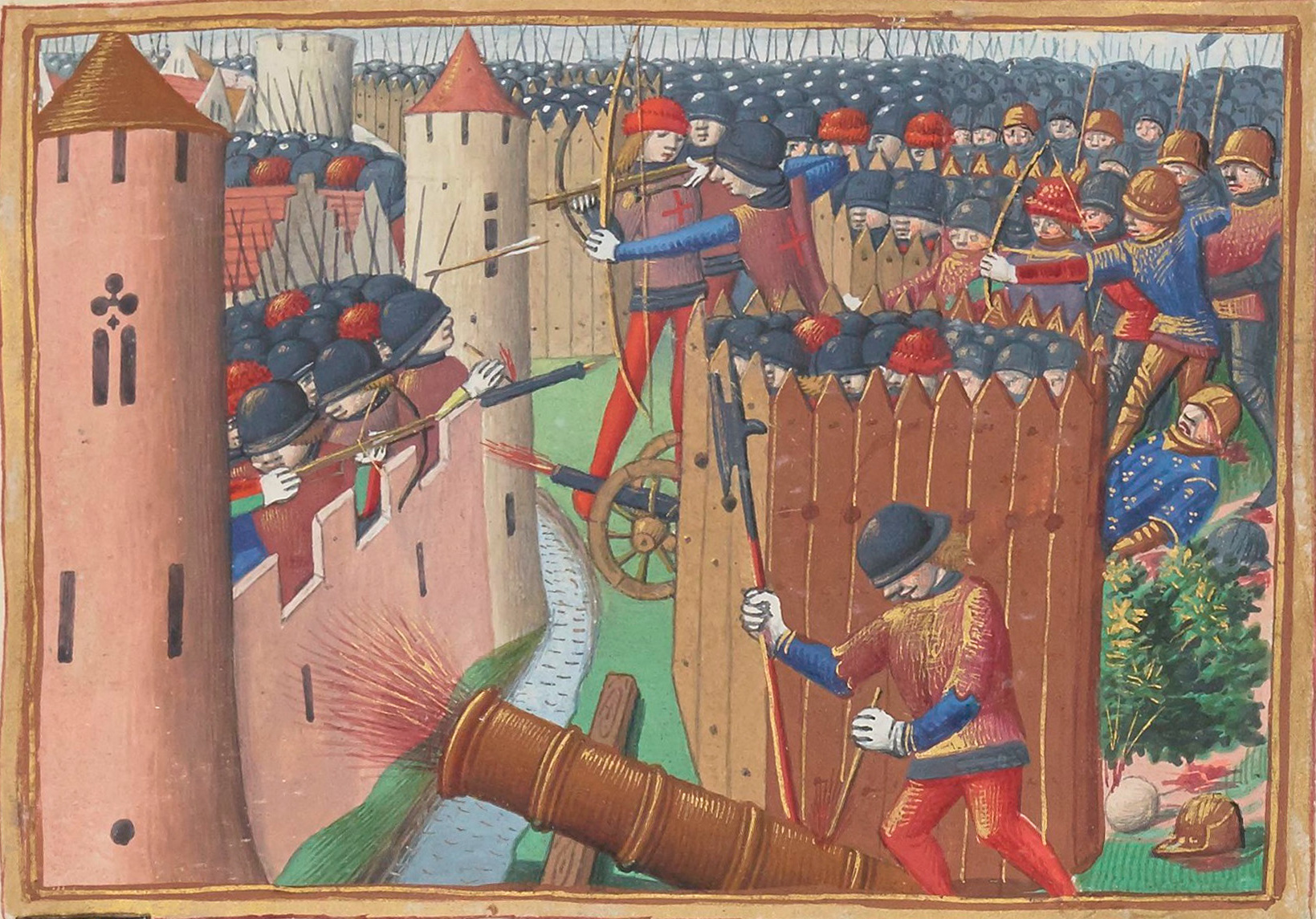
Le siège d'Orléans. Enluminure du manuscrit de Martial d'Auvergne, Les Vigiles de Charles VII, vers 1484, BnF.

L'espoir renaît grâce à une jeune bergère lorraine, Jeanne d'Arc, qui se sent investie d'une mission divine, celle de faire sacrer le roi Charles VII, à Reims. À la tête d'une petite armée que lui a confiée Charles VII, elle franchit la Loire à Chécy et, le 28 avril son armée contourne les retranchements anglais et est signalée au-delà de Saint-Jean-le-Blanc. Elle entre dans Orléans dans la nuit du 29 avril. Jean de Dunois met ses hommes à son service et les Orléanais reprennent courage. À partir du 4 mai, toutes les bastilles anglaises tombent les unes après les autres : d'abord la bastille Saint-Loup le 4 mai, puis la bastille des Augustins le 6 et enfin celle des Tourelles le 7, où Jeanne est blessée. Le 8 mai, Talbot, commandant les troupes anglaises, bat en retraite et la ville d'Orléans, délivrée, acclame Jeanne, et pleine de reconnaissance envers le Ciel, organise son premier cortège d'action de grâce.

À partir de cette date, les Anglais ne cessent de reculer. L'armée du dauphin s'empare de Jargeau le 12 juin, défaisant les 5 000 Anglais de William de la Pole, puis Meung-sur-Loire le 14 juin, Beaugency le 17 juin et Patay le 18 juin, où Jeanne d'Arc prend le dessus sur Talbot. C'est la dernière des cinq batailles de la campagne de la Vallée de la Loire (1428-1429), qui permit la libération de ses pays riverains. Il faudra cependant attendre encore douze ans pour qu'au prix d'une lourde rançon, Charles d'Orléans retrouve la liberté : reprenant possession de son duché, il rentre à Orléans le 24 janvier 1441.

## Renaissance et troubles religieux duXVIesiècle

### Renaissance

#### Renaissance architecturale
Dans la continuité de Charles VI et Louis XI, les rois s'installent en val de Loire et conduisent le long du fleuve une cour brillante et itinérante. La cour se déplace de château en château, avec des milliers de chevaux et de voitures, transportant dans d'innombrables coffres tout ce qui est nécessaire pour un séjour agréable. Les fêtes somptueuses qui rythment la vie de la cour entraînent le développement du commerce de luxe et l'aménagement de la Loire. Des mesures de Louis XII en faveur des bateliers aux constructions systématiques des levées ou turcies entreprises sous Henri II pour aménager le fleuve, tout concourt à faciliter le transport des marchandises vers les résidences royales.
L'art de construire connaît un renouveau. Avant l'arrivée de formes nouvelles venues d'Italie, le château de Gien, remanié entre 1494 et 1500 pour Anne de Beaujeu, fille de Louis XI, est encore d'inspiration flamboyante par les encadrements des portes ou par seul parti décoratif qui réside dans l'emploi des briques multicolores. Cet édifice annonce cependant déjà une esthétique nouvelle par l'ampleur et l'équilibre des proportions, la présence d'une courte galerie et la rareté d'éléments défensifs.
Le château de Chamerolles est construit avant 1530 pour Lancelot Ier du Lac, conseiller et chambellan du roi, bailli et gouverneur d'Orléans. Ce vaste quadrilatère, tantôt en pierre, tantôt en brique, est formé de trois ailes et cantonné aux angles de quatre tours rondes. Des éléments archaïques comme le châtelet d'entrée, le pont-levis et les douves se mêlent à des apports de la première Renaissance comme l'élégante galerie de l'aile sud, avec son escalier hors œuvre, et la chapelle. De nombreux éléments d'origine furent toutefois dénaturés lors de sa reconstruction dans les années 1990. Les châteaux de Cormes, à Saint-Cyr-en-Val, et du Hallier, à Nibelle, sont également construits dans cette première moitié du XVIe siècle.
Pendant la deuxième moitié du XVIe siècle interviennent des architectes théoriciens de renom, comme Jacques Ier Androuet du Cerceau ou Philibert Delorme. Le premier a rénové le château de Montargis en 1561, gravement endommagé par un incendie en 1525, où il conçoit en particulier de magnifiques tonnelles. Démantelé sous Louis XIV, le château de Jacques Ier Adrouet du Cerceau sera néanmoins définitivement réduit à l'état de ruine en 1837. Philibert Delorme conçoit quant à lui la charpente du château de l'Ardoise construit en 1561 à Pithiviers. À la même époque, le château féodal de Châtillon-Coligny est profondément remanié pour l'amiral Gaspard de Coligny.
De nouveaux édifices où les influences italiennes sont sensibles apparaissent dans les villes. À Orléans, un nouvel hôtel de ville, l'hôtel des Créneaux, est construit à partir de 1503. L'hôtel Toutin, élégante résidence composée de deux corps de bâtiments reliés par une galerie, est conçu entre 1536 et 1540. L'hôtel Cabu, du nom d'un avocat du châtelet d'Orléans, est la première manifestation de la Renaissance classique à Orléans. Jacques Ier Androuet du Cerceau, qui fait paraître ses premières publications sur l'architecture antique en 1548, a probablement conçu les plans de l'hôtel Groslot commencé en 1549 et terminé en 1555 pour le bailli Jacques Groslot.
Les édifices religieux se parent de même de la magnificence de la Renaissance, qu'il s'agisse de reconstructions d'édifices ruinés après la guerre de Cent Ans ou de créations du XVIe siècle. L'église Saint-Salomon-Saint-Grégoire de Pithiviers, détruite en 1428 par les Anglais, est reconstruite. À Montargis, l'église de la Madeleine, dévastée par un incendie en 1525, est reconstruite en 1560 et la reconstruction du chœur est attribuée à Jacques Ier Androuet du Cerceau. Certaines églises reçoivent seulement des embellissements partiels, comme celle de Bonny-sur-Loire, dont le flanc droit est percé en 1543 d'un remarquable portail scandé par des colonnes cannelées surmontées par des chapiteaux corinthiens.

Édifices Renaissance
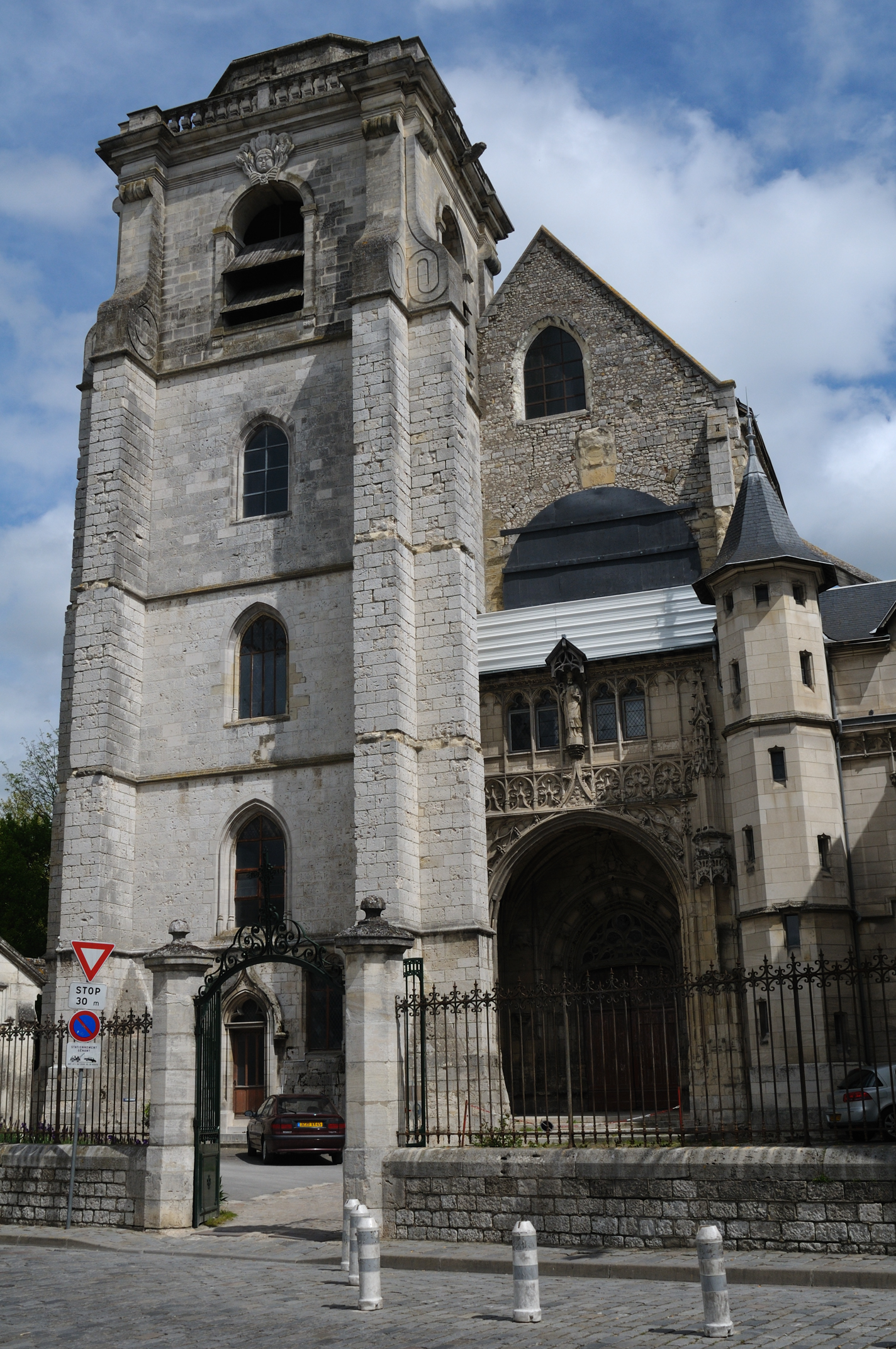
Église Saint-Euverte, Orléans
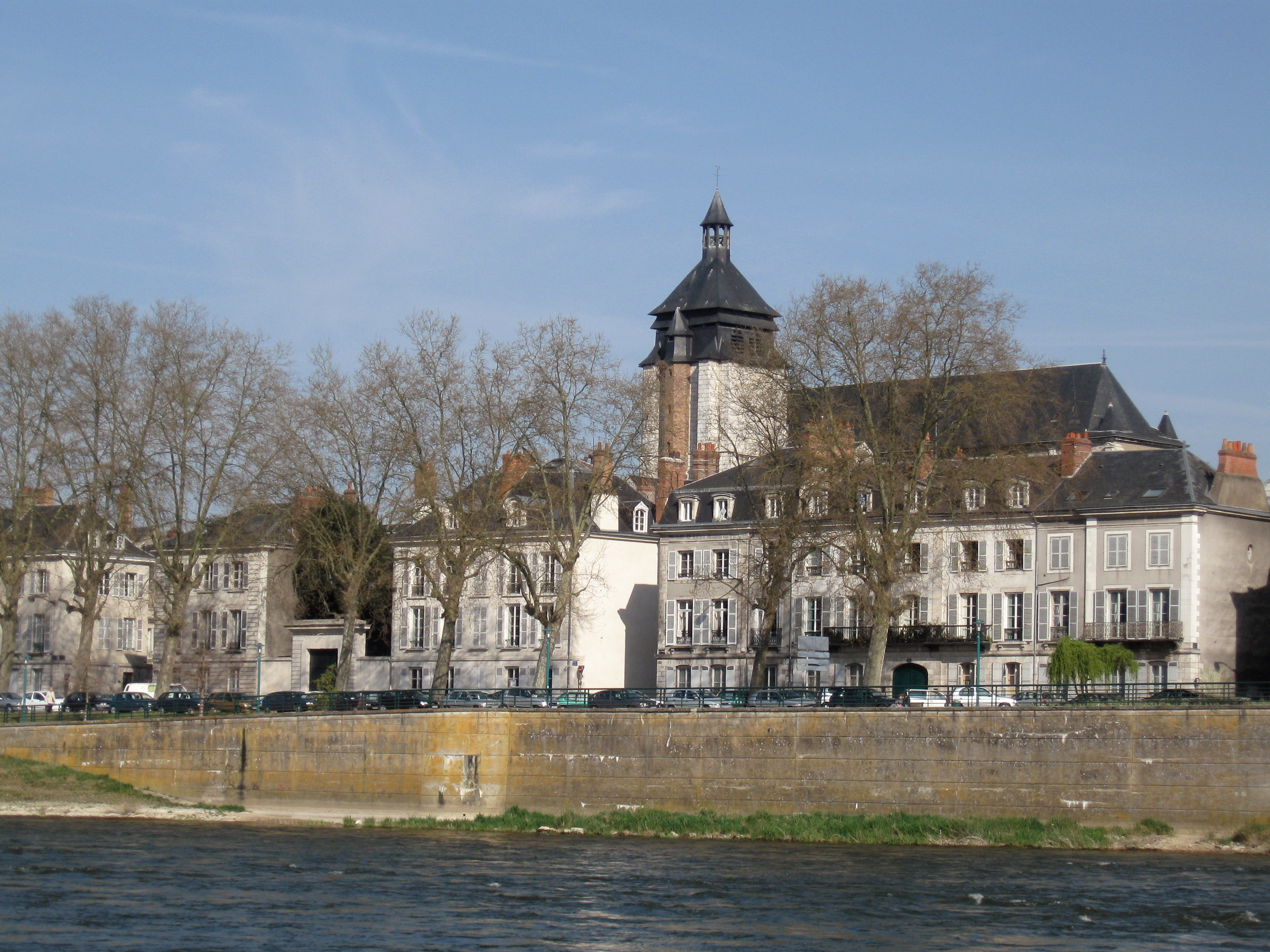
Église Notre-Dame-de-Recouvrance, Orléans.
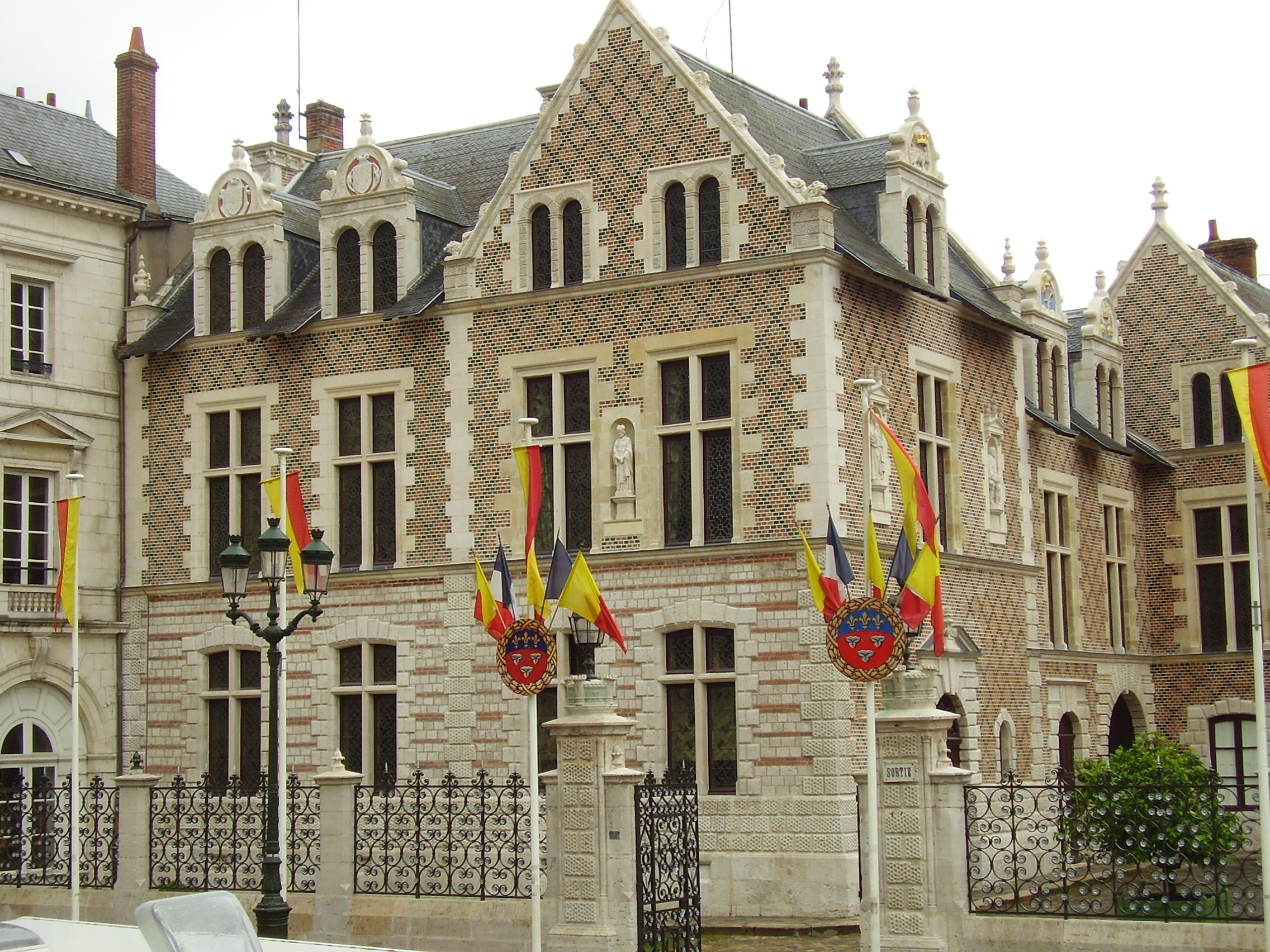
L'hôtel Groslot, ancien hôtel de ville d'Orléans.
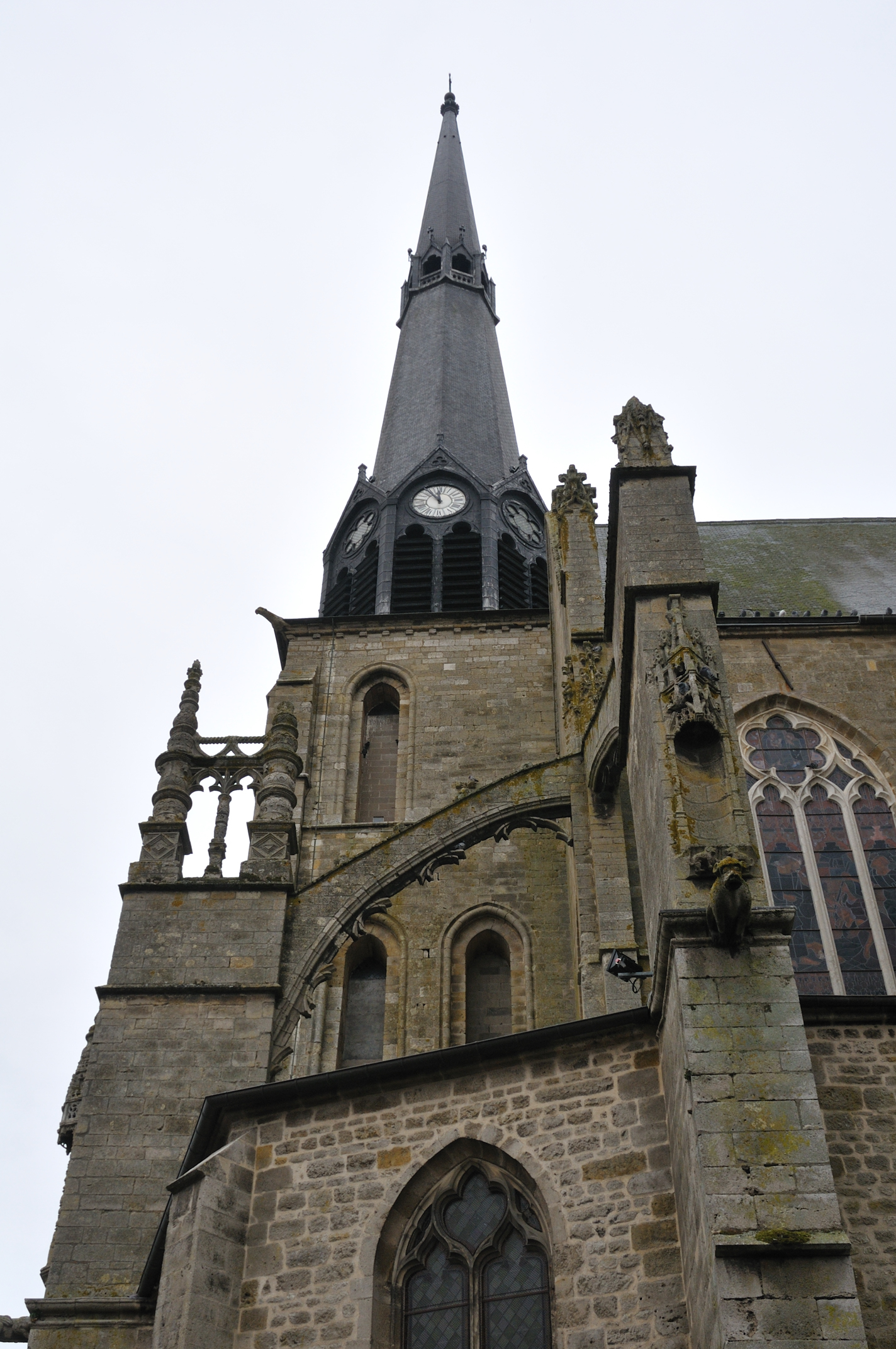
Église Saint-Salomon-et-Saint-Grégoire, Pithiviers (reconstruite au XVe).

#### Renaissance des lettres

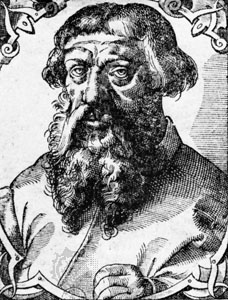
Étienne Dolet, sur une gravure du XVIe siècle. Orléanais de naissance et imprimeur à Lyon, humaniste, il est brûlé pour hérésie en 1546.

À la renaissance des arts correspond la renaissance des lettres. La vie intellectuelle atteint son apogée à Orléans grâce à son université. Son succès n'est d'ailleurs pas étranger à l'installation des premières imprimeries. Le premier livre imprimé à Orléans, intitulé Manipulus curatorum, le Manuel des Curés, porte la date du 31 mars 1491 et est l'œuvre de Mathieu Vivian,. De même au cours des années suivant la parution de cet ouvrage, il semble n'y avoir eu à Orléans que des libraires, tels Jacques Hays ou François Guyard, faisant imprimer de rares ouvrages à Paris ou à Lyon. Éloi Gibier est le tout premier imprimeur orléanais qui publie à partir de 1536. Louis Rabier exerça également à Orléans entre 1563 et 1569 avant de s'installer à Montauban puis Orthez. En 1577, Saturnin Hoto installe une nouvelle imprimerie à Orléans et succède à Gibier, après avoir été son associé.
Étienne Dolet, né à Orléans, écrivain et imprimeur, édite Galien, Rabelais, Marot à Lyon. Il est aussi un humaniste distingué, en ce sens qu'il remet en honneur l'écriture des écrivains grecs et latins, défendant avec passion leurs ouvrages et leurs idées, heurtant certaines opinions et s'attirant inimitiés et haines, à tel point qu'il est brûlé pour hérésie à Paris le 3 août 1546, à l'âge de 37 ans, bien que la source de sa condamnation soit probablement à chercher dans une cabale de ses confrères imprimeurs.
Les étudiants de l'Université d'Orléans viennent de toutes les provinces ou de pays parfois éloignés, Aquitaine, Touraine, Bourgogne, Champagne, Picardie, Lorraine, Allemagne, Écosse, Angleterre et Normandie. L'étude du droit romain, et au début du XVIe siècle, du grec et de la médecine, attire de nombreuses personnalités comme Érasme, Rabelais, Théodore de Bèze, Guillaume Budé, qui constituent l'élite intellectuelle du XVIe siècle. L'humanisme ambiant ne tarde pas à pénétrer les milieux cultivés de la société aristocratique et bourgeoise orléanaise.

### La Réforme

#### La réforme: Orléans, capitale du protestantisme

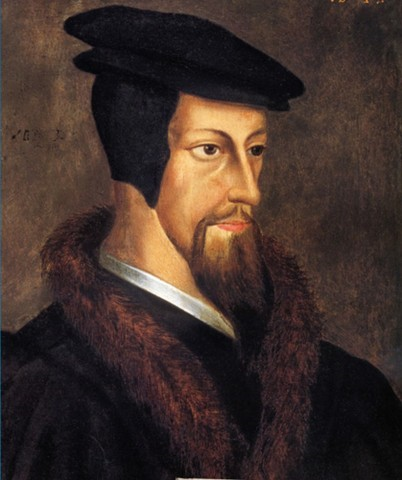
Jean Calvin étudie le droit à Orléans de 1528 à 1533.

Les protestants, sous l'impulsion de Luther, s'opposent à certaines pratiques de l'Église mais également à son organisation. Le roi François Ier hésite à les persécuter. Parmi les étudiants orléanais de la nation germanique, déjà acquise au luthéranisme, figure Jean Calvin qui étudie le droit de 1528 à 1533. Ses idées se répandent rapidement dans l'Orléanais, des paysans de Sologne au clergé catholique en passant par les hommes de loi, les financiers comme les Groslot et les artisans. Le relais est pris dans la haute noblesse par les frères Coligny, Odet, Gaspard et François, dont le château à Châtillon-sur-Loing devient un refuge pour les réformés. La propre belle-sœur de François Ier, Renée de Ferrare, est l'amie de Clément Marot, Jean Calvin, Agrippa d'Aubigné et accueille à Montargis tous les tenants de la religion nouvelle. Dès 1555, des églises rassemblent les fidèles réformés à Pithiviers, Chilleurs-aux-Bois, Neuville-aux-Bois. Des prédicateurs issus de l'Église d'Orléans, florissante en 1558, diffusent les idées de Calvin à Jargeau, Sully-sur-Loire, Gien et Montargis, tandis que de Châtillon-sur-Loing, la Réforme gagne Château-Renard, Saint-Maurice-sur-Aveyron et Châtillon-sur-Loire.

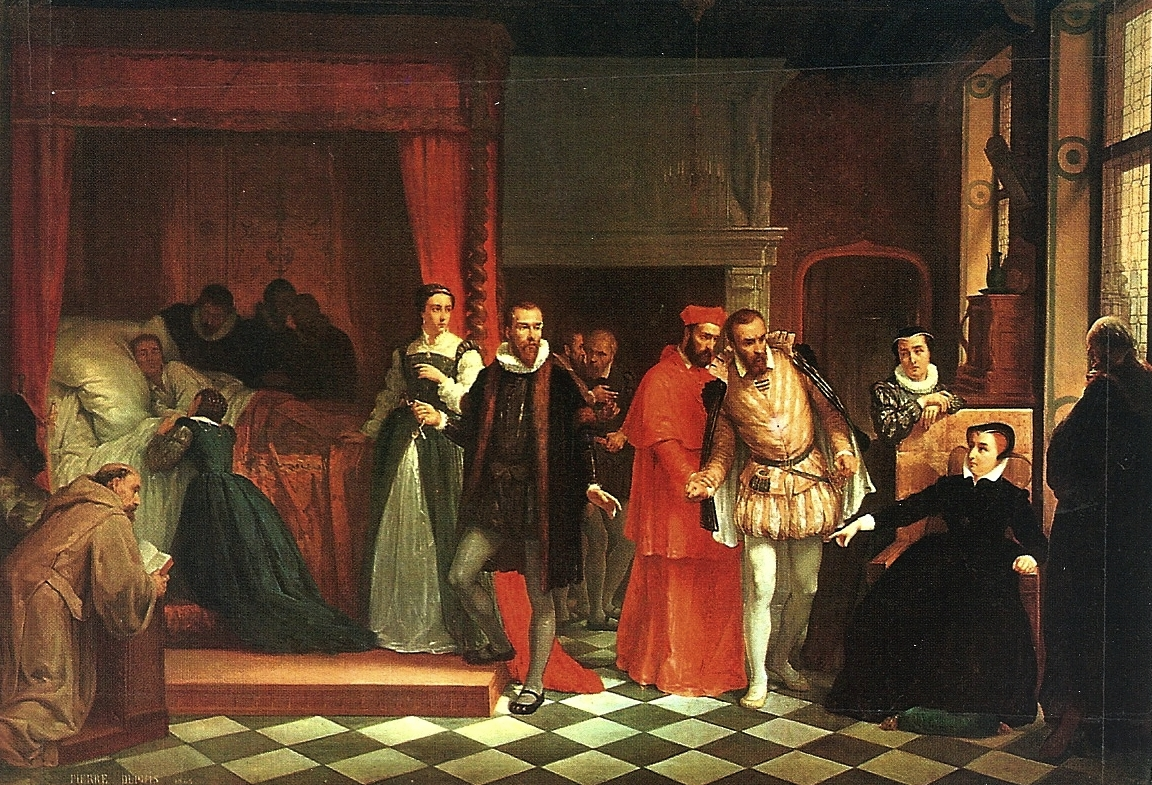
La mort de François II dans la Grande-Maison de l'Étape à Orléans en 1560.

À la mort d'Henri II, en 1559, François II, qui succède à son père à l’âge de 15 ans, convoque à Orléans les États généraux qui n’ont plus été réunis depuis 1484, pour tenter d'imposer son autorité et mettre fin à cette crise entre catholiques et protestants. Mais François II meurt le 5 décembre 1560. Son frère, Charles IX, mineur âgé de dix ans, lui succède. S’interposant entre les Guise et les Bourbons, Catherine de Médicis libère le chef protestant Louis Ier de Bourbon, prince de Condé, qui avait été assigné à la cour par les Guise, et devient « gouvernante » du royaume. L'ordonnance d’Orléans produite par les 425 députés présents et tentant de réformer l'église est remarquable mais ne sera jamais appliquée. La guerre devient inéluctable et le 2 avril 1562, le prince de Condé s'empare d'Orléans qui s'érige pour une dizaine d'années en capitale du protestantisme. En 1563, François de Guise, chef du parti catholique, décide d'assiéger Orléans mais il est assassiné le 18 février. Catherine de Médicis, débarrassée de son rival, peut dès lors imposer la paix de l'Île-aux-Bœufs (en face de La Chapelle-Saint-Mesmin), signée le 10 mars, et accorder ainsi quelques garanties aux protestants. Après une courte accalmie, une seconde guerre éclate en 1567.

#### De la Saint-Barthélemy à l'édit de Nantes (1572-1598)
Lors de la Saint-Barthélemy, le 24 août 1572, les protestants sont massacrés à Paris par une population catholique fanatisée. Parmi les victimes figurent l'amiral de Coligny et le bailli d'Orléans Jérôme Groslot. Le massacre se poursuit la nuit suivante à Orléans. Accompagnées de spoliations, de pillages et de viols, les tueries sont d'une barbarie extrême. Sont abattus magistrats, avocats, enseignants, artisans, marchands, aussi des femmes et des enfants. Au nombre des victimes, on compte le régent de l'université, François Taillebois, tué par ses élèves. Selon Jean-Marie Flonneau, le massacre a fait de 800 à 1 000 victimes. Saint-Benoît-sur-Loire, Jargeau, Gien, Beaugency, Châtillon-sur-Loire, sont le théâtre de massacres similaires. Les tueries durent jusqu'au début de septembre. Le protestantisme a définitivement perdu toute vigueur en Orléanais,.
Les catholiques forment dès 1584 la Sainte Ligue, conduite par Henri de Guise, et dont Orléans et Montargis font partie. L'armée protestante, renforcée de mercenaires allemands, est défaite à Vimory en 1587 par les troupes d'Henri de Guise qui partagent le butin avec les villages voisins et la ville de Montargis. À la mort d'Henri III, assassiné en 1589 par le moine Jacques Clément, Orléans refuse de reconnaître Henri IV comme son successeur. Ce n'est qu'en février 1594, un an après son abjuration, lorsque Henri IV vient assiéger la ville, que celle-ci se soumet. Trente-cinq ans de guerre civile s'achèvent par l'édit de Nantes en 1598, n'accordant aux protestants de l'Orléanais que les places secondaires de Jargeau, Sully-sur-Loire et Château-Renard,.

## XVIIesiècle

### Le triomphe de la Contre-Réforme

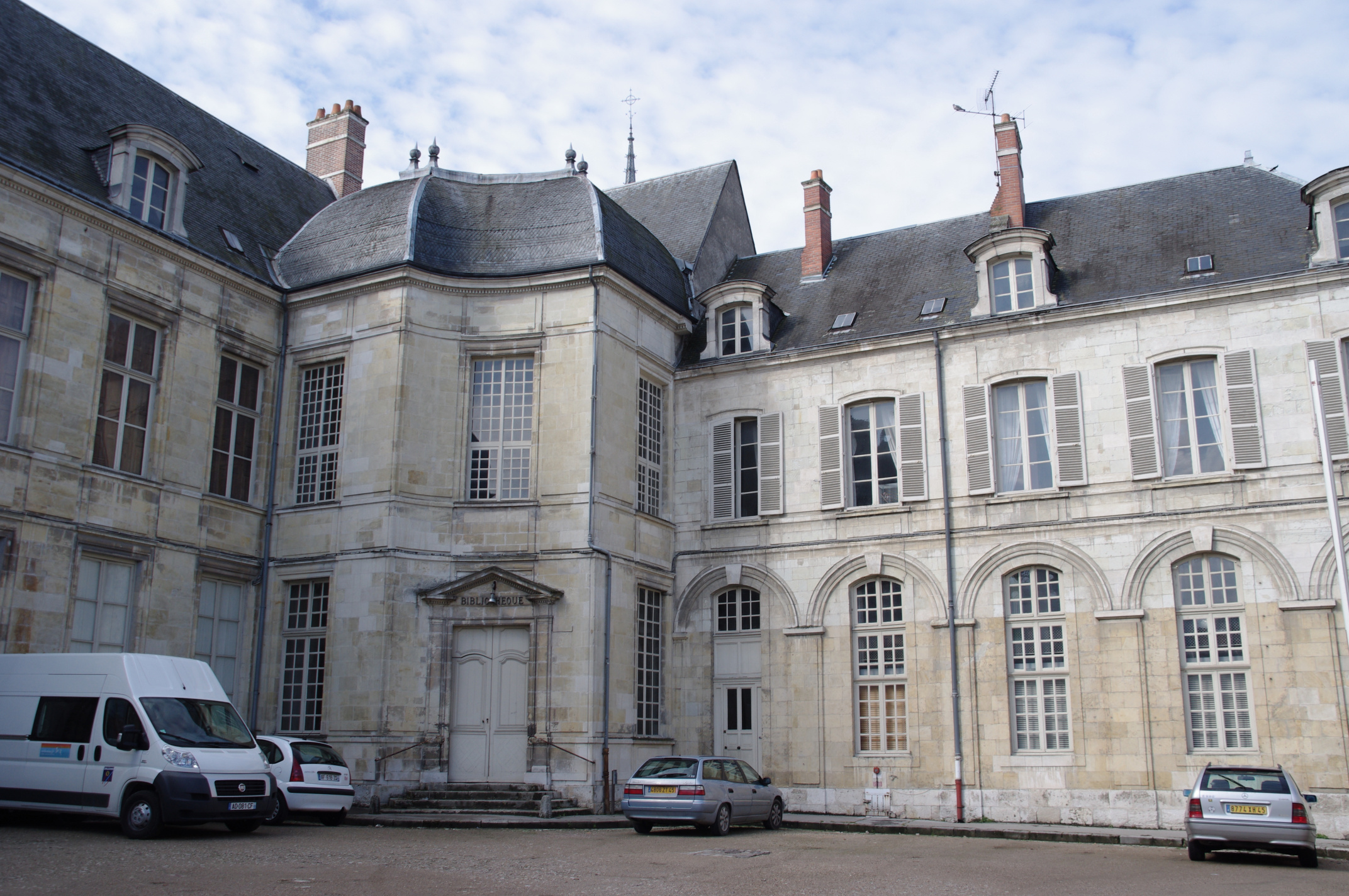
Palais épiscopal d'Orléans construit entre 1635 et 1641.

Face à la Réforme protestante, l'église catholique se réorganise dans la deuxième moitié du XVIe siècle, conformément aux enseignements du concile de Trente (1545-1565), dans un mouvement qualifié de Contre-Réforme. L'Orléanais, particulièrement touché lors des guerres de Religion, bénéficie ainsi des faveurs royales pour la reconstruction des églises ruinées ainsi que pour la formation spirituelle des fidèles prise en main par les nombreuses communautés issues de la Contre-Réforme.
De retour à Orléans le 24 juin 1599, Henri IV s'engage ainsi à rendre à la cathédrale Sainte-Croix « son ancienne splendeur ». Il s'affirme ainsi comme le rebâtisseur du royaume après les méfaits des guerres de religion et prouve la sincérité de sa conversion au catholicisme. En réédifiant une cathédrale majestueuse, il restaure l'ordre religieux et l'ordre royal. Grâce à l'augmentation de la gabelle, pourtant impopulaire, payée dans les généralités d'Orléans, de Tours, de Bourges et de Moulins et des bénéfices de la célébration du jubilé de l'année séculaire 1600-1601 il réussit à financer la restauration de la cathédrale dont la première pierre est posée en 1601. Le chantier va durer 230 ans. Trois autres chantiers bénéficient des mêmes financements et des mêmes directions : l'église Saint-Euverte, la collégiale Saint-Aignan et la basilique Notre-Dame de Cléry-Saint-André.
Les établissements religieux se multiplient dans les villes dans le premier tiers du XVIIe siècle. La ville d'Orléans accueille les Récollets, les minimes, les Dames de la Visitation et des communautés enseignantes telles que les ursulines, les oratoriens et les jésuites qui s'installent en 1619, sous la protection du maire Pierre Fougeu d'Escures. L'« éminence grise » de Richelieu, le père Joseph, qui avait fait son noviciat aux capucins d'Orléans, fonde en 1638 le couvent des Dames du Calvaire. De telles fondations éclosent dans tout le diocèse : par exemple l'abbaye des Feuillants à Saint-Mesmin en 1608, les capucins en 1615 à Beaugency et les augustins, appelés par le baron du Tillet, qui s'installent à La Bussière, près de Gien. Les anciens monastères sont réformés : ainsi l'abbaye bénédictine de Saint-Benoît-sur-Loire adopte en 1627 la réforme de Saint-Maur. Le clergé séculier est lui aussi repris en main : l'évêque quitte son château de Meung-sur-Loire et s'installe à Orléans où, du temps de Nicolas de Netz (1631-1646) et d'Alphonse d'Elbène (1646-1666), est édifié le palais épiscopal. Un des premiers soucis de monseigneur de Coislin, lorsqu'il est nommé évêque d'Orléans le 3 mars 1682, est de créer un grand séminaire d’où les prêtres, mieux formés, viendront plus facilement à bout des ignorances, des hérésies et des abus.

### Grands travaux

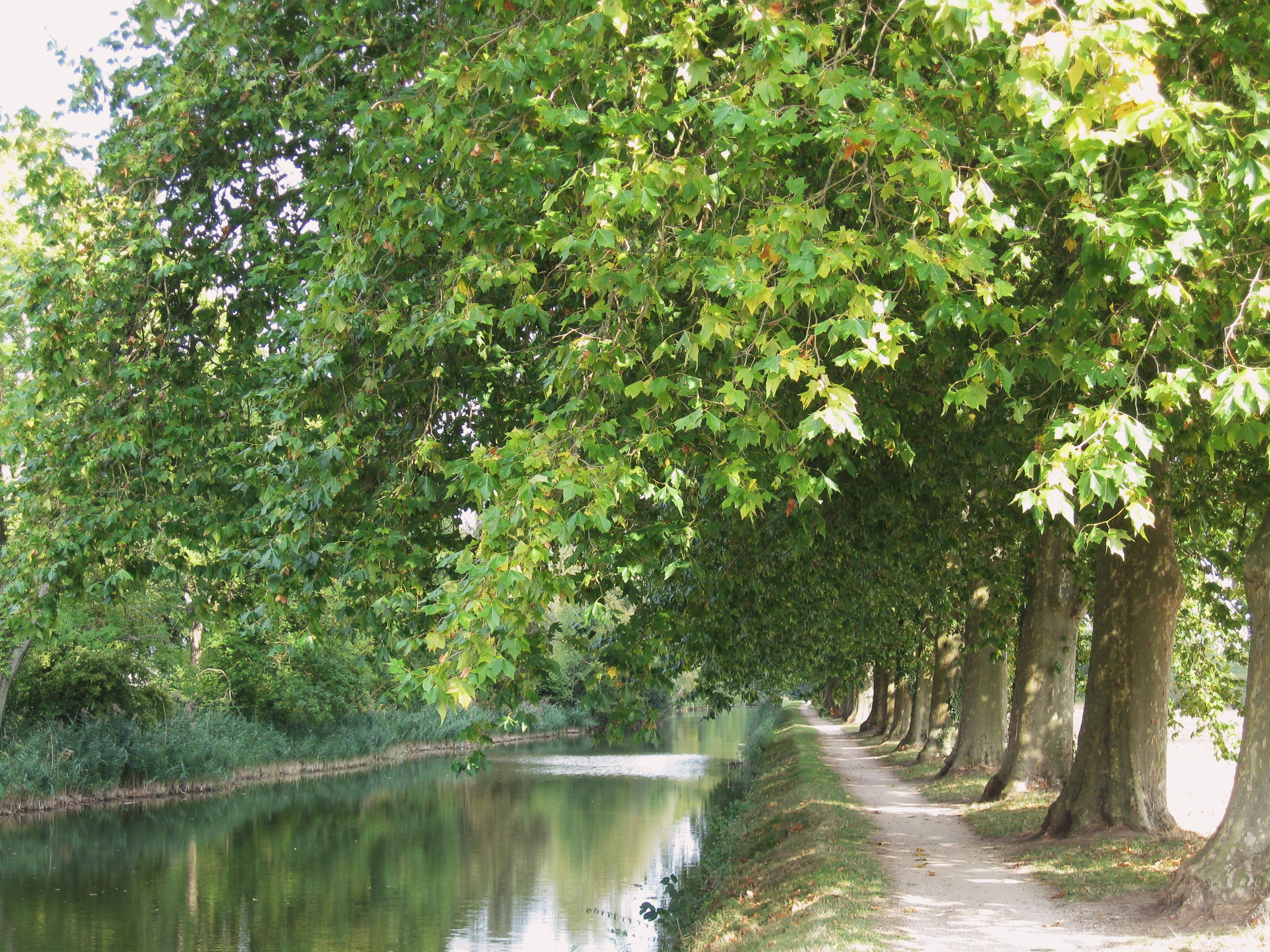
Canal d'Orléans (vue d'une section sur la commune de Chécy), construit de 1681 à 1687 et inauguré en 1692.

Nommé grand voyer de France par Henri IV en 1599, Sully projette de construire le canal de Briare. Le projet est ambitieux et a une finalité économique calculée. Le but du canal de Briare est de permettre un meilleur ravitaillement de Paris afin d'éviter les famines et les mouvements populaires résultants. Il s'inscrit dans un vaste plan national de canaux qui permettraient de relier la Méditerranée à l'Atlantique, à la Manche et à la mer du Nord. Dans ses mémoires Sully dit qu'il s'agit de construire « les conjonctions de la rivière de Seine avec Loyre, de Loyre avec Saône et de Saône avec Meuse, par les moyens desquelles, (on ferait) perdre deux millions de revenus à l'Espagne et (les ferait) gagner à la France... ». En 1604, le Tourangeau Hugues Cosnier, âgé de 31 ans, en obtient l'adjudication. Le canal de Briare est le premier canal à partage des eaux européen, joignant deux bassins versants avec un point haut à franchir. Cette difficulté est levée grâce à la construction à Rogny d'un escalier de sept écluses, remplacé en 1883 par un nouveau tracé à six écluses plus espacées. Un canal latéral au Loing sur la rive droite jusqu'à Châtillon-Coligny puis sur la rive gauche jusqu'à Châlette-sur-Loing est également construit. Mais à la suite de la mort d'Henri IV et à la disgrâce de Sully, les travaux sont suspendus et restent à l'abandon pendant plus d'un quart de siècle. Ils sont achevés en 1642.
De 1608 à 1649, plus d'une dizaine de grandes crues de la Loire se succèdent, dont celles de 1608 et de 1629 qui sont les plus catastrophiques. L'idée de parvenir à un système de protection insubmersible à l’échelle de toute la Loire moyenne fait son chemin au sein du service des turcies et des levées, administration chargée d'entretenir et d'aménager les digues de Loire, dénommes levées de Loire. L’administration de Colbert estime alors que les levées devaient atteindre 22 pieds de haut (c’est-à-dire près de 8 mètres) pour être définitivement insubmersibles. Colbert lance ainsi en 1668 un grand programme de travaux visant à multiplier et renforcer les digues pour les rendre insubmersibles sur tout le cours de la Loire, notamment dans le Loiret, mais de nouvelles grandes crues au début du XVIIIe siècle mettent un terme aux travaux.
La fin du XVIIe siècle est marquée par la construction d'un autre grand ouvrage, le canal d'Orléans. Robert Mahieu, un bourgeois et marchand de bois de Paris qui possède quelques biens dans la province de l'Orléanais, propose en 1676 au duc d'Orléans « de se charger pendant 40 ans des ventes de haut bois et futaies des gardes de Chaumontois et du Milieu dans la forêt d'Orléans ». Son objectif est de se fournir en bois pour l’immense marché parisien (500 000 habitants consommant chacun une tonne de bois par an,) par le biais d'un canal. Un premier tronçon est creusé par Robert Mahieu entre Vieilles-Maisons-sur-Joudry et Buges entre 1676 et 1678 et ouvert au transport du bois et du charbon. La construction du canal jusqu’à la Loire est entreprise de 1681 à 1687 et l'inauguration a lieu en 1692.

### Centralisation administrative et pouvoir des intendants
Malgré une politique de centralisation administrative de plus en plus affirmée, Henri IV et Louis XIII ne renoncent cependant pas à la constitution d'apanages. C'est ainsi que le duché d'Orléans est reconstitué en 1626 au profit de Gaston, frère de Louis XIII, et en 1660 en faveur de Philippe, frère de Louis XIV. Ses descendants le garderont jusqu'à la Révolution. Le comté de Gien, quant à lui, est cédé en 1616 au duc de Guise qui le revend par la suite au chancelier Séguier. Autre grand serviteur de la Couronne, Sully acquiert des La Trémoïlle la terre de Sully, érigée pour lui en duché-pairie par Henri IV.
Au début du XVIIe siècle, le royaume est divisé en vingt-deux généralités administrées par des intendants, vrais dépositaires des pouvoirs de la monarchie et dont le rôle ne cesse de croître. Les limites de la généralité d'Orléans, créée en 1558, ne varient pas jusqu'à la Révolution. Elle englobe l'Orléanais, le Blésois, le pays chartrain et le Nord du Nivernais. Au début, les intendants sont essentiellement des agents de finances qui restent peu de temps en fonction. Peu à peu, leur compétence s'étend à tous les aspects de l'administration, la justice, la police et les finances. Dotés de pouvoirs considérables, ils n'hésitent pas à intervenir dans la vie municipale et dans les moindres affaires mettant en cause l'autorité royale. En 1636, le roi nomme le premier d'entre eux en poste permanent, inaugurant une longue série d'administrateurs dont Jean-Jacques Charron, beau-frère de Colbert, intendant d'Orléans de 1674 à 1681 avant de devenir intendant de Paris, Louis Bazin de Bezons de 1681 à 1686 ou au XVIIe siècle Honoré Barentin (1747-1760) et les Perrin de Cypierre, père, Jean-François-Claude Perrin de Cypierre (1760-1785), et fils, Adrien Philibert Perrin de Cypierre de Chevilly (1785-1789). Ils résident à Orléans soit à l'hôtel Groslot, soit à l'hôtel de l'Étape, rue de la Bretonnerie.

### La Fronde: le trône de LouisXIVsauvé dans le Giennois

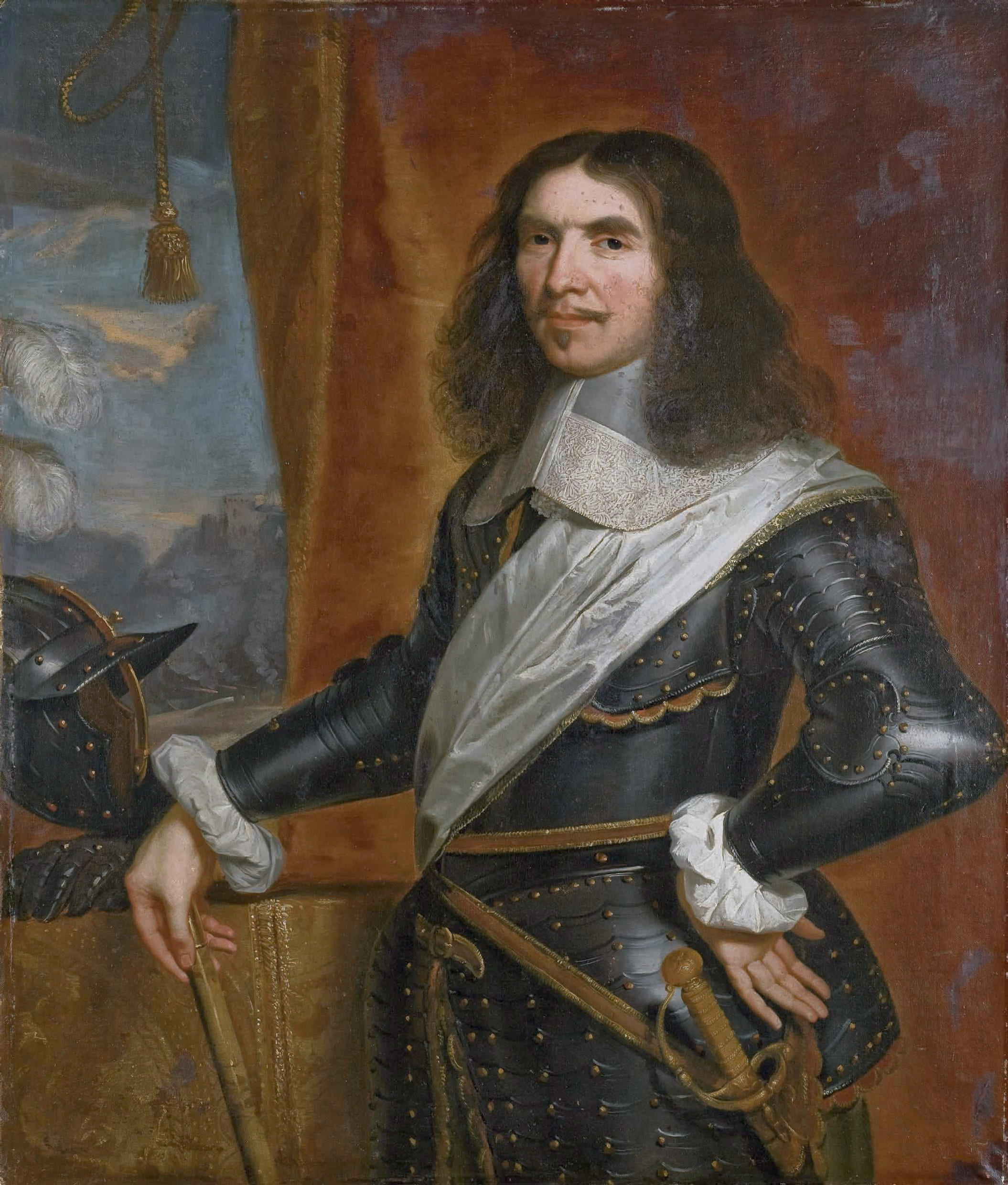
Henri de la Tour d'Auvergne, vicomte de Turenne, vainqueur de la bataille de Bléneau, décisive pour le maintien du trône de Louis XIV.

À partir de 1640, les effets fiscaux de la guerre se font de plus en plus durement sentir. Une émeute éclate le 8 mai 1642 à Orléans. La pression ne se relâche pourtant pas. Pendant l'été 1644, la ville est taxée à 260 000 livres et traîne à payer. Déjà grande, l'impopularité de Mazarin augmente encore quand il réclame au nom de la Couronne 8 000 livres comme don de joyeux avènement. En janvier 1648, le duc doit créer un corps de cavalerie pour assurer la levée des impôts dans la ville, impôts qui rentrent d'autant plus mal que les mauvaises récoltes ont entraîné une hausse du prix du pain. Parallèlement éclate une révolte des Parisiens, connue sous le nom de Fronde (1648-1649). Si la ville d'Orléans ne connaît pas à proprement parler d'émeute, il s'y développe une atmosphère d'anarchie généralisée. Au-delà des couches populaires en rébellion, des notables aussi se risquent à exprimer ouvertement des sentiments anti-absolutistes.
En 1650, une nouvelle fronde appelée Fronde des princes s'organise autour du prince de Condé,,. L’armée de Louis XIV mène campagne contre les insurgés, prend Angers, Saumur, Tours, Blois. Mais, remontant la rive gauche de la Loire, il ne peut franchir le fleuve à Orléans, acquise à la Fronde avec à sa tête, le grand Condé, prince du sang et cousin du roi. L'intendant Legras est chargé de négocier l'entrée de la Cour et de l'armée royale dans la ville. Mais le maire Robert Boillève répond que si la ville accepte de recevoir la Cour, elle refuse d'accueillir Mazarin, et pour parer à toute éventualité, les autorités orléanaises font renforcer les fortifications. Le 23 mars 1652, les Frondeurs, conduits par duc de Beaufort et duc de Nemours, pénètrent dans Orléans, aux applaudissements de la foule. La ville est ainsi entièrement acquise à la Fronde. Il ne s'agit toutefois que d'une alliance passagère des différents éléments de la société urbaine, empreinte d'une certaine ambiguïté. Contester l'absolutisme tout en proclamant son attachement à la personne royale est, dans le contexte politique du milieu du XVIIe siècle, difficile à tenir.
La cour du jeune roi, poursuivant son cheminement le long de la Loire, arrive au château de Gien le 4 avril 1652. L'armée de Condé occupe le Gâtinais. L'armée royale sous la direction du maréchal Turenne et du maréchal d'Hocquincourt couvre Gien en prenant position dans la Puisaye, de Rogny à Bléneau. Le 7 avril, Turenne à la tête de 5 000 soldats remporte la bataille décisive de Bléneau, sur le territoire de Breteau. Il bat l'armée de Condé, forte de 12 000 soldats. À Gien, c'est un Louis XIV et une cour enthousiastes qui accueillent les vainqueurs. Le 17 avril, Louis XIV quitte Gien pour marcher sur Paris où il fait son entrée triomphale le 21 octobre 1652. La Fronde est définitivement terminée, grâce à cette victoire aux confins du Loiret.
Plusieurs crises vont encore éclater en ce milieu de XVIIe siècle. En 1657-1658 se développent dans une partie de la province, et notamment en Beauce, des assemblées de nobles qui, hostiles à Mazarin pour des raisons d'ordre fiscal, préparent le retour de Condé (sans que Gaston d'Orléans y soit cette fois mêlé). Sur ce éclate, en mai 1658, la révolte des « Sabotiers de Sologne », émeute antifiscale elle aussi, mais qui est, celle-ci, le fait des paysans. La conjonction de ces deux mouvements fait un moment basculer dans le camp de la rébellion une partie des campagnes orléanaises, et Sully-sur-Loire est même mise à sac le 1er juillet 1658. Mais l'ordre est facilement rétabli. À la fin de l'année, les troupes envoyées par Mazarin pour réprimer la révolte écrasent les Sabotiers près de Sully, et l'année suivante, Jaucourt de Bonnesson, noble protestant qui avait tenté de mettre la révolte populaire au service de ses ambitions politiques, est arrêté puis exécuté en décembre 1659. Désormais l'Orléanais est bien pacifié, et quand la Cour, en route vers les Pyrénées, traverse la province, elle y reçoit les marques d'une respectueuse soumission. Et même si de nouvelles émeutes de subsistance éclatent en 1661-1662, comme dans tout le Royaume, une nouvelle époque commence, sous l'égide de l'absolutisme du nouveau souverain. La victoire sur la Fronde l'a préparée : « La monarchie administrative l'a emporté sur la domination du système des clientèles et leurs obligés. Le jeune roi gouverne désormais davantage avec ses grands commis qu'avec sa valeureuse mais trop frondeuse, noblesse. »
.

## XVIIIesiècle

### Prospérité économique

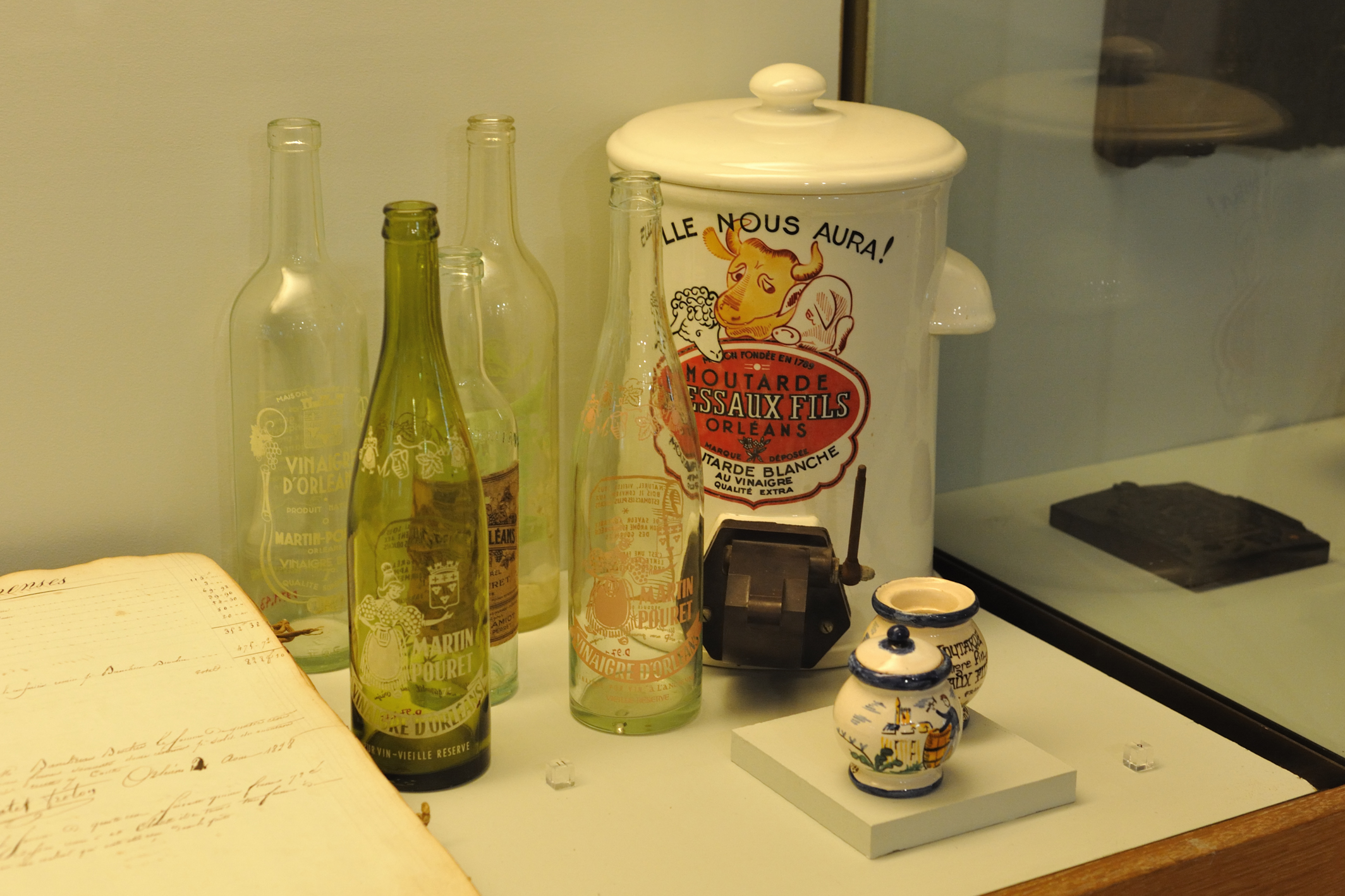
Bouteilles de vinaigre Martin Pouret et distributeur de moutarde Dessaux Fils. Au XVIIIe siècle, on compte entre 200 et 300 vinaigriers dans la ville d'Orléans.

L'économie dans le Loiret au XVIIIe siècle reste essentiellement agricole, principalement avec la production céréalière toujours très importante en Beauce et la production de vin dans les vignobles du Val de Loire, tandis que sur les terres pauvres de Sologne ne sont cultivées que du seigle et du blé noir. Peu à peu, l'élevage ovin se développe en Beauce et en Sologne. On en tire une laine fine assez recherchée. Orléans connaît une industrialisation importante et diversifiée. Le secteur textile est le plus développé avec 1 500 ouvriers qui travaillent dans les filatures de la laine de Beauce et de Sologne. Celle-ci est exportée vers Genève, la Savoie, le Piémont et même l'Orient musulman. Vers le milieu du XVIIIe siècle, la bonneterie fait son apparition et l'on recense à Orléans alors 950 métiers à bas, 55 marchands bonnetiers, 450 maîtres fabricants qui occupent 6 000 personnes en ville et dans les environs. L'industrie cotonnière voit le jour à la fin du siècle à Orléans et à Montargis. Des filatures de coton, encouragées par le duc d'Orléans, sont créées dans sa résidence de la Motte-Sanguin par l'Anglais Foxlow. Plusieurs manufactures d'indiennes et de toiles peintes s'installent en Orléanais, notamment celle tenue par les sieurs Mainville père et fils. De l'élevage ovin favorisé dès le XVIIe siècle, naît à Orléans une véritable industrie du cuir : à la fin de ce siècle, 12 000 douzaines de peaux de moutons sont traitées en ville.
Mais c'est l'industrie agroalimentaire qui fait la fortune de nombreuses familles bourgeoises d'Orléans. L'implantation de la première raffinerie de sucre dans la ville en 1653 par la famille Vandebergue est suivie de la création d'une vingtaine d'autres, qui, en 1777, produisent 800 000 livres de sucre par an, le meilleur du royaume. La fabrication de sucre accroît aussi l'activité d'autres corps de métiers comme les ateliers de poterie et les papeteries qui fabriquent les pots nécessaires à la conservation et le papier d'emballage des pains de sucre. Orléans est aussi réputée pour ses vinaigreries. La fabrication du vinaigre à Orléans remonte au Moyen Âge où on transformait en vinaigre les vins locaux peu réputés et produits en abondance, ainsi que des vins provenant des régions de la vallée de la Loire. Le vinaigre sert alors de condiment, mais également de boisson rafraîchissante quand il est additionné d'eau et même de produit entrant dans la fabrication de la poudre à canon. Au XVIIIe siècle, on compte entre 200 et 300 vinaigriers dans la ville. Dès le début du XIXe siècle, Orléans est toutefois concurrencée par d'autres villes qui désirent profiter de cette source de richesse,.
À la tête de ces raffineries et vinaigreries, les industriels se livrent au grand négoce, s'appuyant sur les relations fluviales avec Nantes et au-delà avec l'Atlantique. La fin du XVIIe siècle et le XVIIIe siècle, marquent l'apogée du trafic fluvial sur la Loire et donc du port d'Orléans. Complétant ces axes, le réseau routier devient plus dense. Au XVIIIe siècle, de grandes artères se dessinent entre Orléans et Paris, Orléans et Chartres et le long de la Loire. La situation d'Orléans au point de rencontre entre le fleuve et la route de Paris lui confère d'importantes fonctions d'entrepôt et son activité économique très prospère lui vaut, en 1789, d'être plus peuplée que Tours.
L'essor économique induit une urbanisation des grandes villes et en particulier d'Orléans. Pour le remplacer le vieux pont des Tourelles, pont médiéval assurant l'unique franchissement de la Loire, le roi désigne Jean Hupeau. Le nouvel ouvrage, dénommé alors pont Royal, est situé à 80 mètres en aval du vieux pont. C'est l’ingénieur Robert Soyer qui est chargé de diriger les travaux sous la haute autorité de Hupeau. Les travaux durent de 1751 à 1763. Cet immense chantier entraîne un profond remodelage de la cité avec le percement de la rue Royale de 1753 à 1760. Il s'agit de la première opération urbaine d'importance qu'ait connu Orléans. De l'autre côté du fleuve, on rase les îles dont la terre permet la construction de la rue Dauphine. Des mails plantés d'arbres se substituent à l'ancienne enceinte, donnant à Orléans l'image d'une ville ouverte. Des projets ne voient pas le jour, comme celui de la construction d'une voie rectiligne en face de la cathédrale pour la mettre en valeur ou l'aménagement de la place du Martroi, projets qui ne seront mis en œuvre qu'au siècle suivant.

### Le siècle des Lumières

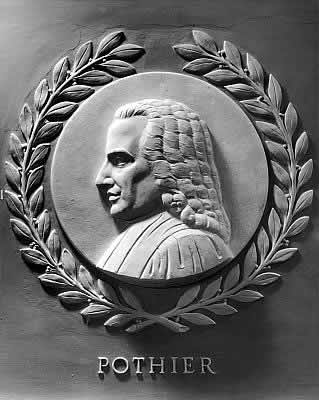
Robert-Joseph Pothier, élève de l'université d'Orléans, jurisconsulte. Représentation sur un bas-relief de la « U.S. House of Representatives chamber ».

Vers 1780, l'université d'Orléans ne compte plus que quelques étudiants. Elle bénéficie cependant encore du passage de Jean-Baptiste Massillon célèbre par ses Sermons et ses Oraisons funèbres, dont celle de Louis XIV, prononcée quatre ans exactement avant son élection à l'Académie française. Sa dernière gloire est de compter dans ses rangs le prestigieux jurisconsulte Robert-Joseph Pothier, auteur de nombreux ouvrages juridiques, parmi lesquels les Pan-dectes de Justinien mises dans un nouvel ordre et son Traité des obligations considéré comme un des précurseurs du code civil.
Le relais intellectuel de l'Université semble pris par les multiples sociétés de pensées qui naissent au milieu du XVIIIe siècle. Celle de la rue des Huguenots apparaît dès 1725 et regroupe des juristes autour de Daniel Jousse. En 1741, est créée la Société épiscopale dont le but officiel est la rédaction d'une histoire d'Orléans, en réalité il s'agit de mener une lutte contre le jansénisme toujours influent. Trois ans plus tard, la première loge maçonnique, l'Union royale, est fondée à Orléans. Les grands noms de l'aristocratie locale se retrouvent quant à eux dans la Société royale d'agriculture, instituée sur l'initiative de l'intendant, tandis que la bourgeoisie scientifique fréquente à partir de 1781 la Société de physique qui deviendra par lettres patentes en 1786, l'Académie royale des Sciences et Belles Lettres d'Orléans.
Certains personnages célèbres rencontrent l'intelligentsia locale, comme Voltaire ou l'abbé de Condillac, une des gloires du siècle des Lumières, qui séjourne souvent dans son domaine, près de Beaugency. Il fréquente en voisin Desfriches, négociant et amateur d'art éclairé qui reçoit dans sa maison de la Cartaudière d'innombrables personnalités tant dans le domaine politique que dans celui des arts.

### La période révolutionnaire (1789-1800)

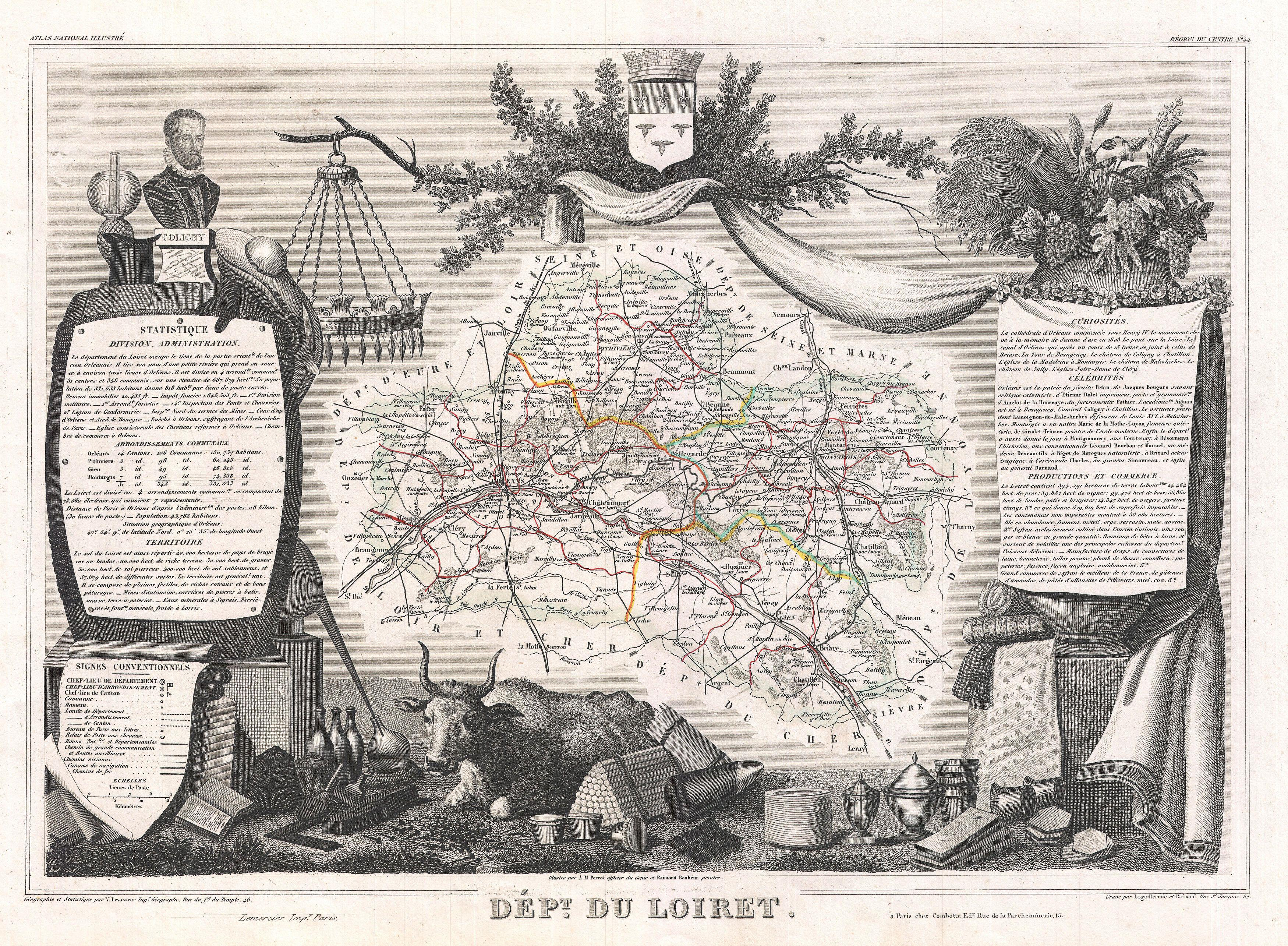
Carte Levasseur du département du Loiret (1852).

#### Les évènements de 1789-1790
Malgré un siècle marqué par une certaine prospérité, la situation tend à se dégrader à partir des années 1780, marquées par des disettes récurrentes dues aux caprices du climat. Les structures politiques et administratives locales donnent des signes de faiblesse. L'assemblée provinciale créée en 1787, mise en place pour assister l'intendant dans l'administration de sa généralité, s'avère un échec. Les hivers d'une rigueur exceptionnelle de 1788 et 1789, conjugués à la rareté du pain et à une crise qui affecte l'industrie drapière et la batellerie de Loire, provoquent un mécontentement général dans l'Orléanais. Le roi Louis XVI convoque les États généraux, espérant trouver des réponses à la crise qui touche l'ensemble du royaume. Dans les différentes paroisses de la région, on s'attèle à la rédaction des cahiers de doléances : dans la province, les rédacteurs réclament des réformes égalitaires. On réfléchit aussi de manière approfondie à la réforme de l’Église : elle doit notamment mieux payer ses prêtres, être soumise à l’impôt commun. La suppression du casuel est aussi demandée. La réflexion conduite sur la réforme de l'Église concerne également les ordres religieux. L’enquête sur la pauvreté le révèéera : les conditions de vie de la population se dégradent et les pauvres se multiplient, avec 11 % de la population touchée en 1790, soit bien plus que ce que les autorités estimaient.
Des émeutes éclatent dans l'Orléanais le 24 avril 1789, faisant 8 victimes. Une milice de jeunes bourgeois se forme alors à Orléans. Après la prise de la Bastille, la Grande Peur touche le département, les populations craignant une réaction aristocratique. Pour se défendre contre ce danger encore imaginaire, des gardes nationales se créent spontanément à Artenay, Beaugency, Boiscommun, Briare, Chilleurs-aux-Bois, Gien, etc. et des liens se créent entre villages proches qui s’organisent pour se défendre collectivement. Orléans confirme son rayonnement régional en organisant les 7-9 mai une fête de la Fédération qui regroupe des délégués des départements voisins : 3 474 fédérés prêtent serment à Olivet. Le Loiret envoie à son tour ses gardes nationaux à la fête de la Fédération organisée à Paris, le 14 juillet 1790. La même cérémonie a lieu simultanément à Orléans.

#### Une nouvelle organisation administrative
Une des doléances récurrentes était la complexité des découpages administratifs : les circonscriptions fiscales, religieuses, administratives avaient toutes des limites différentes. Un des aspects fondamentaux de l'œuvre de la Constituante est sa réforme administrative. Les anciennes circonscriptions provinciales sont supprimées au profit d'une division en départements. De l'ancienne généralité d'Orléans, naissent trois départements, l'Eure-et-Loir, le Loir-et-Cher et le Loiret qui reçoit son nom le 26 février 1790. Le département du Loiret est divisé en sept districts : Orléans, Beaugency, Neuville, Pithiviers, Montargis, Gien et Boiscommun. Orléans passe du rang de capitale provinciale à celui de chef-lieu, non sans quelques oppositions puisque Montargis avait aussi revendiqué en décembre 1789 ce statut de chef-lieu. Le découpage du département ne tient aucun compte des répartitions anciennes : la Beauce est fractionnée en trois départements, la Sologne est également éclatée entre le Cher, le Loir-et-Cher et le Loiret. L'influence de la capitale parisienne toute proche s'affirme plus nettement au détriment de la vie politique locale qui se trouve affaiblie par ces bouleversements.
La loi sur la constitution civile du clergé votée le 12 juillet 1790 trouve un écho plutôt favorable auprès du clergé orléanais. La nouvelle organisation territoriale de l'Église est calquée sur le nouvel ordre politique, et les diocèses coïncident avec les départements. Le diocèse d'Orléans perd la moitié de la Sologne mais gagne une partie de Gâtinais, détaché du diocèse de Sens, et le Giennois, pris sur celui d'Auxerre supprimé. Les paroisses urbaines devant compter 6 000 âmes, leur nombre est réduit. Orléans passe de 25 à 6 paroisses. À la suite de leur évêque, Jarente d'Orgeval qui prête le serment constitutionnel, 90 % des prêtres du département acceptent la constitution civile du clergé en 1790. Les biens de l’Église sont déclarés biens nationaux le 2 novembre 1789, sur proposition de Talleyrand, puis leur vente est décidée. Ses modalités sont décidées de décembre à mai 1790. Elle achève de transformer l’Église de France en lui enlevant sa puissance foncière (ces ventes n'ont pas été étudiées dans le département). La vente des biens des émigrés achève de modifier la structure de la propriété foncière. C’est un des acquis de la Révolution, les ventes se poursuivant jusqu’aux années 1820, sous la Restauration. Une partie des biens communaux sont aussi partagés entre 1793 et 1796.

#### La radicalisation de la Révolution
Le calme relatif des débuts de la Révolution dans le Loiret explique qu'Orléans ait été choisie pour y installer la Haute cour nationale qui y siège deux fois, d’abord d’avril à septembre 1791, puis de février à septembre 1792. La première fois, elle est chargée de juger les « complices » de la fuite du roi, présentée par l’Assemblée comme un enlèvement, afin de conserver la monarchie. Seuls des seconds couteaux sont inculpés, puis graciés en septembre quand le roi accepte la Constitution.
Le 10 août 1792, à Paris, la monarchie est renversée. Le 29 août, Léonard Bourdon, jacobin et ami de Robespierre, arrive à Orléans en tant que commissaire du gouvernement. Le 3 septembre, 93 prisonniers qui devaient être jugés par la Haute cour sont transférés à Versailles mais ils sont massacrés par la foule le 9 septembre. Le 8 septembre, l’Assemblée départementale du Loiret nomme dix députés à la Convention. Trois se rallieront aux montagnards, dont Bourdon. Tous les députés du département votent la culpabilité de Louis XVI, quatre d’entre eux votent la mort du roi.
Le 21 février 1793, la Convention nationale ordonne la levée de 300 000 hommes à recruter dans les départements pour faire face aux dangers extérieurs et intérieurs. Le 15 mars, Léonard Bourdon, nommé représentant en mission pour le Jura et investi de pouvoirs étendus, s’arrête à Orléans. Malmené par des gardes nationaux, Bourdon fait déclarer la ville en état de rébellion. Le 10 avril, le 16e régiment de dragons prend position dans la ville et y fait régner la Terreur. Le 26 avril, la Convention décrète qu'Orléans n’est plus en état de rébellion. Mais neuf personnes, reconnues coupables d'une tentative d'attentat, qui n'en était pas un, envers le député Bourdon, sont exécutées.
L'Église catholique vit les heures les plus difficiles de son histoire. Pendant l'été 1794, les édifices religieux sont réquisitionnés : à Orléans, on célèbre la fête de l'Être suprême dans la cathédrale transformée en temple de la Raison. Par comparaison avec d'autres départements, le nombre des victimes de la Terreur est relativement peu élevé : 63 morts dont Guillaume de Malesherbes, ancien ministre et surtout défenseur de Louis XVI lors de son procès devant la Convention. La réaction thermidorienne passée, le Loiret panse ses blessures.

## XIXesiècle(1800-1914)

### Une succession de régimes politiques

#### Consulat et premier Empire (1799-1815)

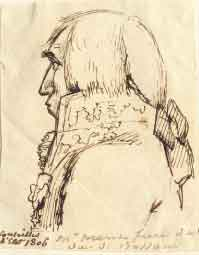
Jean Philibert Maret, premier préfet du Loiret.

Le coup d'État du 18 brumaire An VIII (9 novembre 1799) de Napoléon Bonaparte (qui meurt le 18 brumaire selon Pierre Larousse comme général républicain), marque la fin du Directoire et de la Révolution française, et le début du Consulat, soit le retour à une certaine paix civile. Officiellement installé le 1er janvier 1800 (11 nivôse an VIII), le Consulat, c'est « la fin de la république représentative et libérale que la bourgeoisie thermidorienne avait voulu établir. La crainte des forces populaires conduisait à la monarchie césarienne. »
La loi du 28 pluviôse an VIII (19 février 1800) porte sur l'administration locale. Le point le plus important de cette loi est la création des préfets. Elle conserve les départements hérités de la Révolution mais elle en redessine les divisions internes. Les districts deviennent des arrondissements, la commune est définie et le canton créé. À chaque niveau on trouve un fonctionnaire public (nommé) ainsi qu'une assemblée consultative (élue). Jean Philibert Maret, premier préfet du Loiret, prend ses fonctions le 30 mars 1800. Les sept districts du département sont remplacés par quatre arrondissements : Pithiviers, Orléans, Montargis et Gien. En 1926, les arrondissements de Gien et Pithiviers sont supprimés mais ce dernier est restauré en 1942.
Les guerres napoléoniennes n'ont que peu d'impact sur le Loiret : seules les levées de troupes affectent la population ou le blocus continental qui entrave un moment le commerce orléanais. Cependant, en 1814, lors de la déroute napoléonienne, les alliés, après avoir envahi Paris, atteignent le Gâtinais et les cosaques pillent Pithiviers, Gien et Châteauneuf-sur-Loire. Orléans est épargnée. L'impératrice et son fils arrivent à Orléans et en repartent le 12 février pour rejoindre l'empereur d'Autriche. Le jour même, les autorités se rallient à Louis XVIII. Après la bataille de Waterloo, en juillet 1815, les vestiges de l'armée française, sous la conduite du maréchal Davout, se retirent au sud de la Loire à la Source tandis que les adversaires en occupent la rive droite. Le maréchal Davout se soumet au roi, le 1er août avec les restes de l'armée impériale,.

#### Restauration et Monarchie Constitutionnelle (1815-1848)
La Restauration ouvre alors une ère de vie politique sans éclat. En 1815, le Loiret envoie quatre royalistes à la Chambre introuvable, deux pour Orléans, un pour Pithiviers et un pour Montargis, tous quatre royalistes. En 1816, cette Chambre est dissoute et le Loiret ne nomme plus que trois députés, tous royalistes, puis en 1820 un grand collège de deux élus est ajouté aux députés d'arrondissements, portant à cinq le nombre de députés. En 1824, tous les élus sont encore royalistes, mais en 1827 les libéraux remportent un grand succès dans tout le pays. Ils obtiennent quatre sièges sur cinq dans le Loiret : Cormenin à Orléans, Laisné de Villevèque à Pithiviers, Alexandre Périer à Montargis et Crignon de Montigny pour un des deux sièges du grand collège départemental. Seul le deuxième siège de ce grand collège reste acquis aux Royalistes avec Louis Alexandre du Gaigneau de Champvallins. Après que Charles X ait dissout la Chambre en 1830, le succès s'amplifie puisque les cinq candidats libéraux sont alors élus, Gabriel-Marie de Riccé succédant à Champvallins,. Proclamée le 9 août 1830 après les émeutes dites des « Trois Glorieuses », la monarchie de Juillet (1830-1848) succède en France à la Restauration. Louis-Philippe, devenu roi des Français, réunit les biens de l'apanage du duc d'Orléans, qui lui avaient été restitués par Louis XVIII au début de la Restauration, au domaine de l'État et cette institution, désormais périmée, disparaît en 1832.
En 1848, le régime de la monarchie de Juillet est usé et le mécontentement populaire est latent du fait des conditions économiques. Du 22 au 25 février 1848, sous l'impulsion des libéraux et des républicains, le peuple de Paris, à la suite d'une fusillade, se soulève à nouveau et parvient à prendre le contrôle de la capitale. Louis-Philippe, refusant de faire tirer sur les Parisiens, est donc contraint d'abdiquer en faveur de son petit-fils, Philippe d'Orléans, le 24 février 1848. Dans le Loiret, un début de soulèvement apparaît aussi, mais le calme revient rapidement. À l'élection présidentielle du 10 décembre, avec une participation de 87 %, le Loiret donne 64 722 voix (90 %) à Louis-Napoléon Bonaparte.

#### IIeRépublique et Second Empire (1848-1870)

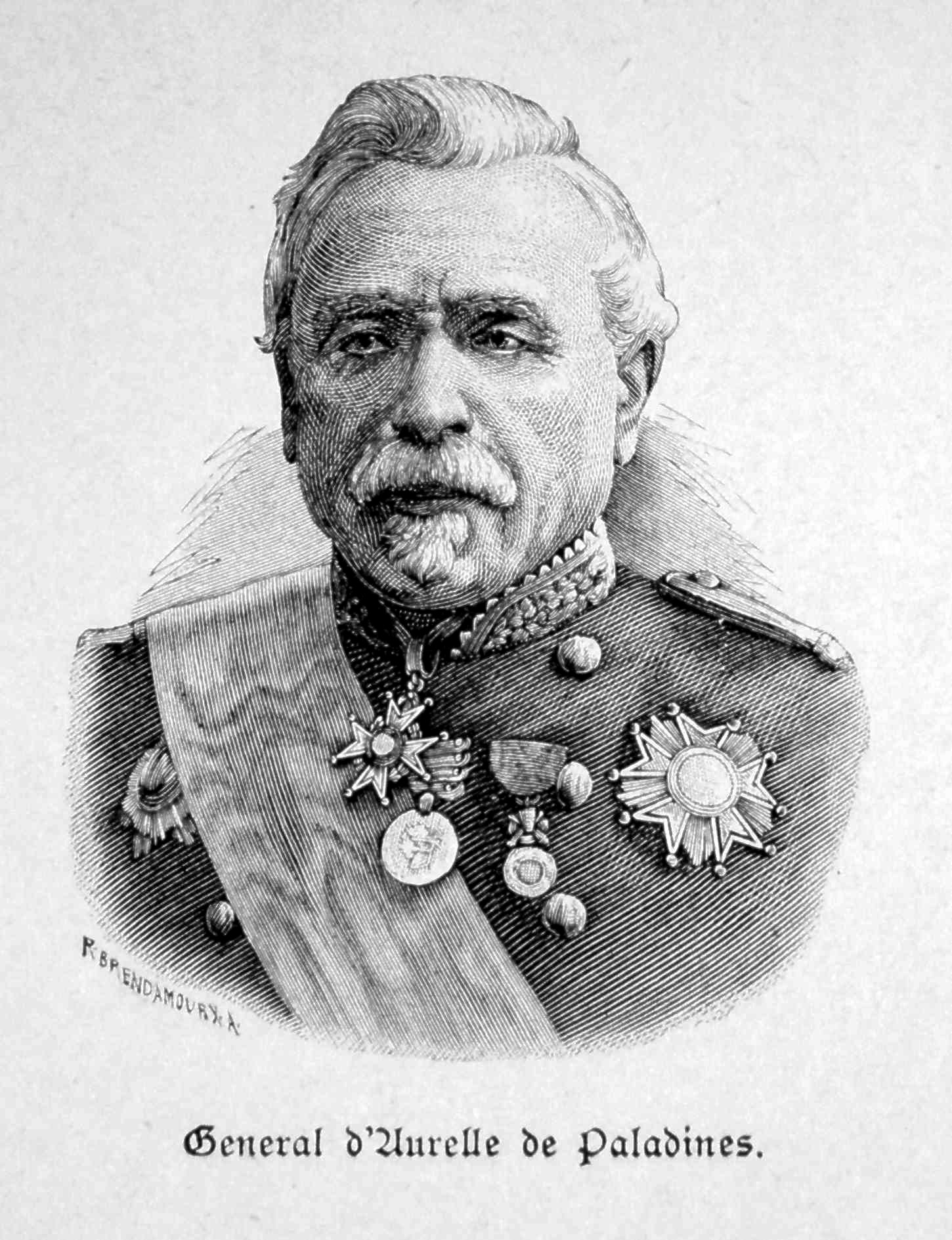
Général d'Aurelle de Paladines, vainqueur de la bataille de Coulmiers le 9 novembre 1870.

Après le coup d'État du 2 décembre 1851 de Napoléon III, le Loiret est un des rares départements à se soulever et est placé en état de siège afin de parer à tout soulèvement massif, comme 31 autres départements. De violentes manifestations républicaines éclatent à Montargis, Briare, Bonny-sur-Loire, Chécy et Orléans qui avait accueilli froidement le prince-président lors d'un de ses voyages de propagande. Mais l'instauration du Second Empire calme les esprits. Finalement, dans le Loiret plus de cinq cents opposants sont arrêtés, 229 personnes sont déportées dont deux à Cayenne et 227 en Algérie. La répression atteint surtout les milieux paysans, artisans et petits-bourgeois. Lors du plébiscite du 20 décembre 1851, le Loiret accepte le fait accompli et rallie Louis Napoléon Bonaparte avec 74 818 « oui »,.
Le pays est en paix jusqu'à la guerre franco-allemande de 1870 qui oppose les Français au royaume de Prusse. Le sort de la France se joue pour partie dans le Loiret où plusieurs batailles se déroulent. Malgré une résistance acharnée des soldats français à Artenay et dans les faubourgs d'Orléans, aux Aubrais et aux Aydes, et de Saint-Jean-de-la-Ruelle, Orléans est occupée le 11 octobre 1870. Battus, les Français se retranchent à Salbris où arrivent des renforts. L'armée française sous le commandement du général d'Aurelles de Paladines, victorieuse à la bataille de Coulmiers le 9 novembre 1870. est par contre défaite à la bataille de Beaune-la-Rolande, le 28 novembre 1870. Le département est sous occupation prussienne du 6 janvier au 16 mars 1871,.

#### IIIeRépublique (de 1870 à 1914)

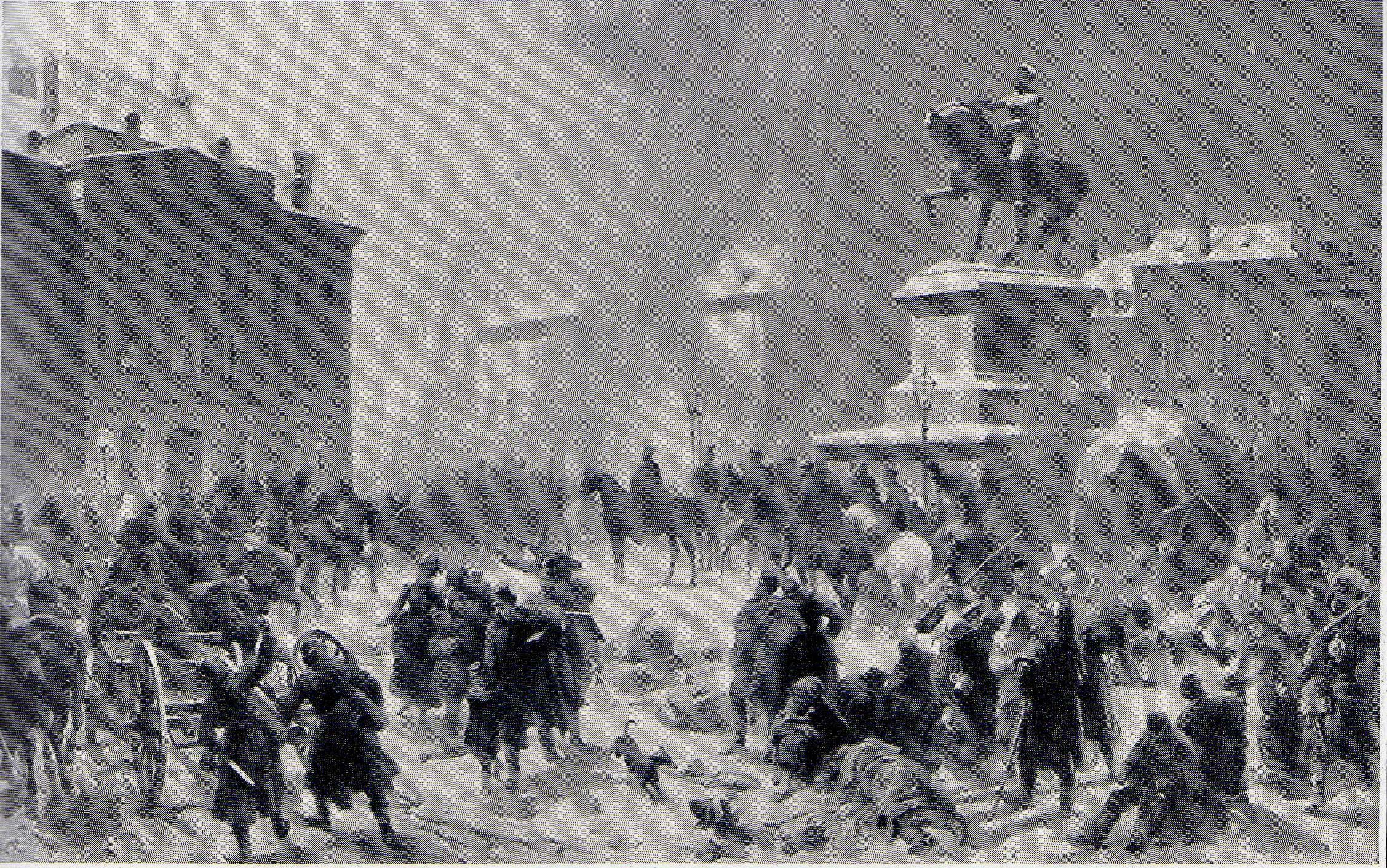
Entrée des Allemands à Orléans, 1870. Tableau de Ludwig Braun.

Après le traité de Francfort, signé le 10 mai 1871, le Loiret doit se reconstruire mais le retour à une vie normale est relativement rapide. La troisième République voit le triomphe des républicains modérés qui accaparent presque tous les postes-clés de la vie politique loirétaine : Eugène Fousset, député d'Orléans-1 de 1879 à 1888, puis sénateur du Loiret de 1888 à 1900; Adolphe Cochery, député de Montargis constamment réélu de 1869 à 1885, sénateur du Loiret de 1888 à sa mort en 1900, il est, en 1879, le premier ministre des Postes; Guillaume Devade, député de Gien, de 1876 à sa mort en 1888 ; Mesmin Bernier, député d'Orléans-2 de 1876 à 1889.
En 1879, le ministre de l'Instruction publique, Jules Ferry, franc-maçon et fervent partisan de l'idéal laïque, désire reprendre à l'Église, sur le terrain de l'enseignement, les avantages concédés naguère par la loi Falloux (1850). C'est dans cet esprit que, le 15 mars 1879, il dépose deux projets de loi, dont l'un se termine par le célèbre Article 7 : « Nul n'est admis à participer à l'enseignement public ou libre ni à diriger un établissement d'enseignement de quelque ordre que ce soit s'il appartient à une congrégation religieuse non autorisée ». La loi est votée sans cet article, annulé par le Sénat, et laisse ainsi aux congrégationnistes le droit d'enseigner. Dans le Loiret, un cinquième des écoles primaires publiques, celles qu'on appelle encore les écoles communales, avait un directeur et tout ou partie de leur personnel appartenant à une congrégation. Malgré cela le gouvernement publie le 18 mars 1880 deux décrets, l'un donnant trois mois aux Jésuites pour se disperser, l'autre prévoyant la dissolution de tous les établissements d'instruction congréganiste. La guerre scolaire est déclarée. Quatre communautés sur les quarante que comporte le diocèse d'Orléans sont ainsi dissoutes, mais les dissolutions s'arrêtent là.
La loi du 1er juillet 1901, régissant les associations bénévoles mais traitant aussi des congrégations religieuses, durcit le dispositif, remettant en cause le modus vivendi existant depuis 1880. Le député du Loiret Fernand Rabier (député de 1888 à 1919), radical et franc-maçon, est un serviteur zélé de la loi de 1901 expulsant les congrégations et de celle du 9 décembre 1905, imposant les inventaires des biens du clergé en dépit des manifestations de sympathie à l'égard de l'Église, dans tout le département. Lors de son mandat municipal à Orléans (1912-1919), il distingue très nettement la commémoration laïque et officielle de la libération de la ville par Jeanne d'Arc, à l'extérieur de la cathédrale, de celle, religieuse, qui se déroule à l'intérieur.

### Modernisation de l'économie

#### Progrès de l'agriculture
L'agriculture est favorisée par des méthodes agronomiques en progrès et l'utilisation d'un matériel plus performant. En Beauce, la culture céréalière reste prédominante, mais une partie des terres arables est désormais affectée à la culture de la betterave sucrière. La jachère tend à reculer un peu partout, notamment en Val de Loire où les terres fertiles sont désormais protégées avec les levées des débordements du fleuve. La partie très riche comprise entre Sologne et Beauce est presque totalement occupée par des cultures de plein champ (asperges, haricots, pommes de terre…) que l'on retrouve également en Gâtinais. La consommation d'engrais conjuguée avec la généralisation de l'emploi des machines accroît de façon significative la productivité. Cette hausse des rendements a malgré tout son revers : la mécanisation, supplantant l'énergie humaine, conduit à un exode rural qui dépeuple partiellement les campagnes.
La vigne est omniprésente dans le val ouest Orléanais. Mais la première et plus importante des crises agricoles au niveau national éclate à la fin du XIXe siècle, avec l'épidémie de phylloxéra. Partie du Languedoc, l'invasion phylloxérique atteint le Loiret en 1876. De 32 000 hectares dans le département en 1875, la vigne est réduite à 19 978 en 1982. La fin du siècle est également marquée par la disparition de la culture du safran, introduite depuis le XIVe siècle dans le département, et par des catastrophes forestières du fait en particulier de l'hiver rigoureux de 1878-1879.

#### Évolution des moyens de transport

Fin de la navigation à voile pour le transport de marchandises vers la capitale : comparaison entre la fin du règle de Louis XIV et en 1838 (navigation à vapeur sur la Seine à partir de Rouen)

La métamorphose des moyens de transport va avoir des conséquences profondes sur la vie économique. Les routes qui étaient dans un état déplorable au moment de la Révolution vont être rénovées. Sous la monarchie de Juillet le réseau routier départemental est quasiment achevé et on entame la construction des grandes voies de communication. Les transports routiers de marchandises prennent ainsi de l'ampleur, mais vont bientôt devoir faire face à la redoutable concurrence du chemin de fer. Après plus de dix ans d'études et travaux, la ligne Paris-Orléans est inaugurée le 2 mai 1843, suivie de peu par la ligne Orléans-Tours ouverte le 1er avril 1846 puis la ligne Orléans-Vierzon le 15 novembre 1847. Ainsi sur le trajet Paris-Orléans-Vierzon, le transport des marchandises par voitures à chevaux baisse de 80 % entre 1844 et 1851.
La batellerie de Loire qui avait assuré le succès du commerce orléanais sous l'Ancien Régime vit ses derniers beaux jours. Des efforts de modernisation tentent cependant de donner une nouvelle vie à la navigation fluviale. Un service régulier de bateaux à vapeur entre Orléans et Nantes est ainsi inauguré le 1er mai 1829. Le trafic fluvial a baissé depuis l'ancien régime et l'Empire, où on comptait 4 à 5 000 bateaux, mais un millier de voiliers circulent encore entre Briare et Nantes. La mise en service des compagnies des Inexplosibles de la Basse-Loire ou de la Haute-Loire, créées entre 1840 et 1843, ne parvient pas à enrayer le déclin inéluctable de ce moyen de transport trop soumis aux caprices du fleuve,. À la descente, le trafic résiste un peu, mais disparaît définitivement en 1880.

#### Nouvelles industries

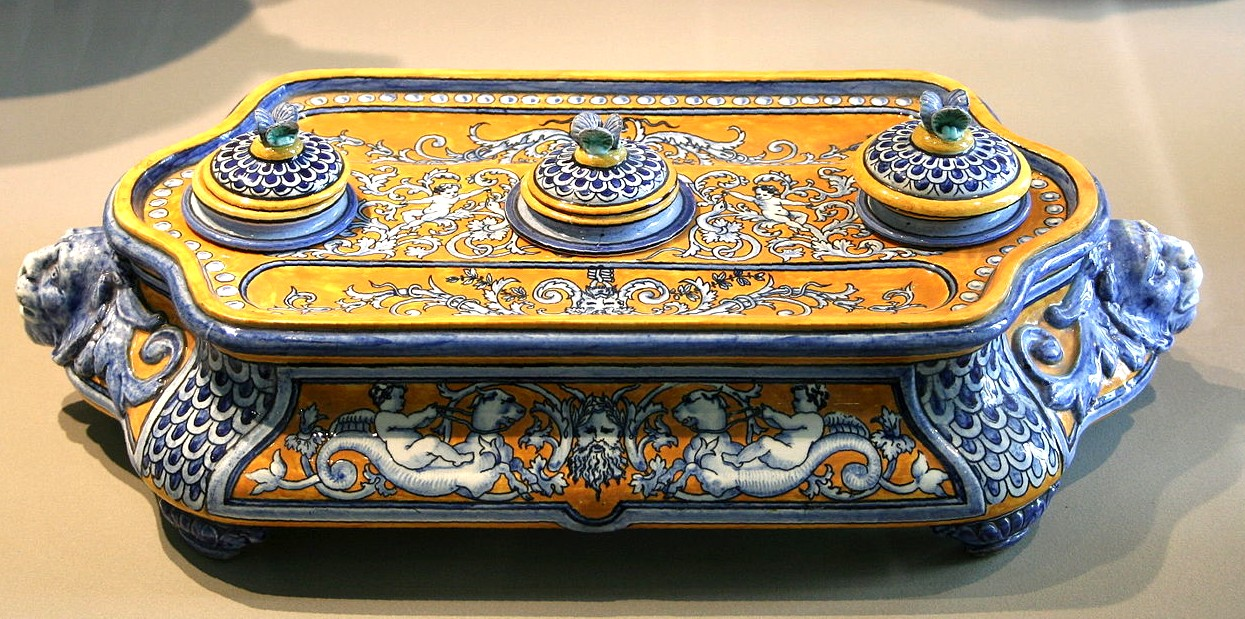
Encrier en faïence de Gien. La Faïencerie de Gien est créée en 1821 par l'anglais Hall.

Sans grande ressource du sous-sol, le Loiret manque la révolution industrielle, fondée sur le charbon et le fer, puis la fonte et l'acier, mais depuis le XVIIIe siècle, il bénéficie d'une industrialisation souple et diverse, qui connaît toutefois au début du XIXe siècle la stagnation voire le déclin. Ainsi Orléans voit chuter régulièrement le nombre des manufactures de laine, des fabriques travaillant le coton et des raffineries de sucre de canne qui disparaissent totalement en 1850. Les causes invoquées sont l'amélioration des moyens de transport et la centralisation parisienne qui concentre les activités industrielles et commerciales dans la capitale et la vallée de la Seine, mais une autre raison est aussi à chercher dans le fait que la bourgeoisie orléanaise préfère replier ses investissements dans la terre ou les spéculations boursières.
Montargis voit aussi le déclin de l'industrie du papier et du textile. En 1808, Jean-Bernard Cardon négociant de Paris en textile, rachète deux papeteries à Montargis : il garde celle de Buges, qui fonctionne encore pendant 75 ans, et transforme celle de Langlée en filature de coton où 600 personnes étaient employées en 1824. Mais à la mort de Jean-Bernard Cardon en 1832, touchée par la concurrence anglaise, la filature de Langlée commence à péricliter, puis cesse toute activité en 1845.
Malgré ce marasme du début du siècle, quelques capitaines d'industrie se développent ou créent des activités nouvelles. À Orléans, la conserverie Gravier abandonne les méthodes anciennes de salaison et de séchage pour «l'appertisation» dès que le procédé inventé par Nicolas Appert devient public en 1810. En 1821, l'industriel anglais Hall crée la manufacture de faïence de Gien qui va couvrir de ses carreaux les couloirs et les stations du métropolitain.
Dans la seconde moitié XIXe siècle, l'industrialisation du Loiret se développe, sans industries lourdes, mais par la prolifération d'industries légères très diverses : alimentaires, textiles, métallurgiques, mécaniques ou chimiques. À Orléans, la vinaigrerie fabrique le tiers du vinaigre de vin français, la bonneterie cède la place à la confection et à la corseterie, la couverturerie complète le tissage de couvertures commerciales par celui des couvertures militaires pour atteindre la moitié de la production française.
Des industries nouvelles, telles la métallurgie de transformation et la mécanique s'affirment. Le Loiret profite alors de la modernisation de l'agriculture et de l'apparition de la «seconde révolution industrielle», celle du pétrole et de l'électricité. L'équipement de la grande culture beauceronne entraîne la création d'entreprises de machinisme agricole. À Châteauneuf-sur-Loire, l'ingénieur Ferdinand Arnodin crée une entreprise de construction de ponts transbordeurs et suspendus en employant la main-d'œuvre qualifiée laissée libre par la fin de la navigation. Grâce à la maison Delaugère et Clayette, Orléans ne manque pas les débuts de l'automobile. En 1845, Jean-Félix Bapterosses, fabricant parisien de boutons en céramique, choisit Briare pour s'agrandir en province et fabriquer par millions perles, boutons et mosaïques. Dans le Montargois, l'activité repart en 1853 grâce à l'Américain Hiram Hutchinson qui loue l'usine abandonnée de Langlée pour y installer une fabrication de caoutchouc, exploitant les brevets de Charles Goodyear. L'usine est toujours en activité.

## XXesiècle

### Première Guerre mondiale

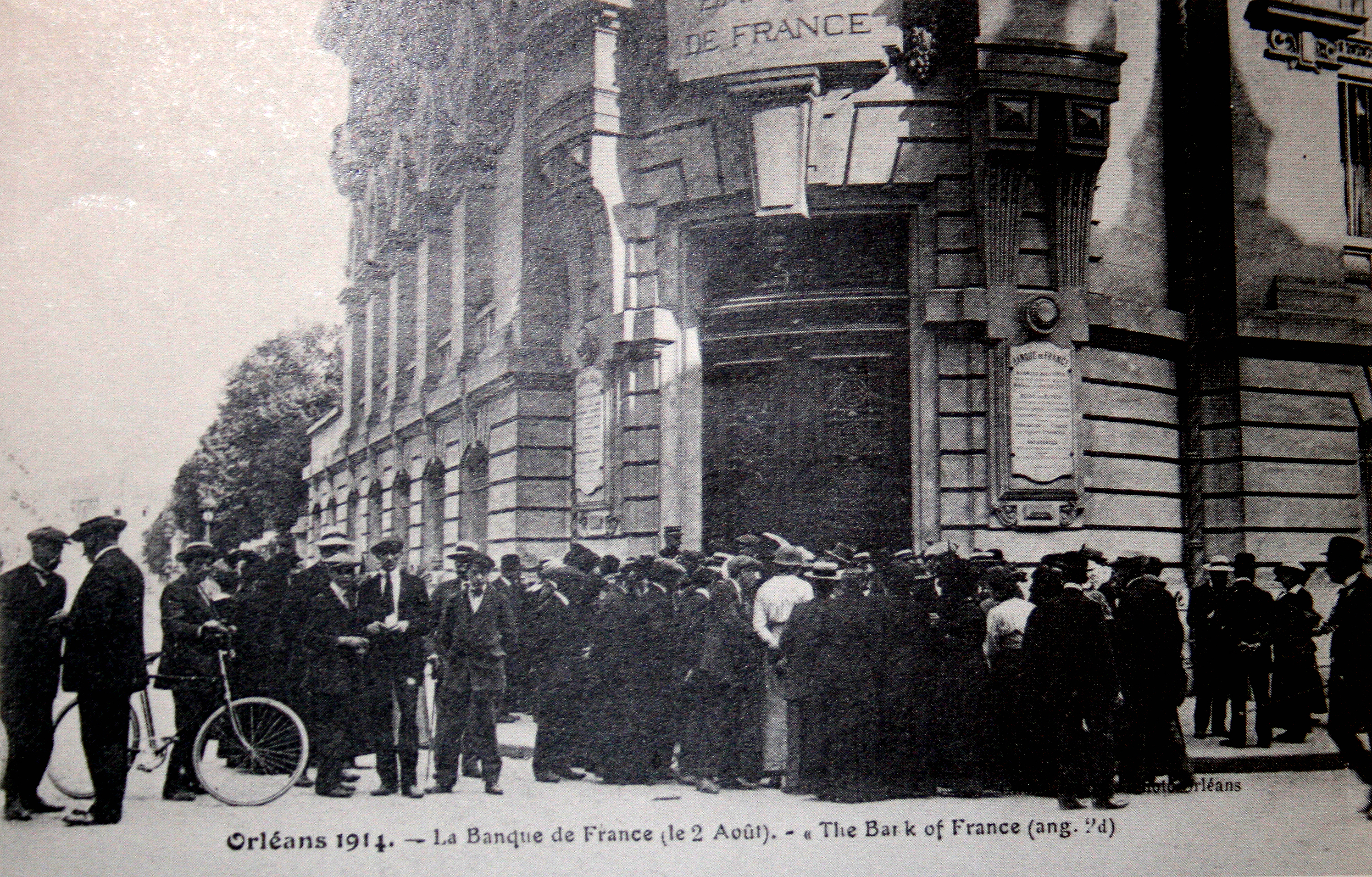
File d'attente devant la Banque de France d'Orléans, le 2 août 1914, jour de la mobilisation générale en France.

Le 29 juillet, la Russie déclare unilatéralement la mobilisation partielle contre l'Autriche-Hongrie. Le lendemain, 30, et les jours suivants, une certaine panique commence à s'emparer des Orléanais qui assiègent la Banque de France pour échanger des billets contre des espèces métallique. Le samedi 1er août 1914, dans l'après-midi, est déclarée la mobilisation générale pour le 2 août. Les clochers sonnent le tocsin, la stupeur et la consternation s'emparent d'une population prostrée. Les trains chargés d'appelés et de matériels partent de la gare d'Orléans vers le front dans le Nord-Est du pays. Très rapidement, à partir du 10 août commencent à arriver des réfugiés et des blessés. Dans les villes, les bâtiments scolaires sont transformés en hôpitaux pour soigner les nombreux blessés du front. Dans les campagnes, les municipalités organisent l'entraide de tous les habitants pour achever les moissons et procèdent aux réquisitions de seigle, d'avoine, de paille.
Dès le mois de septembre, les Allemands prennent l'avantage avant d'être stoppés par la première bataille de la Marne, du 6 au 10 septembre, prélude à une terrible guerre d'usure dans les tranchées où nombre d'appelés connaissent un destin tragique, la France étant, après la Russie et l'Allemagne, le pays avec le plus de blessés, morts et disparus. Toutes les forces vives sont appelées, vieillards, femmes et enfants. Mais la guerre dure et affecte les campagnes. Non seulement les hommes valides font défaut, mais aussi les chevaux car l'armée en réquisitionne entre 10 et 12 000 de 1914 à 1916. Comme l'agriculture, l'industrie doit s'adapter. Les usines sont reconverties pour l'effort de guerre. Les hommes jeunes sont partis combattre, on fait donc appel, dans un premier temps, aux retraités, aux réformés, aux blessés de guerre rentrés du front et surtout aux femmes pour assurer la production. Les « femmes-wattmen » qui conduisent les tramways à Orléans, sont les plus en vue du grand public. Dans un second temps, les prisonniers de guerre sont également mis à contribution, tandis que l'on fait de plus en plus appel à la main d'œuvre coloniale et étrangère (des Kabyles à la sucrerie de Pithiviers, des Indochinois à Orléans).
Au cours de l'hiver 1914-1915, arrivent des troupes britanniques composées notamment de soldats indiens, dont les célèbres lanciers du Bengale qui bivouaquent entre Olivet et Saint-Cyr-en-Val. Dès 1916 les denrées commencent à manquer. Le 15 avril 1918, une carte individuelle d'alimentation et une carte de pain nationale sont mises en place.
L'armistice du 11 novembre 1918 met fin aux hostilités. Les fêtes de la victoire sont fixées au 3 août 1919. Le 131e régiment d'infanterie de ligne, celui qui « a presque sauvé la France à Noyon, dans les journées du 23 au 26 mars 1918 », y défile triomphalement à Orléans. Proportionnellement au nombre des mobilisés, la 5e région militaire d'Orléans possède, avec 20,2 %, le plus fort taux de perte en France (47 600 tués ou disparus pour 235 000 mobilisés), la moyenne nationale étant 16,1 %.

### Entre-deux-guerres

#### Le poids de la guerre
Au lendemain du conflit, le département est fragilisé, d'un point de vue démographique et économique. Alors que l'on relevait encore 364 061 habitants en 1911, on n'en compte plus que 337 224 en 1921, le Loiret perd ainsi un peu plus de 7 % de sa population. Aux traumatismes physiques de ceux qui rentrent du front (mutilés de guerre, victimes des gaz notamment), il convient d'ajouter les nombreux traumatismes psychologiques. Le mouvement de solidarité entre victimes de la guerre s'organise et deux associations sont créées : les Mutilés du Loiret et l'Union des Combattants du Loiret qui verront leurs effectifs augmenter respectivement à 7 000 pour les Mutilés et 16 000 pour les Combattants.
Se pose aussi le problème de la reconversion des industries entièrement orientées vers l'effort de guerre. L'usine d'Ambert, construite en 1917 par la Compagnie générale d'électricité pour fabriquer de grenades, est reconvertie en fabrique de moteurs électriques. Les industries de mécanique produisent des machines agricoles. Les industries textiles qui fabriquaient en particulier des couvertures pour les hommes de troupes se maintiennent par contre difficilement, du fait de la concurrence britannique. Les entreprises plus modestes ont quant à elles plus de difficultés.

#### Défiance vis-à-vis de la classe politique
En 1924, le climat politique change. Mécontents des politiques économiques du Bloc national (1919-1924), les Français recommencent à voter à gauche. Les trois sénateurs radicaux renouvelables en janvier sont élus facilement : Fernand Rabier, Henri Roy et Marcel Donon, maire de Pithiviers. En 1926 le président Gaston Doumergue demande à Raymond Poincaré de former un gouvernement d'union nationale (22 juillet 1926). Désireux de redresser une économie moribonde, le gouvernement réforme une organisation territoriale jugée trop coûteuse. Dans le département, les arrondissements de Gien et de Pithiviers sont supprimés par décret du 10 septembre 1926.
Dès la fin des années 1920, partout en France l'antiparlementarisme renaît dans les classes moyennes, alimenté par les compromissions, réelles ou supposées, des hommes politiques avec des financiers véreux. L'affaire Hanau en 1928 puis Stavisky en 1934 défrayent la chronique et spolient de nombreux petits épargnants. Le département est en particulier éclaboussé. À plusieurs reprises, le maire d'Orléans, Eugène Turbat, radical socialiste donc suspect a priori pour la droite, doit se défendre publiquement dans la presse d'avoir étouffé des affaires.
Jusqu'au début des années 1930, le département vote au centre-gauche : le parti radical domine, la Section française de l'Internationale ouvrière (SFIO) et le parti communiste français sont faibles dans le Loiret. L’émeute du 6 février 1934 à Paris (16 morts) provoque une forte émotion d'abord, l'organisation d'une résistance antifasciste ensuite : meetings, manifestations rassemblant plusieurs milliers de personnes, et surtout création de 77 comités (avec 5 000 membres) en un an,, effectifs qui placent le département dans les tout premiers en France. La résistance armée à un éventuel coup d'État fasciste est même planifiée. Ce mouvement aboutit en février 1935 à la rédaction d’un programme de Front populaire local, en avance sur le Front populaire national. À partir de 1936, les difficultés du Front populaire sont à l'origine du rapide déclin des comités antifascistes dans le Loiret, et même si en octobre 1938 Jean Zay fait une intervention sur la politique de Daladier devant le comité d'Orléans, en 1939 il est patent que le déclin est irréversible.

#### Réfugiés espagnols
Dans les années 1930, le Loiret abrite de nombreux réfugiés espagnols. Il y a d'abord en 1934 l'arrivée de 235 insurgés des Asturies accueillis à Orléans.
L’avance consentie par la municipalité d’Orléans n’est pas remboursée en 1936, quand les premiers réfugiés de la guerre civile espagnole arrivent. Entre le 29 janvier et le 8 février 1939, plus de 2 800 réfugiés espagnols fuyant l'effondrement de la république espagnole devant les troupes de Franco, arrivent dans le Loiret. Devant l'insuffisance des structures d'accueil d’Orléans, 46 centres d’accueil ruraux sont ouverts. Le camp de la verrerie des Aydes, à Fleury-les-Aubrais, ne proposait au départ qu’un toit et le ravitaillement : il n’y avait qu’un poêle par dortoir, et on n’installa des châlits que progressivement pour les réfugiés. Les réfugiés accueillis dans le département sont essentiellement des femmes et des enfants : les hommes sont désarmés et retenus dans le Sud de la France. Ceux qui sont reçus dans le Loiret sont soumis à une quarantaine stricte, vaccinés, le courrier est limité, et le ravitaillement, s'il est peu varié et cuisiné à la française, est cependant assuré (une historienne note ainsi les « aliments déconcertants pour des Espagnols »). Dès le 6 février, les hôpitaux de Beaugency et d’Orléans sont débordés, et des infirmeries provisoires sont mises en place, jusqu’à l’installation d’un hôpital de campagne à la gare de tramways de Saint-Marceau.
Les organisations politiques (PCF et Jeunesses communistes) et syndicales de gauche se mobilisent massivement ; d’autres organisations, comme la Ligue des droits de l'homme d’Orléans appelle à la solidarité ; le Parti social français, de droite, manifeste en soutien en 1939. Dans le département, les réfugiés bénéficient d’une aide humanitaire qu’on ne retrouve pas ailleurs, celle des quakers qui visitent régulièrement le camp de la Verrerie.
À l'incitation du gouvernement français qui facilite les conditions du retour, une partie des réfugiés rentrent en Espagne. Ceux qui restent sont regroupés au camp de La Verrerie. Ils sont encore nombreux en décembre. Devant les impératifs de la guerre, la fermeture du camp est prévue pour le 10 mars, puis pour le 1er juin : les réfugiés sont, comme toute la France, pris dans l’exode provoqué par la débâcle de l’armée française.

### Seconde Guerre mondiale

#### Drôle de guerre et occupation

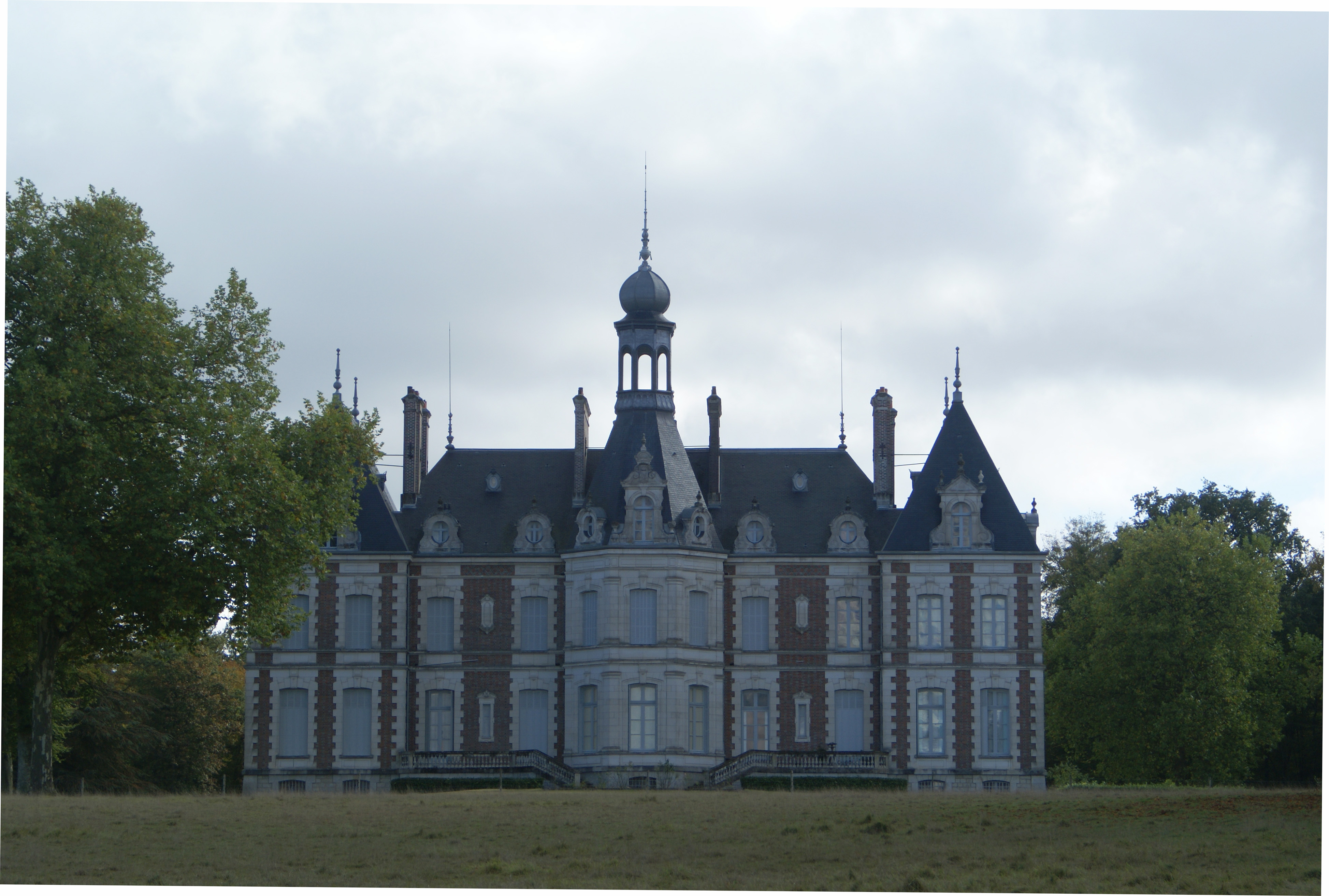
Le château du Muguet où se tint la conférence dite de Briare.

De l'automne 1939 au printemps 1940, l'effondrement rapide de la Pologne et la participation de l'URSS à son partage accroissent la crainte de l'ennemi et l'opinion publique est divisée devant la passivité militaire française. Le Loiret paraît loin du front, mais avec l'offensive allemande sur la Meuse, apparaissent des colonnes de réfugiés en provenance du Nord et des Ardennes.

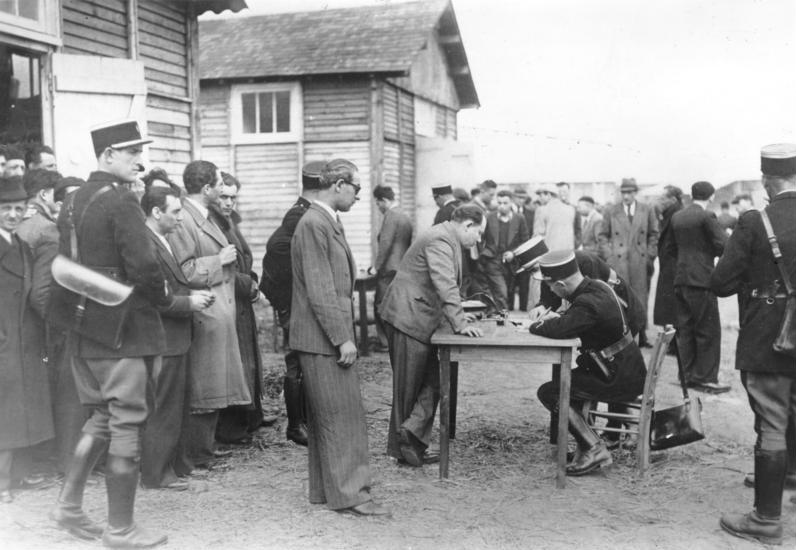
Enregistrement des victimes de la rafle du billet vert par la police française à leur arrivée au camp de Pithiviers.

L'état-major général de l'armée française, installé près de Briare au château du Muguet, essaie d'organiser un front sur le fleuve. Des troupes françaises prennent position à Orléans, Beaugency, Sully-sur-Loire, Châteauneuf-sur-Loire, Saint-Denis-de-l'Hôtel. La conférence de Briare se déroule les 11 et 12 juin 1940 et constitue l'avant-dernière réunion du Conseil suprême interallié. Elle marque la seconde rencontre entre de Gaulle et Churchill. Le 14 juin, le sud de la Loire est évacué et c'est l'exode. Villes et villages se vident de leurs habitants. Dans la nuit du 14 au 15 juin 1940 commence le pilonnage de l'aviation ennemie et les troupes allemandes entrent dans Orléans le 16 juin 1940. Ce même jour, le maréchal Pétain forme un gouvernement à Bordeaux dont le premier acte est de demander l'armistice qui est signé le 22,.
Intégré à la zone occupée, le Loiret est administré par les autorités militaires allemandes. Celles-ci installent à Orléans, rue de la Bretonnerie, une Feldkommandantur (préfecture militaire) dont la compétence s'étend, jusqu'en avril 1942, au Loiret, au Loir-et-Cher, à l'Eure-et-Loir et à la partie occupée du Cher.
La population vit alors sous le régime de l'occupation, fataliste, mais troublée quand Pétain rencontre Hitler, le 24 octobre 1940 à Montoire. « Pétain n'a d'autre issue que de collaborer s'il ne veut pas disparaître de la scène » et « s'illusionne sur les fruits qu'il pourrait retirer de la collaboration d'État » après cette entrevue. Rappelé au pouvoir en avril 1942, Pierre Laval qui, dans un discours à la radio le 22 juin, « souhaite la victoire de l’Allemagne », accroît l’impopularité du régime.
Le département est le siège de trois camps de transit établis à Beaune-la-Rolande, Jargeau et Pithiviers. Construit en 1939 pour y enfermer les futurs prisonniers de guerre allemands de la Seconde Guerre mondiale, le camp de Beaune-la-Rolande sert en fait aux Allemands dans un premier temps à regrouper des prisonniers de guerre français avant leur envoi en Allemagne, puis dès le 14 mai 1941 et la rafle du billet vert à accueillir des Juifs étrangers arrêtés en France avant leur acheminement en Allemagne, comme pour les deux autres camps.

#### Résistance et libération

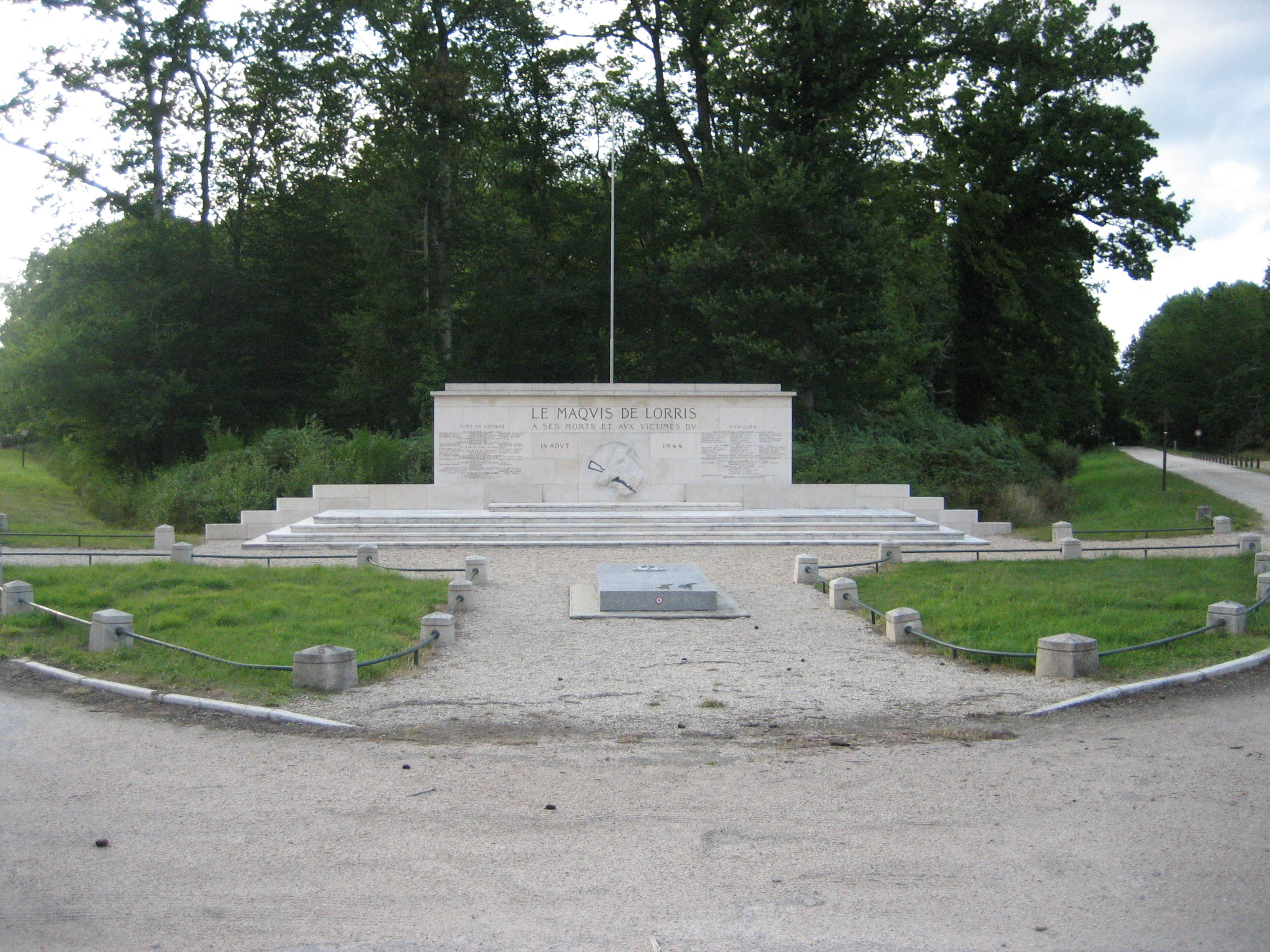
Le monument aux morts du maquis de Lorris.

Les premiers actes de résistance active apparaissent dès 1940. Il s'agit au départ essentiellement d'inscriptions subversives et de lacérations d'affiches. Un premier sabotage de ligne téléphonique a lieu dans la nuit du 18 au 19 août. Rapidement l'action clandestine s'organise. Deux mouvements majeurs entrent très tôt en résistance, :
- le Front national, mouvement formé en France à l'instigation du parti communiste, très actif à partir de 1941. Le groupe Chanzy est décimé à l'automne 1943, mais les effectifs grossissent néanmoins et en 1944, le Front national du Loiret aura à sa tête Louis Péron, un ancien détenu communiste évadé du camp d'internement de Voves ;
- Libération-Nord à Orléans, d'inspiration syndicaliste et socialisante, qui est décimé à l'automne 1943, mais se reconstruit en février 1944 avec à sa tête Claude Lemaitre, un industriel de Châteauneuf-sur-Loire.

Le réseau Vengeance, sous la direction de Claude Lerude, effectue un gros travail de renseignement avant d’être décimé à son tour en janvier 1944.

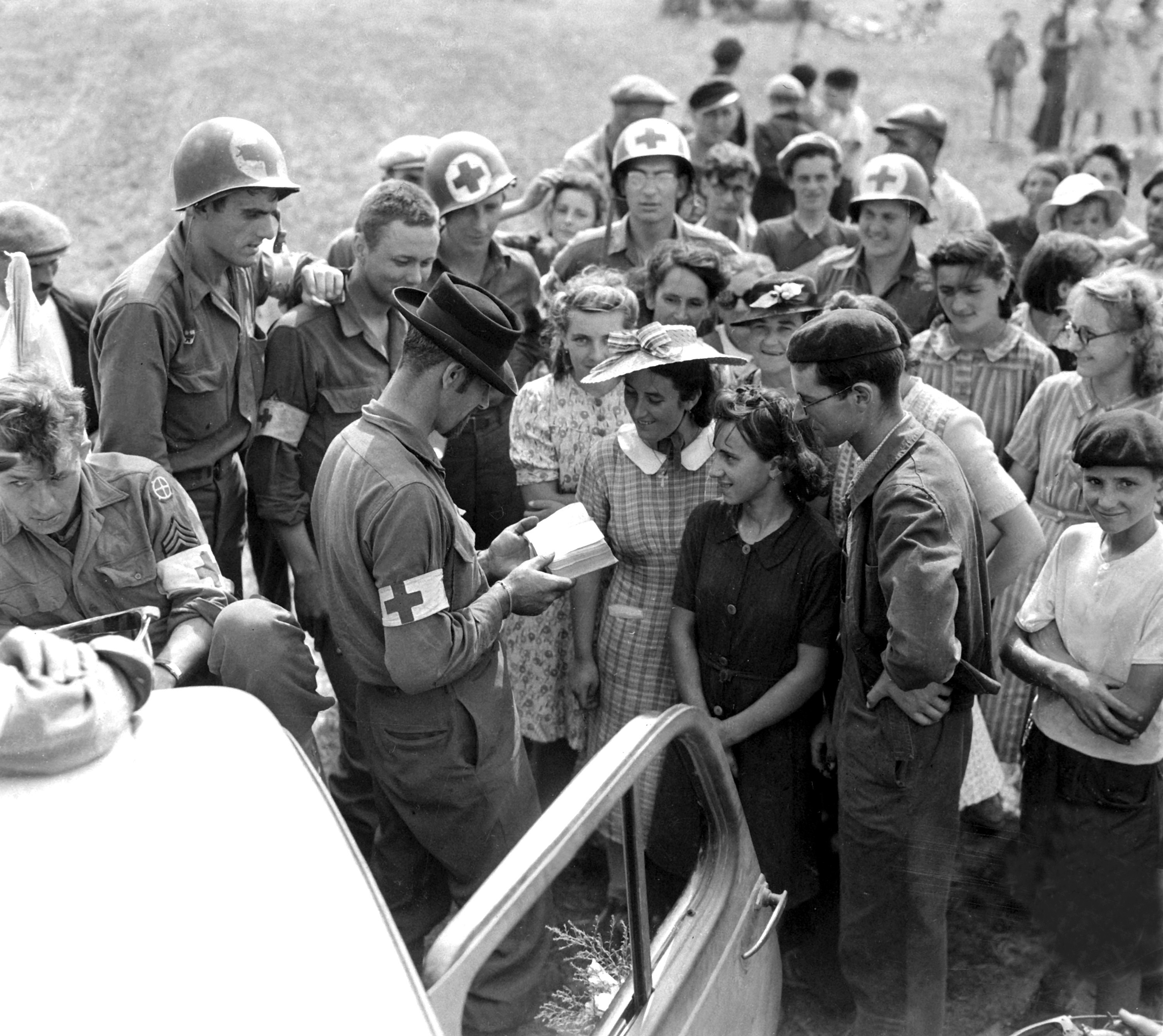
Troupes américaines à Orléans, le 19 août 1944.

De nombreux maquis voient le jour dans le Loiret, en Sologne et en forêt d'Orléans, le plus connu étant le maquis de Lorris sous la direction du colonel Marc O'Neill.
Les premières bombes anglo-américaines tombent sur Orléans le 21 mai 1943, mais c'est surtout en mai et juin 1944 qu'Orléans subit plusieurs bombardements de grande ampleur. La percée du front allemand de Normandie par les troupes américaines à Avranches va précipiter les événements. Le 15 août elles pénètrent dans le Loiret. Une colonne arrive à Épieds-en-Beauce et Tournoisis puis gagne Saint-Péravy-la-Colombe. Un regroupement avec les FFI a lieu à Coinces. Le lendemain 16 août, les troupes alliées arrivent à Saran. Dans la soirée, la ville au nord de la Loire est libérée, le sud ne le sera que quelques jours plus tard par les troupes FFI, des troupes allemandes s'y étant réfugiées après avoir fait sauter le pont George-V.

Des combats se poursuivent au sud de la Loire pour se terminer à Beaugency. Cerné par les FFI, le général Elster à la tête de quelque 20 000 Allemands préfère sauver la vie de ses soldats que de mener un combat désespéré. Le 10 septembre à Issoudun, il se rend au général américain Macon. Le département du Loiret est désormais libre mais doit attendre la capitulation de l'Allemagne les 7 et 8 mai 1945 pour pouvoir vraiment célébrer la victoire, célébration qui intervient le 8 mai 1945, jour de la fête de Jeanne d'Arc.

### 1945-1960: reconstruction

#### Reconstruction des grandes villes
À l'issue de la guerre, cinq villes ont subi des dommages importants dans le Loiret : Orléans, Gien, Sully-sur-Loire, Châteauneuf-sur-Loire et Saint-Denis-de-l'Hôtel. Sur l'ensemble du département, ce sont 28 095 habitations qui sont détruites (6 637 totalement et 21 458 partiellement), 931 bâtiments professionnels non agricoles, 859 bâtiments publics et 1 416 bâtiments agricoles.
La reconstruction de Gien est exemplaire. Malgré les changements politiques et la succession des destructions, c'est un processus ininterrompu qui permet à la ville de Gien d'être rebâtie « à l'identique » selon les vœux de ses habitants, associant pierres de taille et mosaïques de briques noir et rouge. De même les nouvelles habitations de Sully-sur-Loire présentent une belle unité, élégamment rebâties avec des façades à corniches de briques.
Pour Orléans, les plans de la reconstruction sont élaborés dès 1941 mais les travaux ne sont pas engagés. Raoul Dautry, ministre de la reconstruction et de l'urbanisme, entend prendre Orléans comme modèle de réflexion et d'expérience. Mais deux tendances s'affrontent, les tenants d'une conception traditionaliste de la ville et les avant-gardistes qui souhaitent profiter des espaces libres pour concevoir une ville ouverte sur le futur. Le maire, le docteur Pierre Chevallier, tenant compte des avis des habitants, tente un compromis. Mais les travaux s'étirent dans le temps et si le centre est bien est reconstruit selon l'ancien tracé il n'y a pas de refonte générale du quartier Gare et de remodelage fonctionnel de l'agglomération, la création du quartier de La Source au sud, à partir des années 1960 ne facilitant pas l'achèvement du grand Orléans.

#### Présence américaine
Peu après la signature du traité de l'Atlantique nord en avril 1949, Orléans est choisie pour abriter le Quartier général de la Ligne de communications des forces américaines en Europe. Cet organisme a une vocation logistique : organisation et gestion de l'acheminement et de la maintenance du personnel, des approvisionnements et des matériels. La « colonie américaine » d'Orléans compte entre 12 000 et 13 000 personnes. Cette présence américaine donne du travail à plus de 2 400 civils français. Après le retrait de la France de l'OTAN, décidé en février 1966, les troupes américaines quittent le Loiret en mars 1967, conduisant à classer Orléans en zone de sous-emploi du fait des nombreuses personnes subitement sans emploi,.

### 1960-1975: modernisation en marche

#### Essor économique

Centre de chèques postaux (actuellement Centre financier de la Banque Postale), construit dans les années 1960, quartier de la Source, Orléans.

Le Loiret bénéficie de l'essor économique des Trente Glorieuses et du mouvement d'industrialisation de la nation. Le 30 mai 1960, un plan départemental d'industrialisation est rendu public. Élaboré avec le concours de la CCI, il table sur la création d'une dizaine de milliers d'emplois dans les cinq années suivantes. On juge alors raisonnable de prévoir l'aménagement de 300 hectares de terrains industriels, dont un quart dans l'agglomération orléanaise. Dans le même temps (1957), la société d'économie mixte pour l'équipement du Loiret (SEMPEL), voit le jour sous l'impulsion du Conseil général. En juin 1960 on apprend que l'usine John Deere s'implante à Saran, première d'une longue série d'autres implantations.
En 1959 la Ville d'Orléans et le Département du Loiret achètent le domaine de La Source, d'une superficie de 407 hectares avec comme perspective l'aménagement d'un quartier nouveau et la renaissance de l'Université d'Orléans. En 1962, le préfet Pierre Dupuch fait part d'un programme prévoyant la construction de 1 000 logements par an pendant huit ans. C'est Louis Arretche, grand architecte (le reconstructeur de Saint-Malo), qui est désigné par le Ministère pour dresser le plan de la zone à urbaniser en priorité (ZUP) de La Source. Les Centres de chèques postaux (CCP) se décentralisent, ce qui permet la création de près de 4 000 emplois. C'est ensuite le BRGM qui s'installe en 1963 sur un terrain de 30 hectares tandis que se profilent d'autres décentralisations de services publics ou d'entreprises de niveau national ou régional : l'Insee, le Centre de facturation EDF, le service des Impôts, Renault, les parfums Orlane, les laboratoires Substantia, l'Agence de Bassin Loire-Bretagne, Sandvik France.
Malgré la diminution de 44 % de la population active en agriculture, la population du département s'accroît notablement. Elle passe de 360 523 en 1954 à 430 629 en 1968 (+ 19 %). L'une des conséquences de cet essor économique c'est la présence dans le Loiret plus de 30 000 travailleurs étrangers pour l'année 1972. Des ateliers et des chantiers sont ouverts partout. L'heure est à la croissance et au plein emploi.
À l'automne 1964, le Préfet confirme que l'Hôpital régional s'installera bien à La Source. Robert Boulin en pose la première pierre. D’une capacité de 650 lits, l'établissement rassemble la plupart des services médico-chrirurgicaux et accueille ses premiers patients en octobre 1975.
Des supermarchés s'ouvrent à la périphérie des villes. Le confort ménager se diffuse, notamment avec Thermor, qui emploie plus de 1 000 salariés. Profitant de la généralisation des divers moyens de transport individuels ou collectifs, ouvriers et employés viennent habiter les communes rurales. La distinction entre villes et campagnes, deux mondes autrefois très distincts, tend à s'effacer. Entre 1968 et 1975, la population du Loiret passe de 430 629 habitants à 490 189 (+ 14 %), celle d'Orléans de 95 828 à 106 246 (+ 11 %).

#### Un nouveau pôle universitaire
La création d'un Centre scientifique universitaire à La Source susceptible de se transformer plus tard en Faculté des Sciences est décidée en 1960 et sa réalisation en est confiée à la SEMPEL. Outre le programme universitaire, on prévoit une zone d'habitation comportant une cité universitaire, des installations sportives et des logements. Les premiers étudiants sont admis à la rentrée d'octobre 1961. À la rentrée universitaire 1964, on relève 750 inscriptions en Sciences et 400 en Lettres. Les deux résidences d'étudiants lancées en 1965 sont terminées pour la rentrée 1966 soit 532 et 534 chambres. Quant au restaurant universitaire du Forum, il fonctionne à la rentrée 1966 avec une capacité de service de 1 800 repas. Il faut attendre 1973 pour que la Faculté de Droit et de Sciences Économiques dispose de bâtiments définitifs, inaugurés par Jean-Pierre Soisson, et encore quinze ans pour qu'en 1988 soit mise en service l'actuelle Faculté de Lettres inaugurée par Michel Rocard.

#### Transports: fermeture de lignes ferroviaires et nouvelles autoroutes
La suppression des lignes ferroviaires secondaires en 1968, c'est-à-dire des dessertes de Malesherbes, Montargis, Étampes, Pithiviers, soulève de vives protestations. Ces suppressions conduisent en particulier à surcharger le trafic routier de la RN 60.
Côté routes, les annales du Conseil général rapportent qu'en mai 1951 l'assemblée avait émis le vœu que « soit étudiée et réalisée dans les plus brefs délais une "autostrade" entre Paris et Orléans », mais il faut attendre plus de vingt ans pour que l'on inaugure le premier tronçon Paris-Orléans de l'A10 Aquitaine. Concédée à Cofiroute par décret du 12 mai 1970, pour une durée de 35 ans, cette autoroute est mise en service selon le calendrier suivant : mars 1973, Ponthévrard-Allainville ; octobre 1973 : Allainville-Orléans Nord ; décembre 1973 : Orléans Nord-Orléans-Ouest ; juillet 1974 : Orléans-Tours. Parallèlement, c'est en 1973 que certaines routes nationales sont déclassées (532 km) et incorporées dans la voirie départementale, portant la longueur du réseau routier départemental à 3 100 km.

### 1975-2000: essor dans un contexte de crise économique

#### Dégradation puis essor de l'économie
Au début des années 1970, avec le conflit israélo-arabe et notamment la guerre du Kippour en 1973, le premier choc pétrolier les dépôts de bilan se multiplient tandis que l'inflation s'aggrave. Le spectre du chômage se profile. On parle de rigueur. Mieux placé que d'autres pour affronter cette crise, le Loiret la subira plus tard. Les demandes d'emploi non satisfaites en octobre 1974 se chiffrent à 3 800 dont 1 500 offres non satisfaites.
La crise touche petit à petit toutes les entreprises, ce qui se traduit par des réductions importantes d'effectifs, des fermetures, des reconversions ou des restructurations… Le chômage, les départs anticipés à la retraite, les plans de licenciement et de redressement se multiplient. Les élus s'inquiètent et s'interrogent sur la « sortie du tunnel »… C'est l'activité tout entière qui se dégrade entraînant de graves difficultés d'ordre social. On dépasse la dizaine de milliers de chômeurs. Le secteur tertiaire est à son tour touché. Les effets de la crise se conjuguent aux réductions de personnel dues à des mutations technologiques. Pour réduire leurs coûts, les entreprises automatisent en effet leurs chaînes de production ou de conditionnement et réduisent leur main d'œuvre. Un bilan établi fin novembre 1979 fait état d'une forte progression du nombre de demandeurs d'emplois, de 19 % en un an dans le Loiret et de près de 30 % dans le Giennois, notamment dans la région de Briare.
Les lois de décentralisation de 1982 vont transférer certaines compétences aux collectivités locales et leur permettre de jouer un rôle actif dans le soutien de l'économie locale. Afin de promouvoir le Loiret et de faciliter l'implantation de nouvelles entreprises, le Conseil général crée ainsi le 24 juin 1983 deux nouvelles structures : la Société mutuelle de financement des entreprises du Loiret (SOFINEL) et l'Agence de Développement économique du Loiret (ADEL). Très rapidement la politique économique du Conseil général qui s'ajoute à l'effort d'autres acteurs économiques porte ses fruits. La Société Scott Paper implante une usine-entrepôt de 3 hectares représentant un investissement estimé à 31 millions de francs sur la commune de Saint-Cyr-en-Val. On voit arriver d'autres entreprises américaines comme Cargill ou McKey puis japonaises comme Hitachi, Komori, Shiseido. Certaines d'entre elles ne tiennent pas tous leurs engagements en matière d'emploi et de développement, comme précisément Scott Paper, devenue plus tard Kimberley-Clark. Tout ceci a comme conséquence que le taux de chômage dans le Loiret au début des années 2000 est très bas : 6,3 % au 1er trimestre 2000, contre 9,5 % au niveau national.

#### Production d'énergie

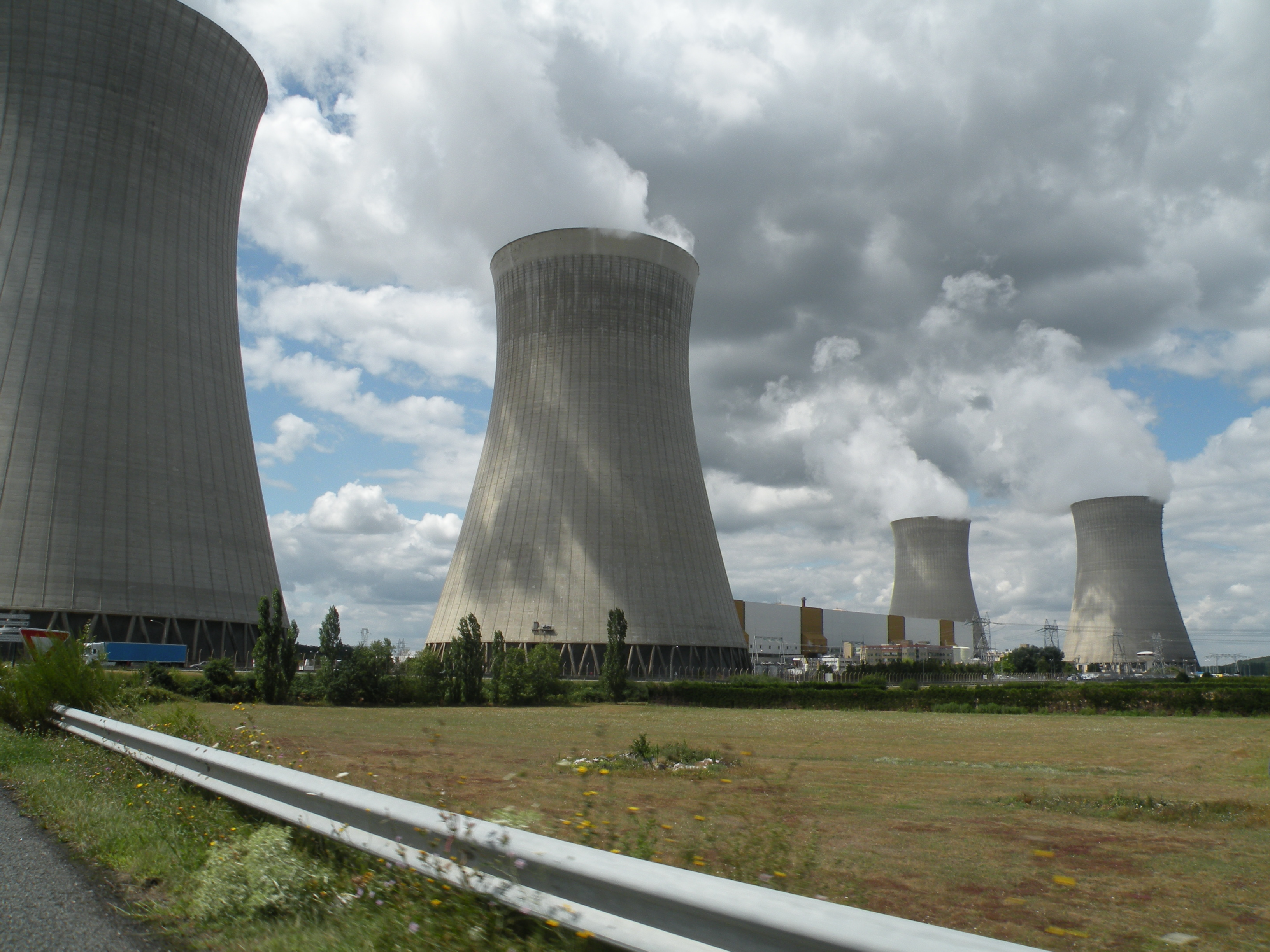
La centrale nucléaire de Dampierre est mise en service en 1980.

Le choc pétrolier qui conduit le prix du pétrole à doubler deux fois [pas clair] en octobre 1973, met brutalement en évidence la dépendance énergétique des pays occidentaux et leur fragilité en la matière au moment où le pays connaît une extraordinaire croissance économique. Ceci conduit le gouvernement à mettre en place un vaste programme d'équipement électro-nucléaire. Dampierre-en-Burly, en bordure de Loire et en rase campagne, constitue un site idéal pour l'installation d'une centrale nucléaire et fait partie du contrat-programme CP1, engagé en 1974. Celui-ci comprend la construction de 18 réacteurs de 900 MWe sur quatre sites : 4 à Dampierre, 4 au Blayais (Gironde), 6 à Gravelines (Nord) et 4 à Tricastin (Drôme). Les réacteurs de Dampierre sont raccordés au réseau, respectivement les 23 mars 1980, 10 décembre 1980 30 janvier 1981 et 18 août 1981.

#### Nouvelles infrastructures
De nouvelles autoroutes sont construites et complètent le maillage existant faisant du Loiret un territoire particulièrement bien desservi par voie routière. La construction de l'autoroute A71, reliant Orléans à Clermont-Ferrand, est concédée à la société Cofiroute en 1977 et voit sa première section, dans le Loiret, Orléans - Salbris, mise en service le 24 octobre 1986. Une nouvelle autoroute, l'autoroute A77, traversant l'est du Loiret dans le sens nord-sud désenclavant de la Nièvre, délestant le trafic de l'autoroute A6 et irriguant le Loiret, est réalisée à la fin des années 1990. La section Dordives - Briare (64 km) est mise en service le 17 novembre 1999.
Concernant la desserte aérienne du Loiret, le département dispose de deux bases aériennes : la base de Bricy et l'aérodrome de Saint-Denis-de-l'Hôtel alors utilisé par des aéroclubs. Le Loiret est trop proche de l’aérodrome d’Orly pour justifier un aéroport ayant des lignes régulières, mais les industries qui y sont implantées réclamant la possibilité d’accueillir des avions d’affaires, le conseil général finance la construction en 1988 d’une piste revêtue d’environ 1 000 m de longueur à Saint-Denis-de-l'Hôtel et d'un bâtiment d'accueil comprenant une tour de contrôle et permettant la mise aux normes I.F.R. (Instrument Fly Rules) et crée le Syndicat mixte chargé de l'aménagement et de l'exploitation de la desserte aérienne de l'Ouest du Loiret (SMAEDOL) le 2 juin 1988 pour l'exploiter. En 1992 et 1993, une zone commerciale est aménagée, comprenant la construction de 3 600 m2 de hangars pour aéronefs et 800 m2 de bureaux ainsi que la réalisation d'un parking.
À mi-chemin entre l'avion et le train, l'aérotrain conçu par Jean Bertin, un véhicule se déplaçant sur coussin d'air, établit le 5 mars 1974 dans le Loiret le record mondial de vitesse pour un véhicule terrestre : 430 km/h. Dix ans plus tôt, les expériences de Bertin intéressaient déjà le Premier ministre Georges Pompidou. Mais le choc pétrolier aura raison de ce projet prometteur mais trop consommateur d'énergie. En juillet 1974 le nouveau gouvernement, abandonne le projet de ligne Cergy-Pontoise - La Défense. La ligne expérimentale Orléans-Artenay subsiste aujourd'hui.

En 1979, l'assemblée départementale renonce au rétablissement du trafic SNCF voyageurs entre Orléans et Montargis, en raison du coût et de la charge trop importante de cette réhabilitation, au regard de l'incertitude du résultat. Lors de l'inauguration du TGV Sud-Est le 22 septembre 1981, le Président Mitterrand annonce la création d'une ligne de TGV vers l'Atlantique. C'est un nouveau rendez-vous manqué car cette nouvelle ligne va relier Paris à Tours en une heure induisant des effets qui ne se feront sentir qu'à partir des années 2000. Sur l’axe Paris-Bordeaux-Espagne, Orléans et Blois n’ont plus de desserte directe avec Poitiers, Angoulême et Bordeaux. Ces villes perdent ainsi les correspondances qu’offraient ces dessertes vers l’Espagne, le Piémont pyrénéen, la vallée de la Garonne et le bassin toulousain, mais surtout par l’effet conjugué du TGV et du réseau autoroutier bien des villes vont se rapprocher de Paris pendant qu’Orléans s’éloigne du centre économique et démographique européen déplacé vers l'est.

## XXIesiècle: mutations

### Rapprochement de la Loire

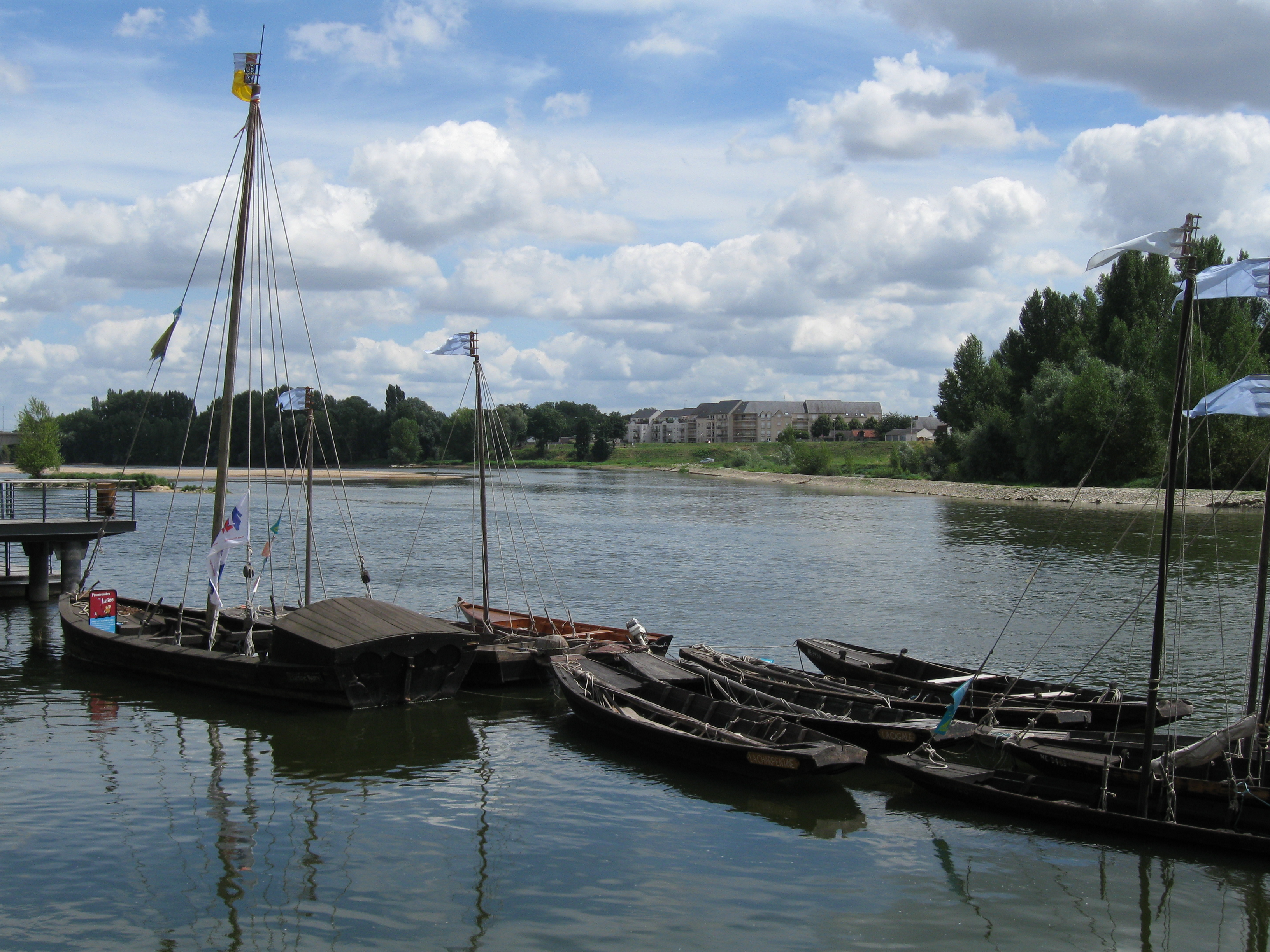
Futreaux (bateaux de Loire à fond plat) et barques, Orléans. La Loire, une nouvelle identité pour le Loiret.

Alors que la Loire constitue un vrai patrimoine, ce n'est qu'au début des années 2000 que le département et les communes ligériennes vont commencer à s'intéresser au fleuve et le mettre en valeur comme élément identitaire. L'inscription du Val de Loire, depuis Sully-sur-Loire jusqu’à Chalonnes-sur-Loire (Maine-et-Loire), à la liste du Patrimoine mondial de l’UNESCO, le 30 novembre 2000, au titre des paysages culturels évolutifs vivants en est probablement l'élément déclencheur. Au-delà d’une reconnaissance internationale, cette inscription constitue un engagement de la France, signataire de la Convention du Patrimoine Mondial à protéger, conserver et valoriser ce bien naturel. Le plan de gestion pour le Val de Loire Patrimoine Mondial, est approuvé par arrêté du préfet le 15 novembre 2012.
Le Conseil général organise pour la première fois en 2002 un grand événement festif intitulé Jours de Loire associant pendant cinq jours l'ensemble des communes riveraines de la Loire. Cet événement attire 50 000 spectateurs en 2002, puis 80 000 lors de la seconde édition en 2006. L'événement est renommé Caravane de Loire en 2008, associant un spectacle itinérant ainsi que des communes non ligériennes comme Montargis. Il atteint un record d'affluence en 2010 avec 350 000 festivaliers, associant pas moins de 230 artistes, saltimbanques et mariniers, ainsi que 25 compagnies. 2010 est toutefois la dernière année où il a lieu.
En 2003, la Mairie d’Orléans organise aussi un événement festif, Festival de Loire, orienté sur le patrimoine ligérien et en particulier la marine de Loire. Il est reconduit depuis tous les deux ans en septembre pour atteindre une vraie renommée nationale, voire européenne. Avec plus de 650 000 visiteurs en 5 jours, la 6e édition 2012 du Festival de Loire est en effet dorénavant reconnue comme le plus grand rendez-vous européen de la marine fluviale.

### Infrastructures

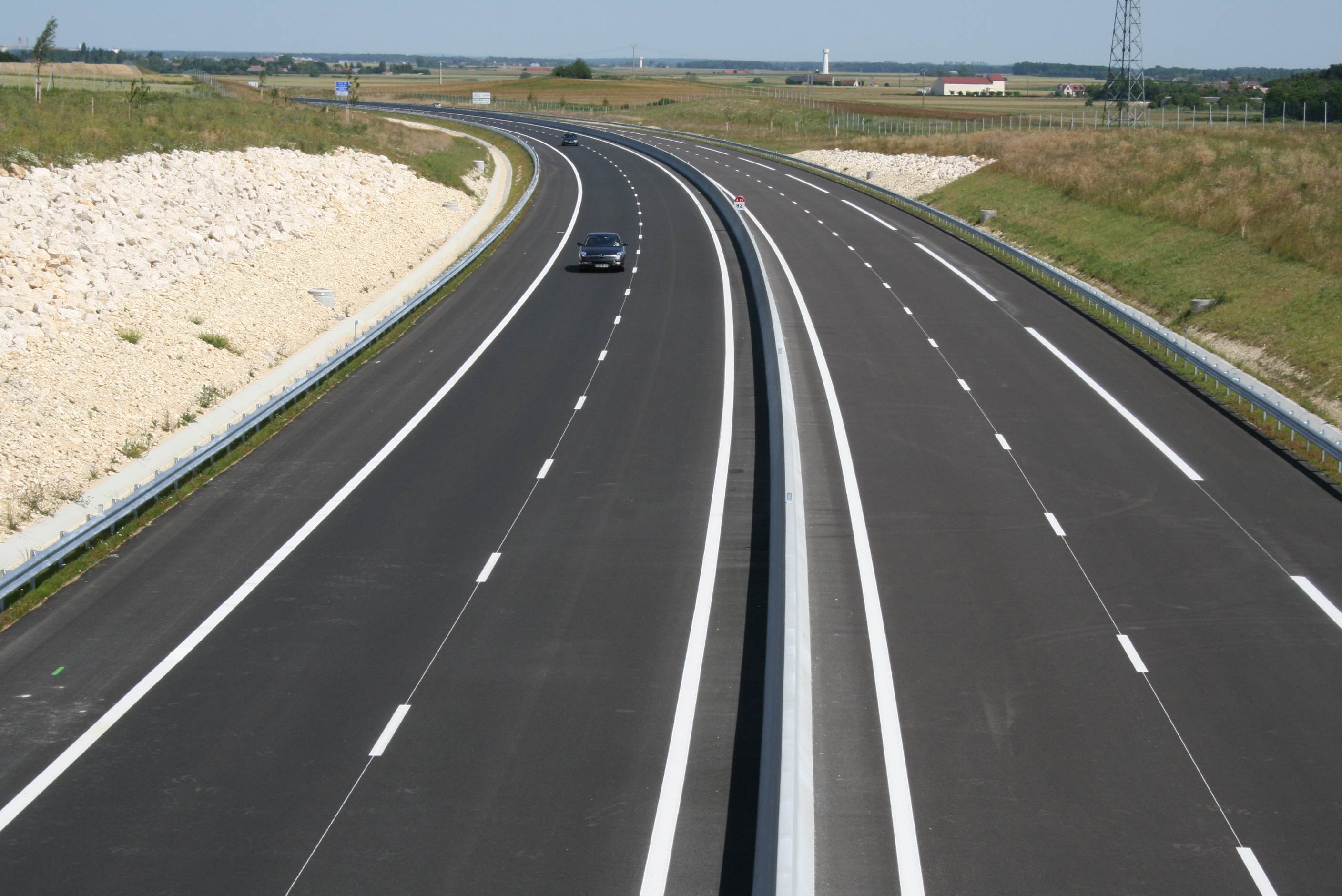
Autoroute A19, un grand projet des années 2000.

Pour faire face à la croissance du trafic de la plate-forme aéroportuaire de Paris-Roissy, l'hypothèse d’un troisième aéroport international dans le grand Bassin parisien est mise à l'étude en 1995. Le rapport de la mission Douffiagues est rendu public en juin 1995 et préconise de retenir le site de Beauvilliers, au sud de Chartres, pour accueillir, à terme (2010-2015), cet éventuel troisième aéroport. Il s'agit d'une belle opportunité de développement pour la région Centre et le Loiret. Mais des atermoiements sur la construction ou non de pistes nouvelles à Roissy conduisent à différer le projet. Le débat public a lieu de 2000 à 2001. Beauvilliers est toujours en compétition avec 7 autres sites. Mais Lionel Jospin annonce le 15 novembre que son choix, parmi les huit sites finalistes, s’est porté sur le site de Chaulnes. Cette décision ne sera jamais mise en œuvre car au changement de gouvernement, le projet de troisième aéroport est tout simplement abandonné.
L'autoroute A19, d'une longueur de 101 km, qui traverse le Loiret d'est en ouest, a aussi longtemps fait l'objet d'espoirs déçus. En effet le principe d’une liaison autoroutière concédée de Courtenay à Orléans est validé lors Comité interministériel d'aménagement du territoire (CIAT) de novembre 1988, mais, après l'étude de plusieurs tracés, une DUP approuvée puis prolongée, il faudra attendre 2006 pour que les premiers terrassements soient engagés. Il est inauguré en juin 2009 après 50 mois de travaux. Les premières années d'exploitations révèlent que le trafic n'est toutefois pas celui que l'on escomptait, en raison d'une part de la crise économique, mais aussi probablement du péage, un des plus élevés de France.
En 2009, la loi de programmation relative à la mise en œuvre du Grenelle de l'environnement a inclus la ligne nouvelle Paris – Orléans – Clermont-Ferrand - Lyon (LGV POCL) dans le programme de 2 500 kilomètres de lignes nouvelles qui complète celui de 2 000 kilomètres à lancer d'ici 2020. Il doit en particulier intégrer Orléans au réseau à grande vitesse, pour combler le manque apparu avec le LGV Atlantique, permettre de relier Paris à Clermont-Ferrand en moins de deux heures et d'améliorer la desserte de Bourges et des villes du grand centre. Le débat public a lieu du 3 octobre 2011 et 31 janvier 2012
. Le conseil d'administration de RFF réuni en assemblée générale le 17 juin 2012 ne choisit pas formellement une variante parmi les quatre proposées, mais décide la réalisation d'une étude complémentaire visant à qualifier un tracé parmi les scénarios ouest (qui passerait près d'Orléans) et médian (qui passerait au droit [pas clair] de Gien dans le Loiret, avec une antenne vers Orléans).

### Économie
L'attractivité économique du Loiret frappe les observateurs au début des années 2000. Le taux de chômage en 2001 est exceptionnellement bas, de 5,1 % (contre 8,2 % au niveau national), il est encore de 6,0 % au 1er trimestre 2008, mais la situation se dégrade ensuite rapidement, plus fort que dans beaucoup d'autres départements, pour atteindre un taux de 10,2 % au 2e trimestre 2013 et rejoindre la moyenne nationale (10,8 %). Le Loiret, comme la région Centre-Val de Loire, subit d'importantes pertes d'emplois dans le secteur industriel, très éprouvé par la crise économique, notamment dans l'industrie chimique et pharmaceutique, la fabrication de produits en caoutchouc et en plastique, la métallurgie, la production d'équipements électriques et de machines, et enfin la fabrication de matériels de transport. Le recul général de l’activité touche également la construction, secteur déjà touché par des reculs successifs en région depuis fin 2008, reculs qui contrastent avec les nets progrès antérieurs,.
Le Loiret dispose néanmoins d'atouts, en particulier la densité du tissu d’entreprises industrielles et de PME avec une grande diversité de secteurs à haute valeur ajoutée (importance de la recherche pour l’innovation et le transfert de technologies, notamment concernant la production durable et l’environnement). Les pôles de compétitivité témoignent de ces potentiels qui, parce qu'ils sont reconnus s'en trouvent renforcés. Décidée lors du comité interministériel d'aménagement et de compétitivité des territoires (CIACT) du 13 décembre 2002, la politique des pôles de compétitivité vise à identifier des « regroupements sur un même territoire d'entreprises, d'établissements d'enseignement supérieur et d'organismes de recherche publics ou privés qui ont vocation à travailler en synergie pour mettre en œuvre des projets de développement économique pour l'innovation. ». En 2010, 71 pôles de compétitivité sont dénombrés en France. Le Loiret est concerné par 4 pôles labellisés : Cosmetic Valley consacré au secteur de la parfumerie et de la cosmétique dans le monde, Sciences et Systèmes de l’Énergie Électrique (S2E2), Élastopole, développé autour de 3 thématiques : Matériaux, Produits et Procédés innovants d'une part, Environnement et Énergie d'autre part et enfin Économie et Social et DREAM, basée à Orléans et orientée sur la durabilité de la ressource en eau, avec des entreprises comme Geo-hyd, LVMH, Vergnet, Iris Instruments, ANTEA, DSA,.
Les grands projets font également partie des réponses à la crise. Parmi ceux lancés dans les années 2000 figurent dans l'Orléanais :
- la Ligne A du tramway d'Orléans, sur l'axe nord-sud mise en service le 20 novembre 2000, suivie de la ligne B, sur l'axe est-ouest, ouverture le 29 juin 2012 ;
- la construction du nouveau CHR au sud d'Orléans, dont la première pierre a été posée en novembre 2009, le plus gros chantier hospitalier de France[258], et Oréliance, le plus grand pôle santé privé du plan Hôpital 2012, décidé en 2006 et qui a ouvert son service d'urgences en septembre 2013[259].